# Wihr-au-Val
 (juin 2025).
 (juin 2025).
La mise en forme du texte ne suit pas les recommandations de Wikipédia : il faut le « wikifier ».
Les points d'amélioration suivants sont les cas les plus fréquents. Le détail des points à revoir est peut-être précisé sur la page de discussion.
- Les titres sont pré-formatés par le logiciel. Ils ne sont ni en capitales, ni en gras.
- Le texte ne doit pas être écrit en capitales (les noms de famille non plus), ni en gras, ni en italique, ni en « petit »…
- Le gras n'est utilisé que pour surligner le titre de l'article dans l'introduction, une seule fois.
- L'italique est rarement utilisé : mots en langue étrangère, titres d'œuvres, noms de bateaux, etc.
- Les citations ne sont pas en italique mais en corps de texte normal. Elles sont entourées par des guillemets français : « et ».
- Les listes à puces sont à éviter, des paragraphes rédigés étant largement préférés. Les tableaux sont à réserver à la présentation de données structurées (résultats, etc.).
- Les appels de note de bas de page (petits chiffres en exposant, introduits par l'outil «  Source ») sont à placer entre la fin de phrase et le point final[comme ça].
- Les liens internes (vers d'autres articles de Wikipédia) sont à choisir avec parcimonie. Créez des liens vers des articles approfondissant le sujet. Les termes génériques sans rapport avec le sujet sont à éviter, ainsi que les répétitions de liens vers un même terme.
- Les liens externes sont à placer uniquement dans une section « Liens externes », à la fin de l'article. Ces liens sont à choisir avec parcimonie suivant les règles définies. Si un lien sert de source à l'article, son insertion dans le texte est à faire par les notes de bas de page.
- La présentation des références doit suivre les conventions bibliographiques. Il est recommandé d'utiliser les modèles {{Ouvrage}}, {{Chapitre}}, {{Article}}, {{Lien web}} et/ou {{Bibliographie}}. Le mode d'édition visuel peut mettre en forme automatiquement les références.
- Insérer une infobox (cadre d'informations à droite) n'est pas obligatoire pour parachever la mise en page.

Pour une aide détaillée, merci de consulter Aide:Wikification.
Si vous pensez que ces points ont été résolus, vous pouvez retirer ce bandeau et améliorer la mise en forme d'un autre article.
Wihr-au-Val (en allemand Weier-im-Tal, en alsacien Wihr ìm Dàl) est une commune française située dans le département du Haut-Rhin et, depuis le 1er janvier 2021, dans le territoire de la collectivité européenne d'Alsace, en région Grand Est.
Elle est située à 15 km de Colmar et à 85 km de Strasbourg.
Cette commune se trouve dans la région historique et culturelle d'Alsace.
C'est un petit village vinicole faisant partie de la vallée de Munster. Les habitants sont appelés les Wihriens.

## Géographie

### Localisation
Wihr-au-Val est un petit village sur la route des vins d'Alsace, qui se situe à 7 km de Munster et à 13 km de Colmar.
Les communes limitrophes sont Gunsbach, Orbey, Labaroche, Walbach, Wintzenheim, Voegtlinshoffen et Soultzbach-les-Bains.
| Orbey            | Labaroche            |                             |
| Gunsbach         | Wihr-au-Val          | Walbach                     |
| Griesbach-au-Val | Soultzbach-les-Bains | Wintzenheim Voegtlinshoffen |

### Géologie et relief
La superficie de la commune est de 1 254 hectares ; son altitude varie entre 288 et 960 mètres. Les forêts occupent 730 hectares, soit près de 60 % du ban communal.
Le point culminant du ban communal est situé à 960 m, sur les flancs du Kuhberg, aux confins des bans d'Orbey et de Gunsbach.
Le sommet le plus haut de la commune est le Zwergberg situé à 951 m d'altitude, au nord du village, et son sommet le plus emblématique est le Staufen à 899 m d'altitude, situé au sud.
Le village est situé sur un substrat alluvial. Le massif au nord du ban est essentiellement granitique jusqu'à 900 mètres d'altitude. La crête est constituée de grès rose. Le massif du Staufen, au sud, est constitué essentiellement de schiste.

### Hydrographie
La commune est dans le bassin versant du Rhin au sein du bassin Rhin-Meuse. Elle est drainée par la Fecht et le Krebsbach,,.
La Fecht, d'une longueur de 49 km, prend sa source dans la commune de Metzeral et se jette dans l'Ill à Illhaeusern, après avoir traversé 19 communes. Les caractéristiques hydrologiques de la Fecht sont données par la station hydrologique située sur la commune. Le débit moyen mensuel est de 4,34 m3/s. Le débit moyen journalier maximum est de 59,1 m3/s, atteint lors de la crue du 5 janvier 2018. Le débit instantané maximal est quant à lui de 82,9 m3/s, atteint le 4 janvier 2018.
Le village est traversé par le ruisseau du Grosswasserbach ou Thormattenbach partiellement enterré, affluent rive gauche de la Fecht. Le Muehlcanal est un ancien canal de dérivation situé en rive gauche de la Fecht, qui alimentait les anciens moulins. Le Krebsbach, affluent en rive droite de la Fecht traverse également le ban communal.

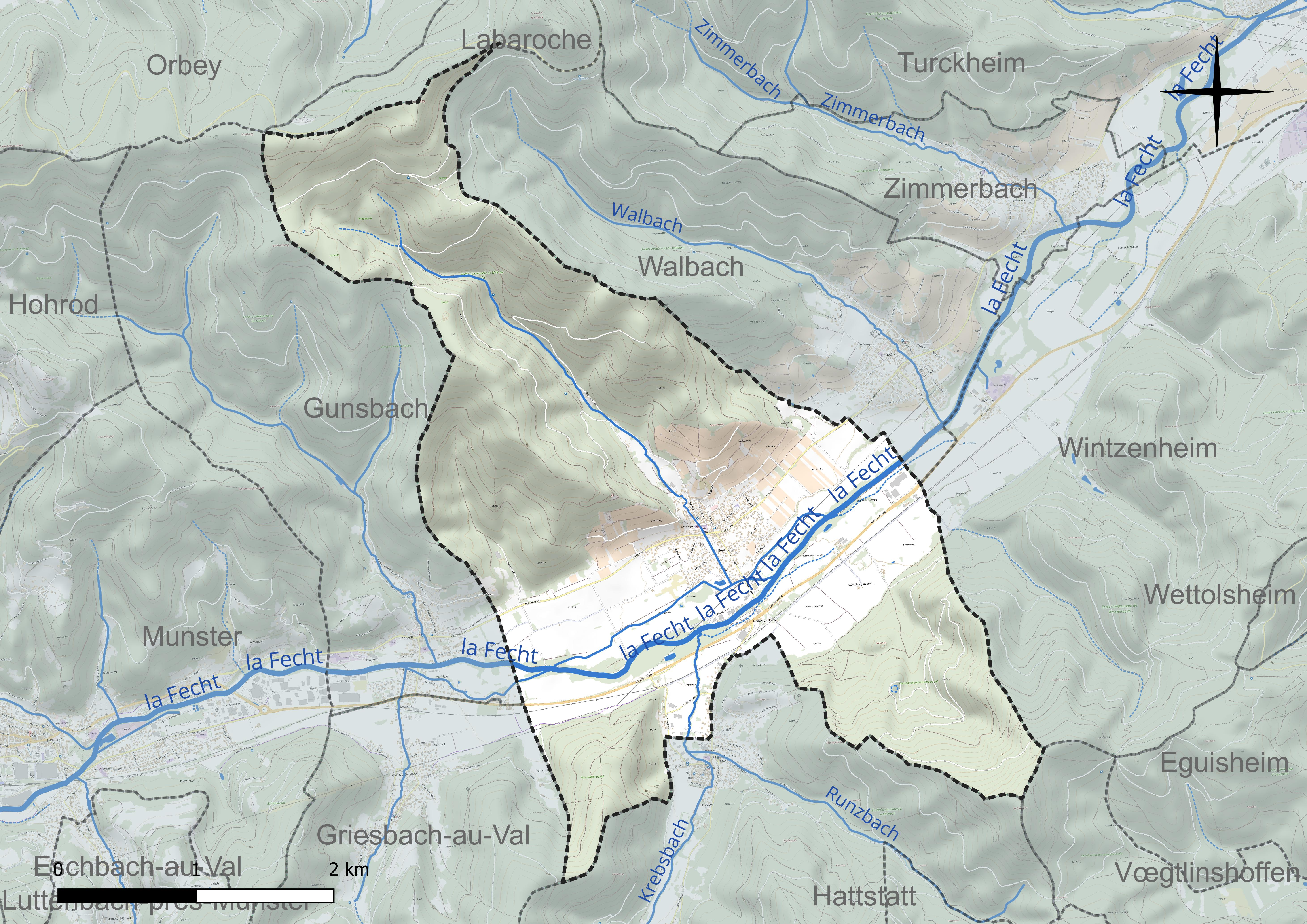
Réseau hydrographique de Wihr-au-Val.

### Climat
Pour des articles plus généraux, voir Climat du Grand Est et Climat du Haut-Rhin.
En 2010, le climat de la commune est de type climat de montagne, selon une étude du Centre national de la recherche scientifique s'appuyant sur une série de données couvrant la période 1971-2000. En 2020, Météo-France publie une typologie des climats de la France métropolitaine dans laquelle la commune est exposée à un climat semi-continental et est dans la région climatique Vosges, caractérisée par une pluviométrie très élevée (1 500 à 2 000 mm/an) en toutes saisons et un hiver rude (moins de 1 °C).
Pour la période 1971-2000, la température annuelle moyenne est de 10,1 °C, avec une amplitude thermique annuelle de 17,3 °C. Le cumul annuel moyen de précipitations est de 971 mm, avec 11 jours de précipitations en janvier et 9,9 jours en juillet. Pour la période 1991-2020, la température moyenne annuelle observée sur la station météorologique de Météo-France la plus proche, « Munster_sapc », sur la commune de Munster à 5 km à vol d'oiseau, est de 10,4 °C et le cumul annuel moyen de précipitations est de 1 053,5 mm. 
La température maximale relevée sur cette station est de 38,3 °C, atteinte le 5 juillet 2015 ; la température minimale est de −19 °C, atteinte le 20 décembre 2009,,.
Les paramètres climatiques de la commune ont été estimés pour le milieu du siècle (2041-2070) selon différents scénarios d'émission de gaz à effet de serre à partir des nouvelles projections climatiques de référence DRIAS-2020. Ils sont consultables sur un site dédié publié par Météo-France en novembre 2022.

## Urbanisme

### Typologie
Au 1er janvier 2024, Wihr-au-Val est catégorisée bourg rural, selon la nouvelle grille communale de densité à sept niveaux définie par l'Insee en 2022.
Elle est située hors unité urbaine. Par ailleurs la commune fait partie de l'aire d'attraction de Colmar, dont elle est une commune de la couronne,. Cette aire, qui regroupe 95 communes, est catégorisée dans les aires de 50 000 à moins de 200 000 habitants,.

### Occupation des sols
L'occupation des sols de la commune, telle qu'elle ressort de la base de données européenne d’occupation biophysique des sols Corine Land Cover (CLC), est marquée par l'importance des forêts et milieux semi-naturels (63,5 % en 2018), une proportion sensiblement équivalente à celle de 1990 (64,2 %). La répartition détaillée en 2018 est la suivante : 
forêts (63,5 %), terres arables (11,7 %), zones agricoles hétérogènes (11,4 %), zones urbanisées (5,1 %), cultures permanentes (4,2 %), prairies (4,1 %). L'évolution de l’occupation des sols de la commune et de ses infrastructures peut être observée sur les différentes représentations cartographiques du territoire : la carte de Cassini (XVIIIe siècle), la carte d'état-major (1820-1866) et les cartes ou photos aériennes de l'IGN pour la période actuelle (1950 à aujourd'hui).

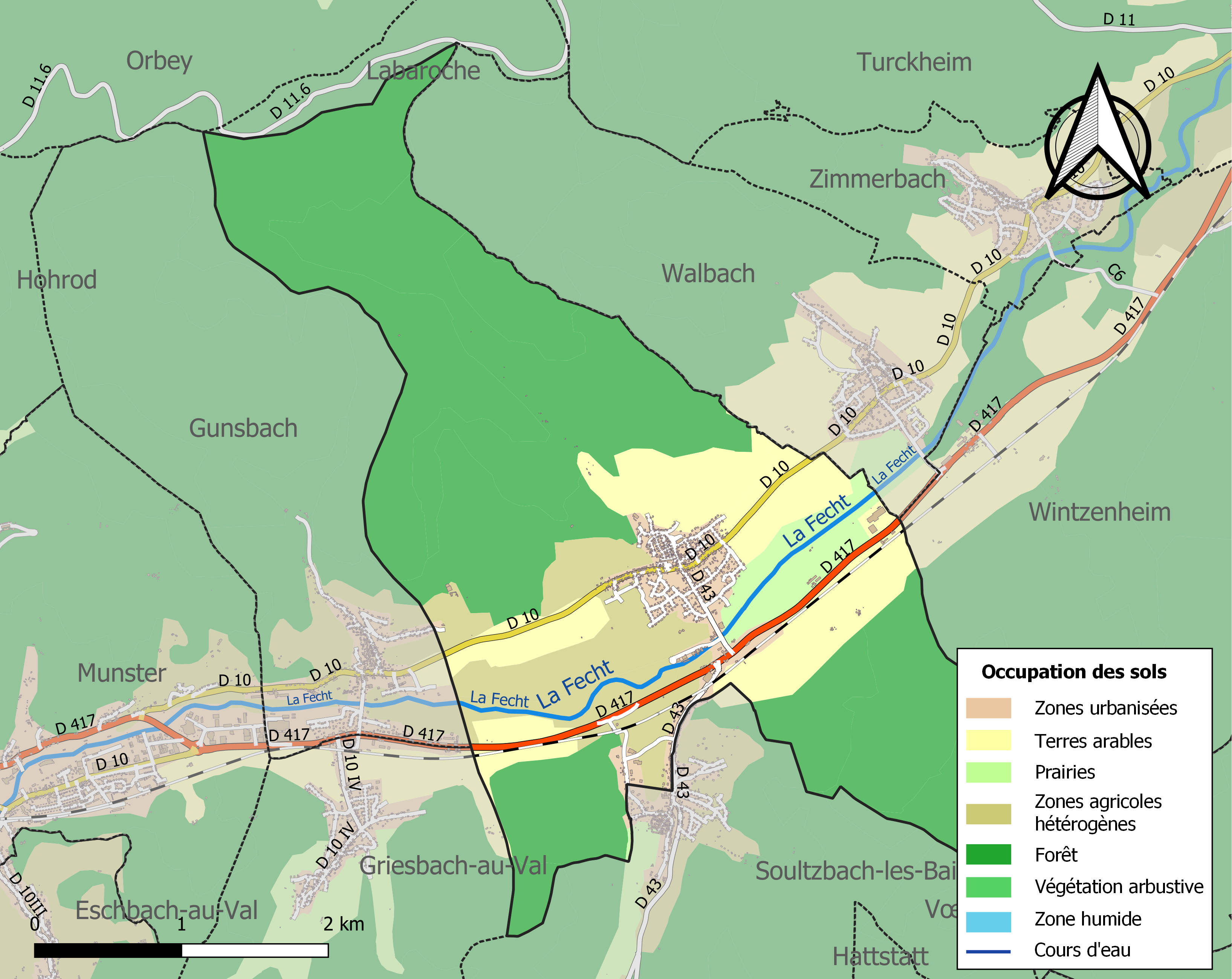
Carte des infrastructures et de l'occupation des sols de la commune en 2018 (CLC).

### Voies de communication et transports
Le village est situé au bord de la D417 (ancienne Route Nationale 417) reliant Colmar à Remiremont par le col de la Schlucht.
Il est traversé par la D10 reliant Ingersheim à Sondernach.
Il est desservi par la ligne de chemin de fer Colmar-Metzeral, Gare de Wihr-au-Val-Soultzbach.

## Toponymie
La première origine connue du nom date d'un document de 896 sous le nom de « Bonifacii Villare », c’est-à-dire la villa de Bonifacius, duc franc d'Alsace. D'après ce document, Bonifacius vers 660 s'était fait ériger un pavillon de chasse où il séjournait quand il venait chasser ; son souvenir lui survit dans le nom du village portant désormais son nom. Par la suite « Villare » est devenu, « Wilre » (1120), « Wilr bi Girsperg » (1344), « Wilr im Munstertal » (1475), « Weiller » (1572), puis « Wihr ».
Il était toujours précisé « Weiller im Gregorienthal (aujourd'hui encore les bornes marquant le ban communal portent les lettres « WIG », « WG » ou « GW »), ou « Wihr au Val Saint Grégoire » à compter de 1648. Après 1789, la mention à Saint Grégoire disparaît et la ville devient Wihr-au-Val.
La commune s'est appelée Weier im Thal entre 1871 et 1918 et entre 1940 et 1945, périodes d'occupations de l'Alsace par l'Allemagne.

## Histoire

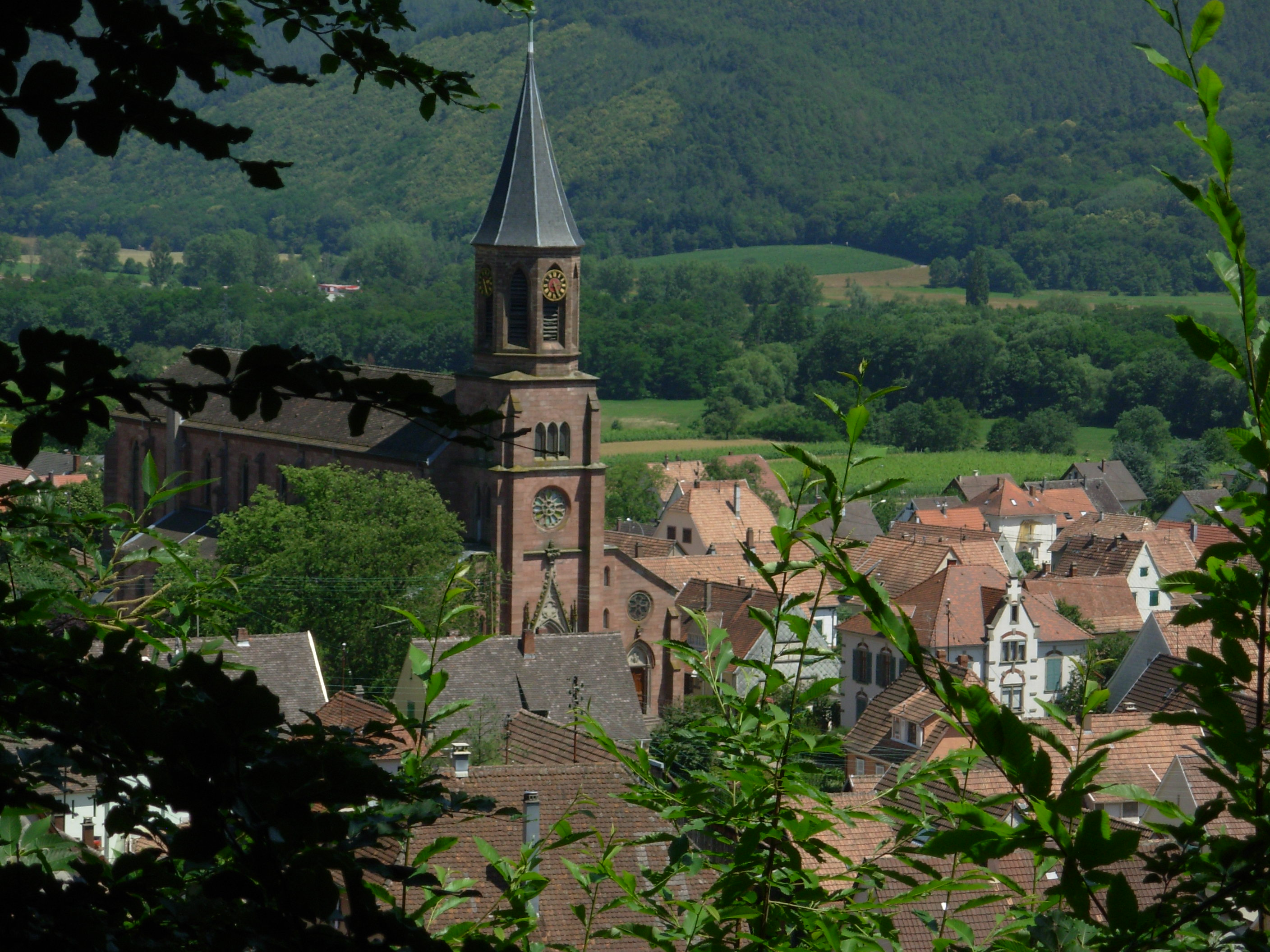

- En 660, l'abbaye de Munster (à cinq kilomètres à l'ouest du centre-ville de Wihr) est fondée par Boniface d'Alsace.
- En 896, Wihr-au-Val est citée pour la première fois sous le nom « Bonifacii Villare », ferme de Boniface.
- En 1162, le bourg est octroyé en fief aux Ribeaupierre.
- En 1279, il est incendié par les Girsberg. Constructions d'une enceinte autour du village, et du château du Sonnenbourg.
- En 1281, les Girsberg tentent de construire un château au sommet du Staufen, qui est immédiatement détruit par l'évêque de Strasbourg.
- En 1284, les Girsberg reconstruisent un château au sommet du Staufen qui, comme le premier, sera détruit la même année par les Hattstatt.
- En 1290 et 1291, les Ribeaupierre assiègent le château du Gigersbourg, jusqu'à sa reddition.
- En 1293, Wihr subit un siège et est une nouvelle fois entièrement détruit.
- En 1316, le château du Gigersbourg est cédé aux Ribeaupierre et définitivement abandonné.
- En 1346, Wihr et son château du Sonnenbourg sont cédés en arrière-fief aux Hattstatt.
- En 1440, les Ribeaupierre récupèrent leur fief.
- En 1632, la guerre de Trente Ans touche le bourg, qui sera plusieurs fois pillé par la suite lors de ce conflit.
- En 1648, rattachement au royaume de France. Weyr im Gregorienthal devient Wihr au Val Saint Grégoire.
- En 1673, extinction de la famille de Ribeaupierre. Wihr appartient au prince des Deux-Ponts.
- En 1792, destruction de la chapelle de la Sainte Croix par des révolutionnaires (elle est reconstruite en 1806, et gravement endommagée le 18 juin 1940). Wihr au Val Saint Grégoire devient Wihr-au-Val.
- En 1848, révolution de 1848. Médard Burgard maire de la commune. Il sera élu député à l'Assemblée Nationale, où il siégera « à gauche ».
- En 1871, l'Alsace est annexée par l'Allemagne. Wihr-au-Val devient Weier im Thal.
- En 1914, des combats ont lieu sur l'espace situé entre le village et Gunsbach, à la Croix de Wihr et autour de la chapelle de la Sainte Croix. Ici est tué le 31 août Agier Jean-Baptiste-Marcel, né le 24/01/1898 à Brugheas (Allier), plus jeune soldat français mort lors de la Première Guerre mondiale, à l'âge de seize ans sept mois et sept jours[20].
- En 1918, retour de la municipalité à la France, Weier im Thal redevient Wihr-au-Val.
- Le 18 juin 1940, 107 maisons, 70 granges, la mairie, le clocher de l'église[21], l'école des filles, le corps de garde, la chapelle Sainte-Barbe, les bains municipaux, le beffroi, la prison, et l'hôpital sont détruits par un bombardement aérien allemand de représailles[22]. Tout le centre du village médiéval est détruit et 400 personnes se retrouvent sans abri. Le village est libéré le 5 février 1945.

## Politique et administration

### Découpage territorial
La commune de Wihr-au-Val est membre de la communauté de communes de la Vallée de Munster, un établissement public de coopération intercommunale (EPCI) à fiscalité propre créé le 30 mai 1996 dont le siège est à Munster. Ce dernier est par ailleurs membre d'autres groupements intercommunaux.
Sur le plan administratif, elle est rattachée à l'arrondissement de Colmar-Ribeauvillé, à la circonscription administrative de l'État du Haut-Rhin, en tant que circonscription administrative de l'État, et à la région Grand Est.
Sur le plan électoral, elle dépendait jusqu'en 2020 du  canton de Wintzenheim pour l'élection des conseillers départementaux au sein du conseil départemental du Haut-Rhin. Depuis le 1er janvier 2021, elle dépend du même canton pour l'élection des conseillers d'Alsace au sein de la collectivité européenne d'Alsace.

### Finances communales
En 2014, le budget de la commune était constitué ainsi :
- total des produits de fonctionnement : 966 000 €, soit 740 € par habitant ;
- total des charges de fonctionnement : 736 000 €, soit 563 € par habitant ;
- total des ressources d'investissement : 135 000 €, soit 103 € par habitant ;
- total des emplois d'investissement : 80 000 €, soit 61 € par habitant ;
- endettement : 296 000 €, soit 227 € par habitant.

Avec les taux de fiscalité suivants :
- taxe d'habitation : 6,31 % ;
- taxe foncière sur les propriétés bâties : 7,16 % ;
- taxe foncière sur les propriétés non bâties : 42,01 % ;
- taxe additionnelle à la taxe foncière sur les propriétés non bâties : 0,00 % ;
- cotisation foncière des entreprises : 0,00 %.

### Liste des maires

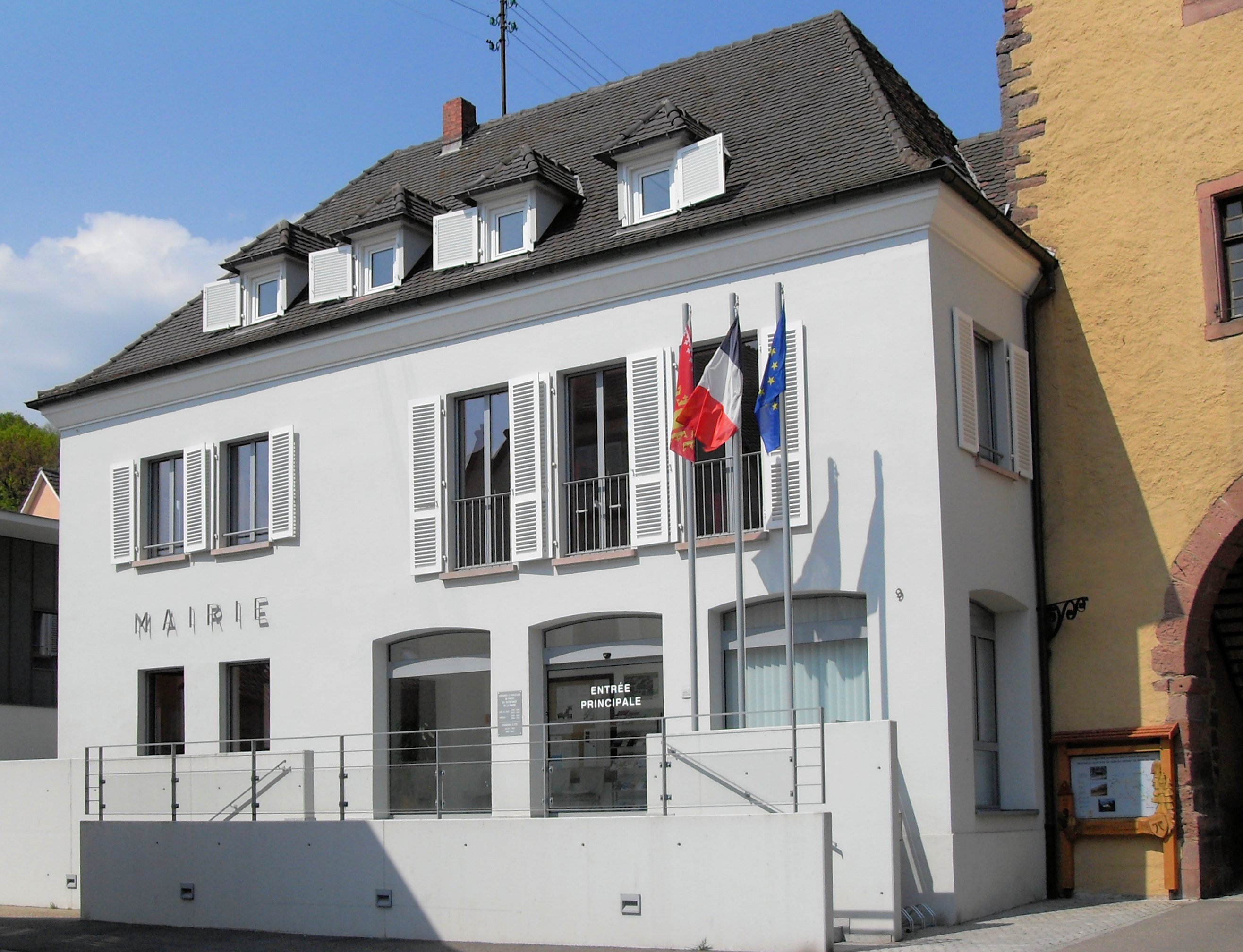
La mairie.

| Période                                  | Période  | Identité            | Étiquette | Qualité                  |
| ---------------------------------------- | -------- | ------------------- | --------- | ------------------------ |
| Les données manquantes sont à compléter. |          |                     |           |                          |
| 1911                                     | 1918     | Adrien Burgard      |           |                          |
| 1919                                     | 1927     | Joseph Straub       |           |                          |
| 1927                                     | 1931     | Joseph Baldenberger |           |                          |
| 1932                                     | 1941     | Jean Burgard        |           |                          |
| 1941                                     | 1945     | Mathieu Tannacher   |           | administration allemande |
| 1945                                     | 1947     | Henri Zimmermann    |           |                          |
| 1947                                     | 1963     | Jean Burgard        |           |                          |
| 1963                                     | 1971     | Auguste Fritsch     |           |                          |
| 1971                                     | 1995     | Cyrille Martin      |           |                          |
| 1995                                     | 2014     | Michel Sauffisseau  |           |                          |
| 28 mars 2014                             | En cours | Gabriel Burgard     | UDI       |                          |

## Équipements et services publics

### Enseignement
Dans les années 1830, la commune comporte une classe unique comptant environ deux cents élèves. La majorité ne fréquente toutefois l’école qu’en hiver, leurs parents préférant les faire travailler le reste de l’année. Une nouvelle école est construite en 1838 pour les garçons, les filles restant dans l’ancienne école. Une nouvelle école de fille est construite vers 1850, mais détruite dans un incendie peu de temps après en 1858. À peine reconstruite, elle brûle une nouvelle fois, ce qui impose la tenue des cours dans l’école des garçons pendant une période prolongée.
En 2023, Wihr-au-Val dispose d’une école maternelle avec une classe de vingt-quatre élèves, ainsi que d’une école primaire comptant cinquante-six élèves répartis en trois classes. Pour l’enseignement secondaire général, les établissements les plus proches sont le collège Frédéric Hartmann et le lycée général Frédéric Kirschleger, tous deux situés à Munster. Pour l’enseignement secondaire professionnel, les établissements les plus proches sont le lycée polyvalent Lazare de Schwendi à Ingersheim et le lycée horticole du Pflixbourg à Wintzenheim.

## Population et société

### Démographie
L'évolution du nombre d'habitants est connue à travers les recensements de la population effectués dans la commune depuis 1793. Pour les communes de moins de 10 000 habitants, une enquête de recensement portant sur toute la population est réalisée tous les cinq ans, les populations de référence des années intermédiaires étant quant à elles estimées par interpolation ou extrapolation. Pour la commune, le premier recensement exhaustif entrant dans le cadre du nouveau dispositif a été réalisé en 2005.

En 2022, la commune comptait 1 208 habitants, en évolution de −4,51 % par rapport à 2016 (Haut-Rhin : +0,66 %, France hors Mayotte : +2,11 %).
| 1793 | 1800 | 1806 | 1821 | 1831  | 1836  | 1841  | 1846  | 1851  |
| ---- | ---- | ---- | ---- | ----- | ----- | ----- | ----- | ----- |
| 730  | 722  | 925  | 861  | 1 121 | 1 180 | 1 136 | 1 194 | 1 134 |

| 1856  | 1861  | 1866  | 1871  | 1875 | 1880 | 1885 | 1890 | 1895 |
| ----- | ----- | ----- | ----- | ---- | ---- | ---- | ---- | ---- |
| 1 106 | 1 046 | 1 008 | 1 035 | 975  | 950  | 894  | 868  | 862  |

| 1900 | 1905 | 1910 | 1921 | 1926 | 1931 | 1936 | 1946 | 1954 |
| ---- | ---- | ---- | ---- | ---- | ---- | ---- | ---- | ---- |
| 885  | 941  | 897  | 900  | 888  | 870  | 880  | 788  | 959  |

| 1962  | 1968  | 1975  | 1982  | 1990  | 1999  | 2005  | 2006  | 2010  |
| ----- | ----- | ----- | ----- | ----- | ----- | ----- | ----- | ----- |
| 1 027 | 1 033 | 1 106 | 1 051 | 1 089 | 1 232 | 1 177 | 1 184 | 1 264 |

| 2015  | 2020  | 2022  | - | - | - | - | - | - |
| ----- | ----- | ----- | - | - | - | - | - | - |
| 1 269 | 1 231 | 1 208 | - | - | - | - | - | - |

## Économie

### Revenus de la population et fiscalité
En 2017, le revenu fiscal médian par ménage était de 23 780 €.

### Emploi
En 2017, la population âgée de 15 à 64 ans comptait 78 % d'actifs en 2016, dont 72.6 % ayant un emploi et 5,4 % de chômeurs.
On comptait 337 emplois dans la zone d'emploi en 2016, contre 378 en 2011. Le nombre d'actifs ayant un emploi résidant dans la zone d'emploi étant de 568, l'indicateur de concentration d'emploi est de 59,3 %, ce qui signifie que la zone d'emploi offre moins de 0,6 emplois par actif.

### Entreprises et commerces
Au 31 décembre 2015, Wihr-au-Val comptait 123 établissements : 11 dans l’agriculture-sylviculture-pêche, 7 dans l'industrie, 21 dans la construction, 62 dans le commerce-transports-services divers et 22 étaient relatifs au secteur administratif.

#### Vignoble
Le vignoble de Wihr-au-Val, dont les coteaux montent jusqu'à 500 mètres d'altitude, constitue le vignoble le plus élevé de l'ensemble de l'appellation Vins d'Alsace.
Bénéficiant des appellations Linsenberg, Herrenreben, Holder et Val Saint Grégoire, ces vins produits sur sol granitique et en altitude présentent un caractère spécifique.

#### Tourisme
Le village dispose de deux campings, plusieurs gîtes et chambres d'hôtes.
Plusieurs itinéraires circulaires balisés par le Club Vosgien permettent de découvrir les environs.
Deux pistes cyclables sont disponibles : la voie verte de la Vallée de Munster et la piste cyclable Wihr-au-Val - Gunsbach - Piscine de Munster.
Le restaurant de la Nouvelle Auberge a été gratifié d'une étoile au Guide Michelin.

#### Industrie
L'activité textile qui avait fait la richesse de Wihr-au-Val a disparu désormais.
Une usine d'emballage et de conditionnement est actuellement établie sur le ban communal.

## Culture locale et patrimoine

### Lieux et monuments

#### Monuments historiques classés
- À l'entrée du haut village : une porte fortifiée[35]. Tour porte dite Untertor[36].
- Cimetière de Wihr-au-Val et notamment la chapelle-ossuaire Saint Michel.
- Église catholique[37] et son orgue Mutin Cavaillé-Coll[38],[39].
- Chapelle Sainte-Croix[40] et chemin de croix y conduisant.
- Chapelle Sainte-Barbe[41], aujourd'hui disparue.

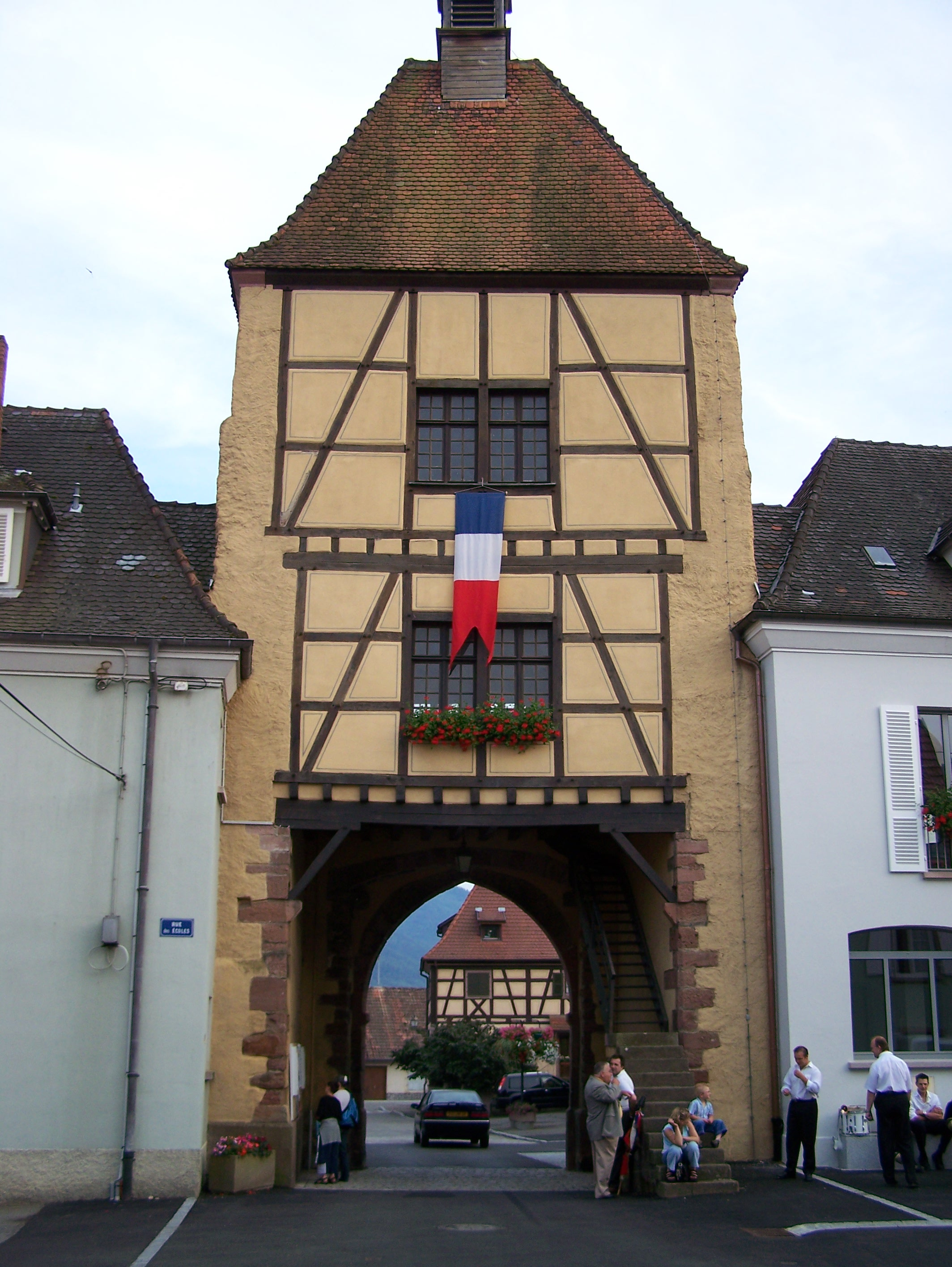
La porte fortifiée dite Untertor
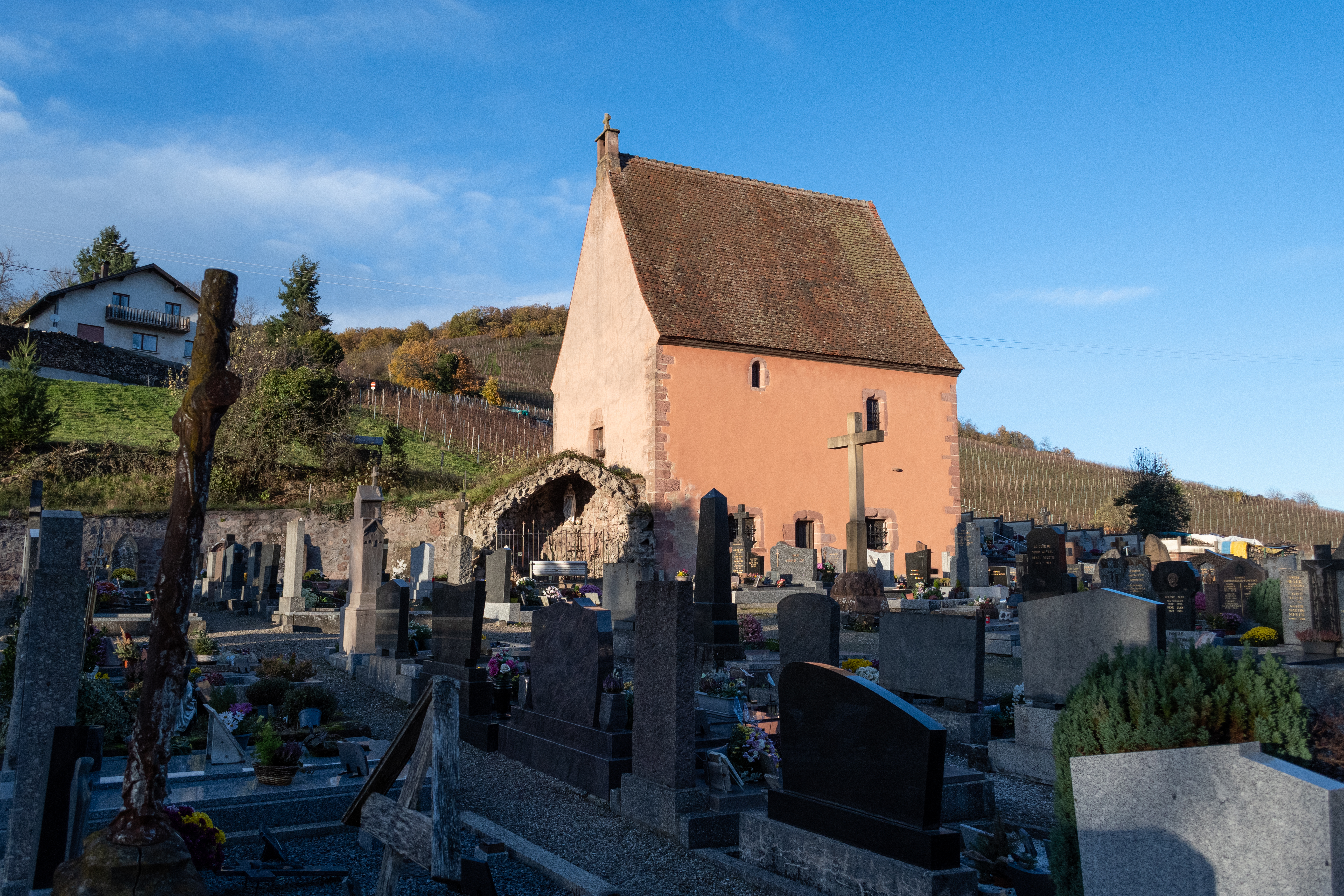
Chapelle-ossuaire Saint Michel
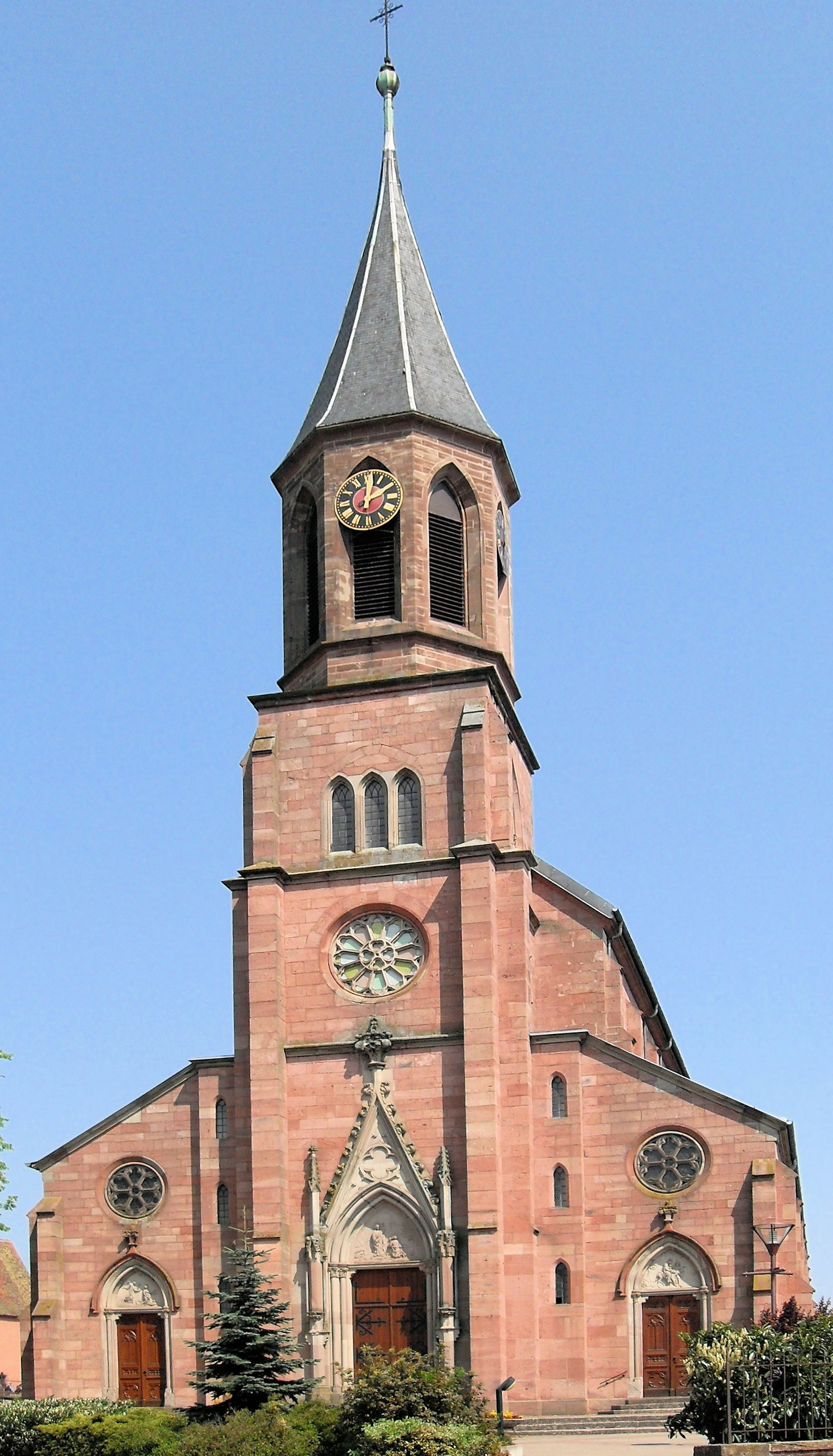
L'église Saint-Martin de Wihr-au-Val
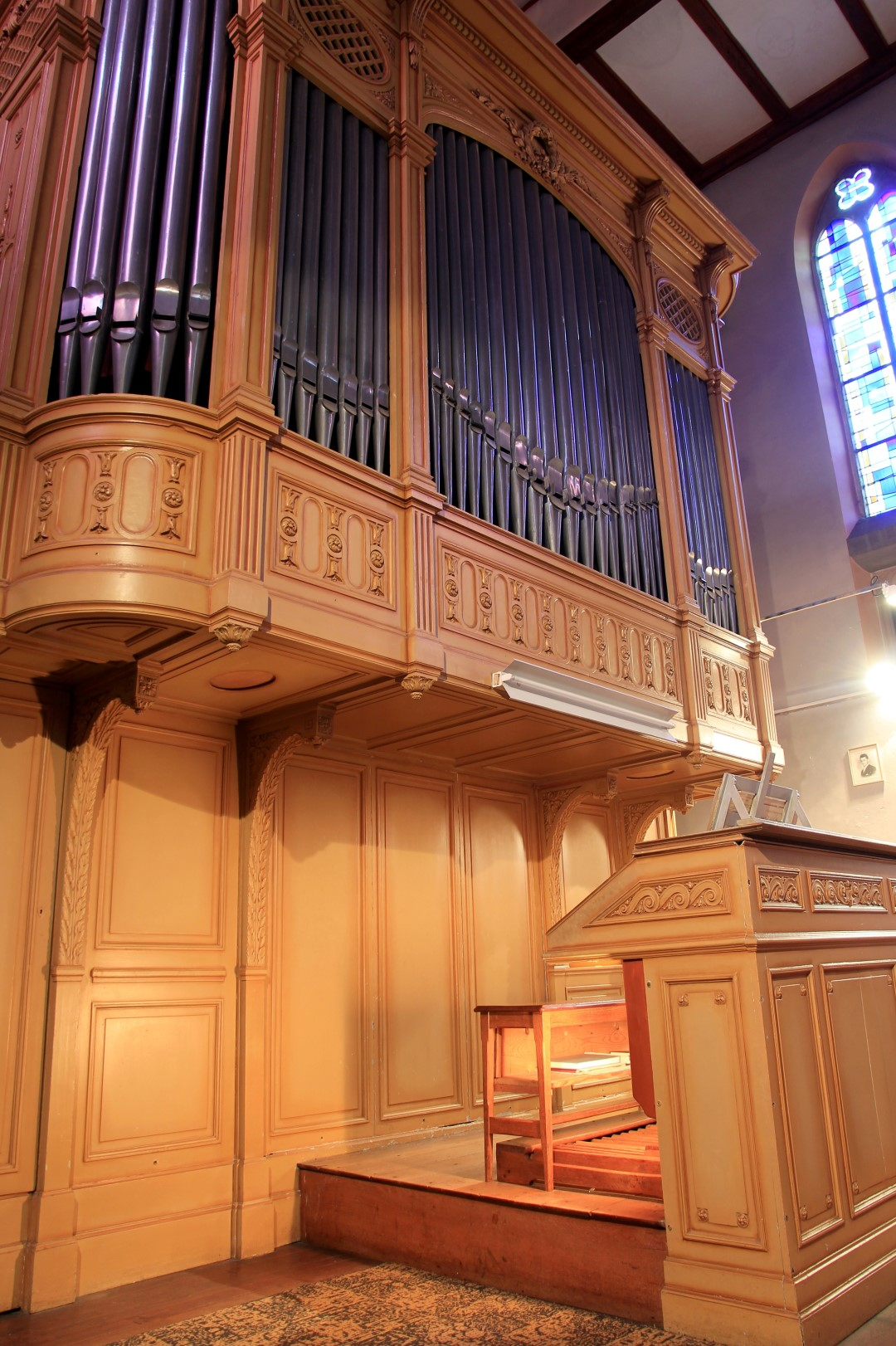
Orgue Mutin Cavaillé-Coll de Wihr-au-Val
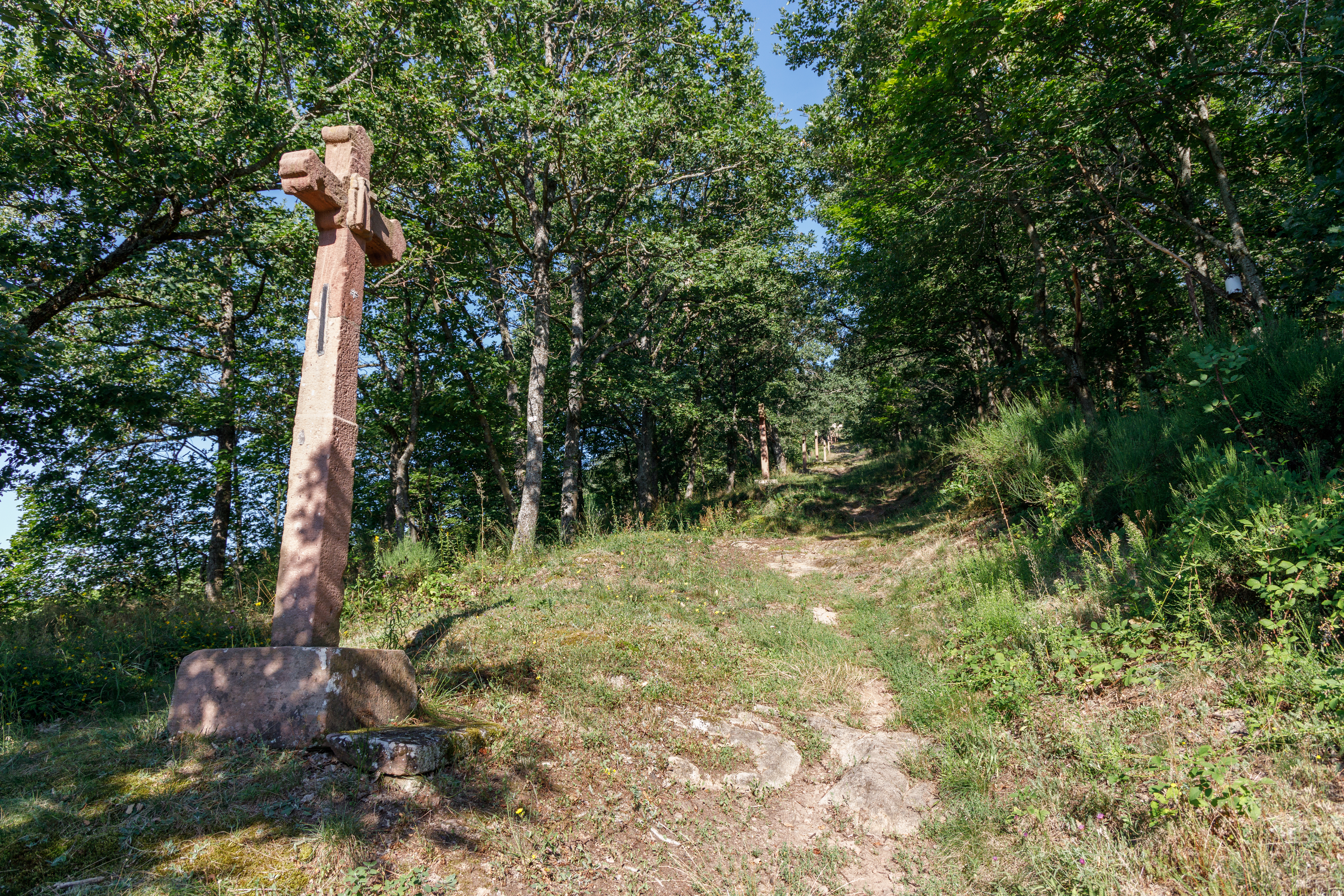
Sonnenberg, chemin de croix
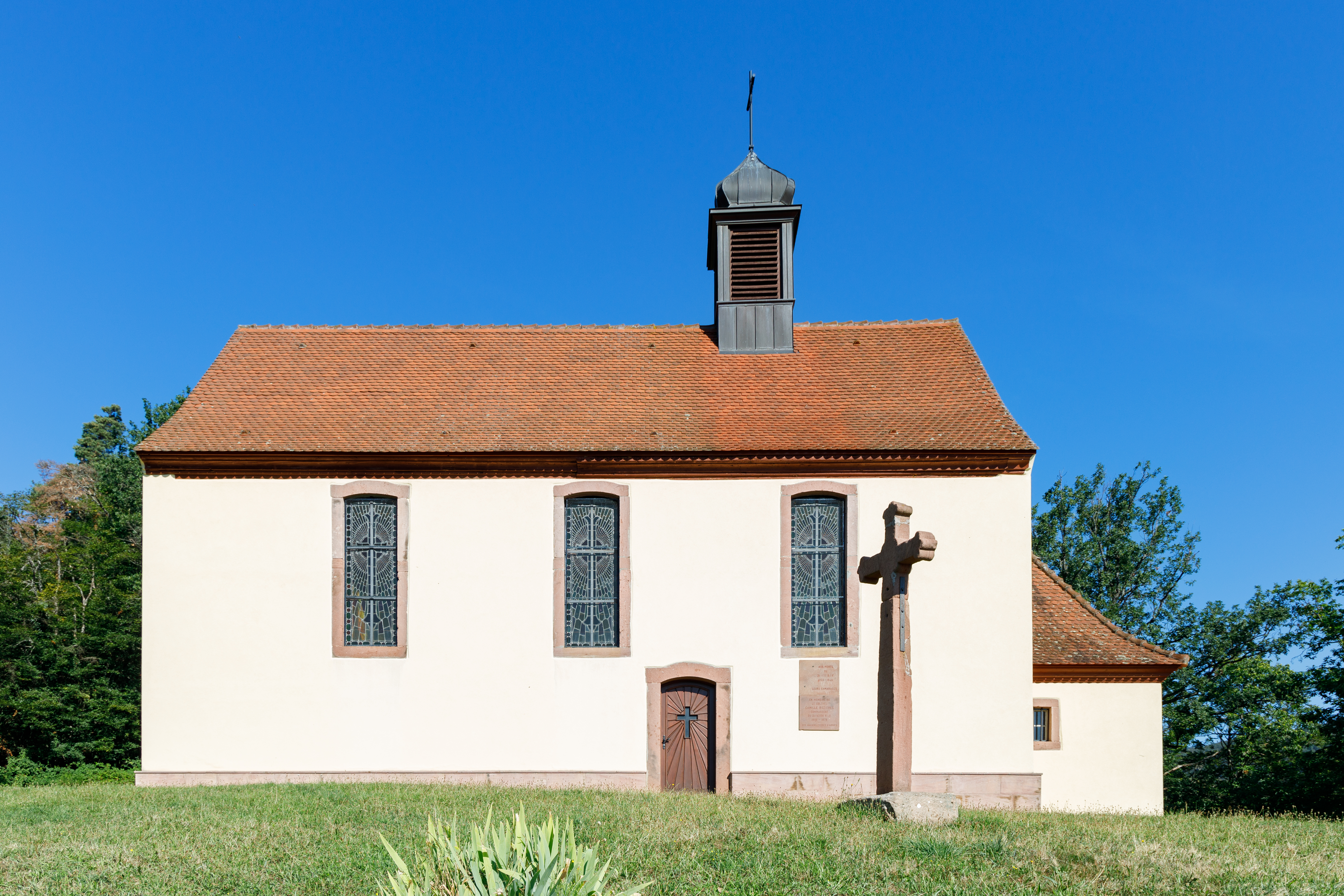
Chapelle Sainte-Croix

#### Calvaire et monuments aux morts
- Calvaire de la rue de Gunsbach.
- Calvaire, et croix de la route de Walbach.
- Croix 7 rue de la gare.
- Croix route nationale.
- Calvaire 27 Grand Rue (retiré temporairement depuis 2021 pour cause de travaux et réinstallé début mai 2025).
- Monument aux morts de la Guerre 1914-18 puis aussi de la Guerre 1939-45 construit en 1923[42]
- Monument aux anciens combattants, puis aussi du 18 juin 1940

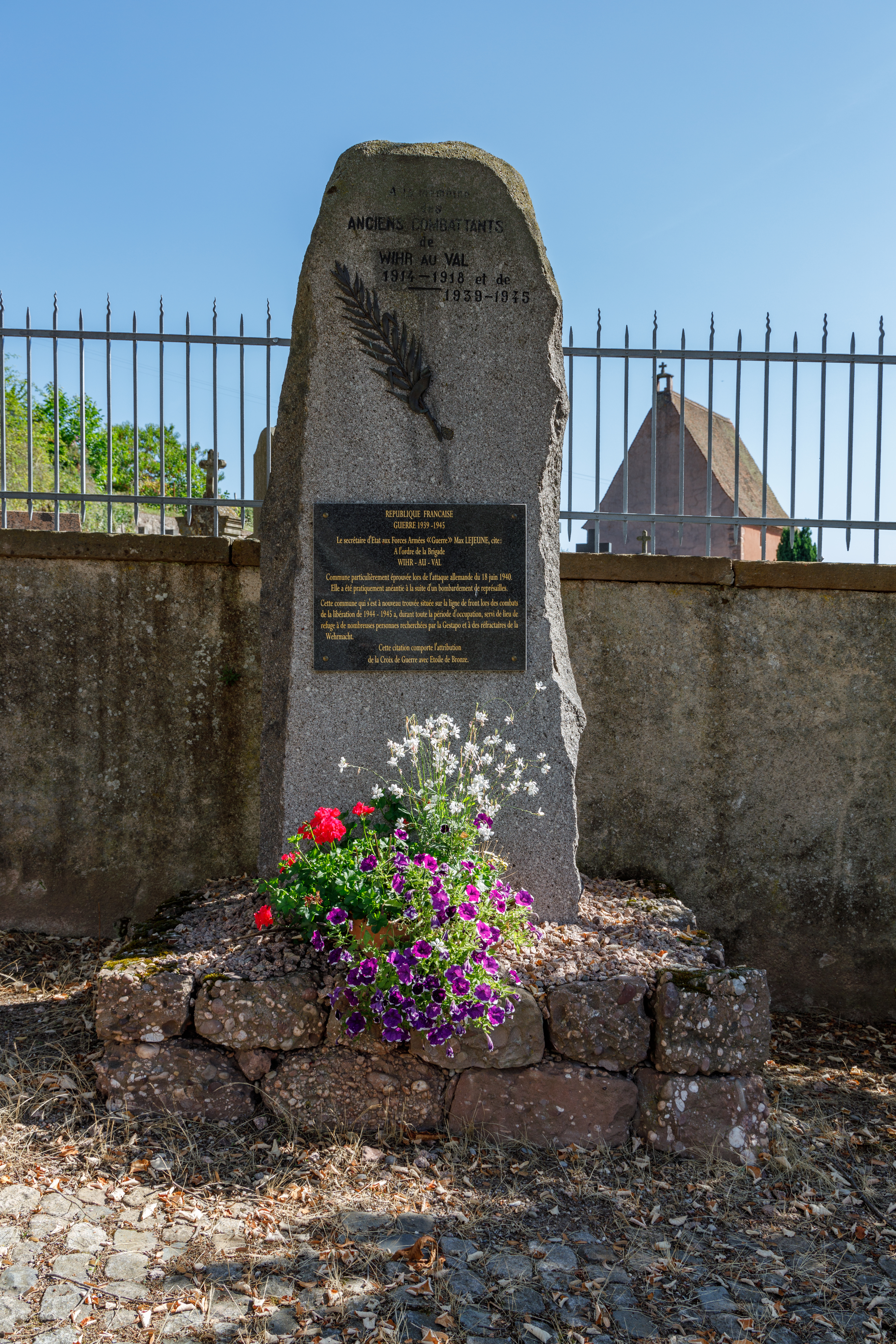
Monument du 18 juin 1940
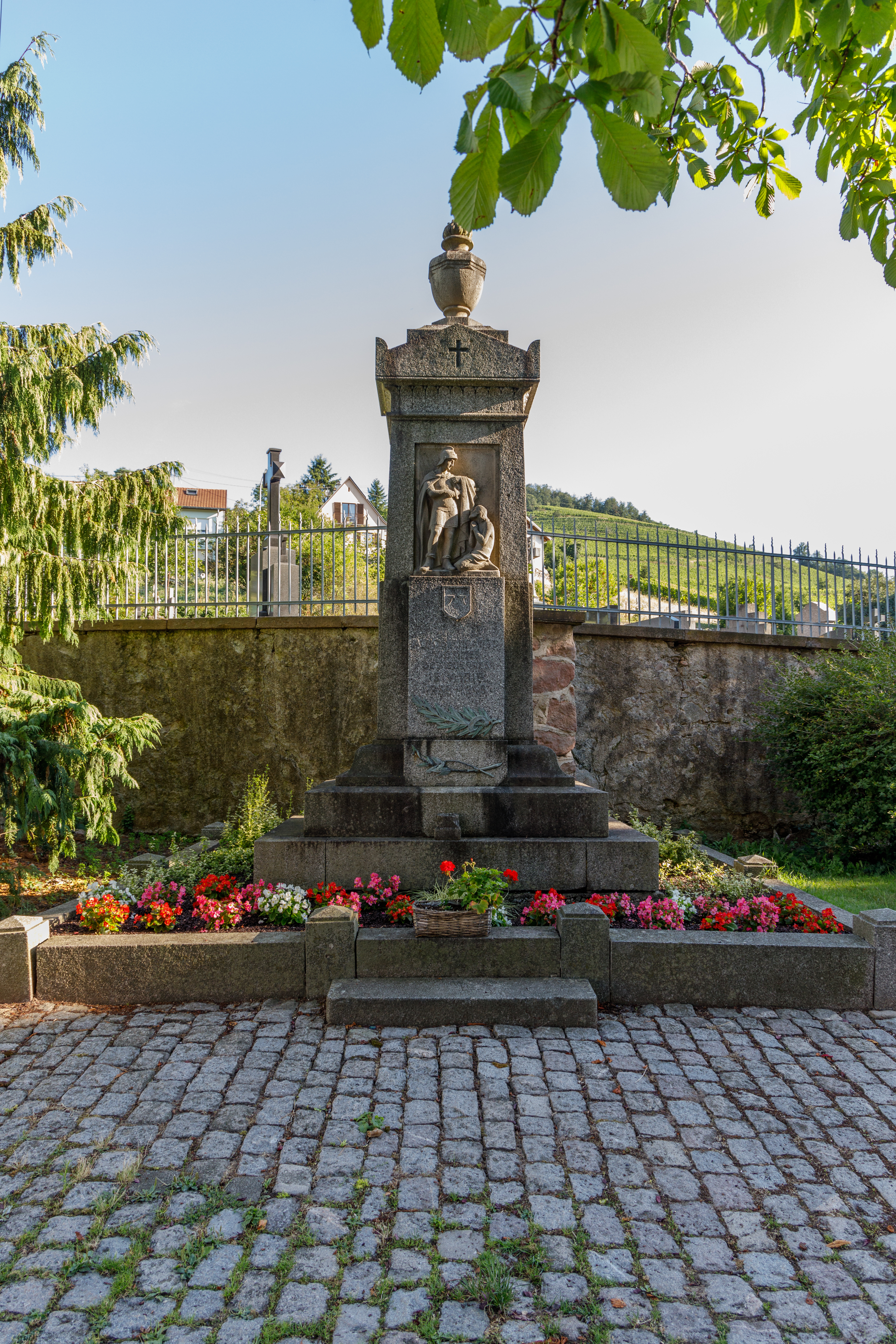
Monument aux morts (1923)
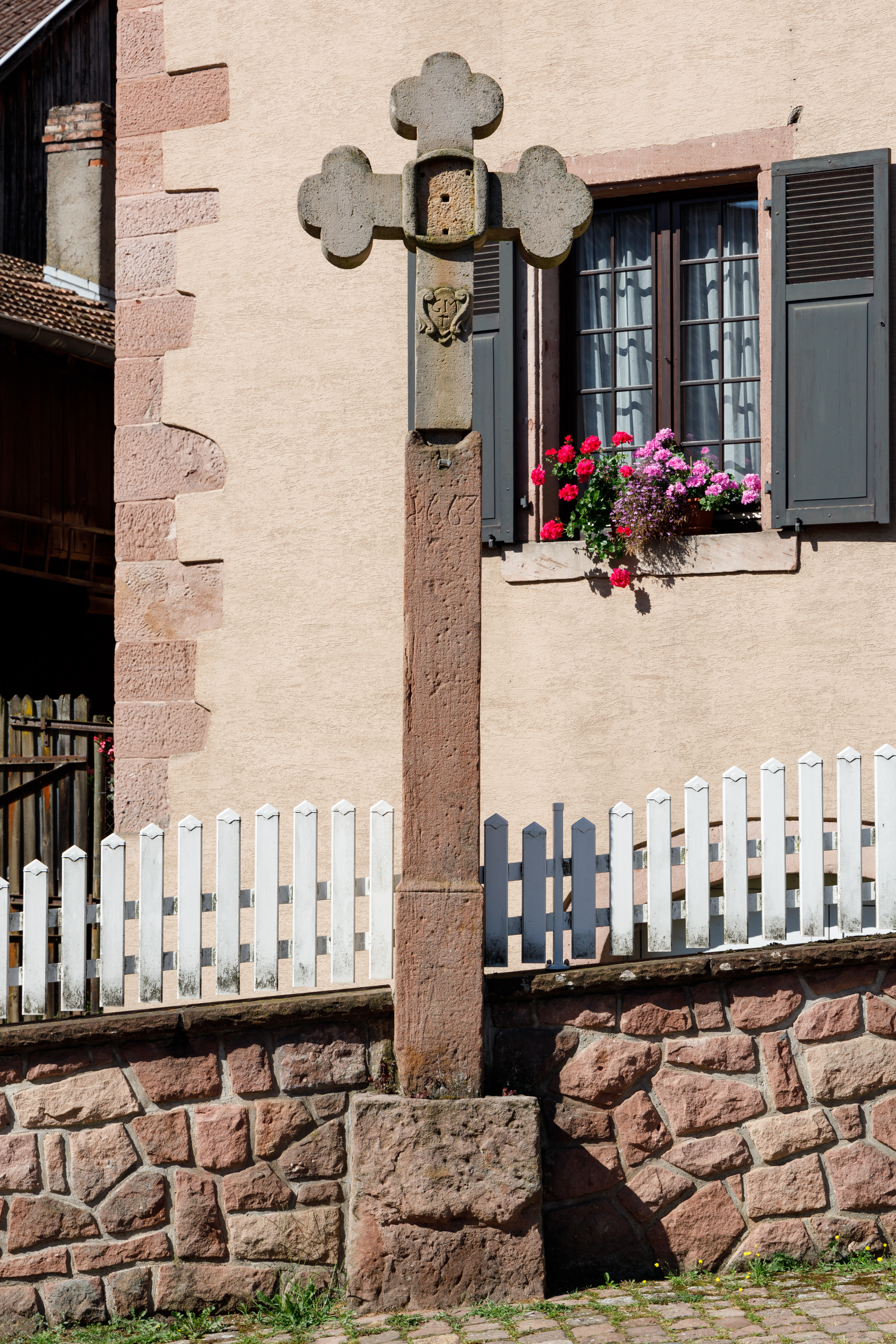
Croix rue de la gare
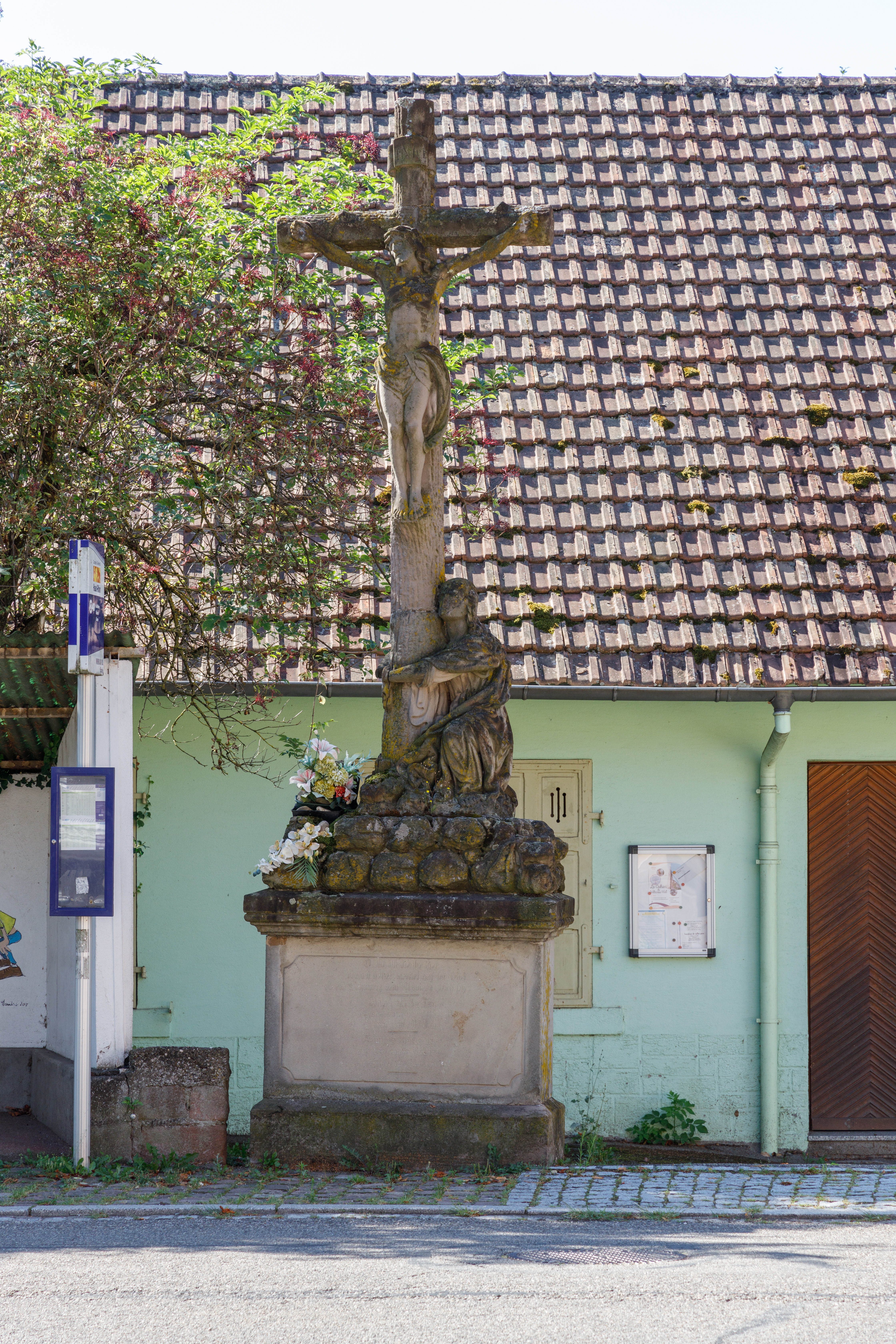
Calvaire de la rue de Gunsbach
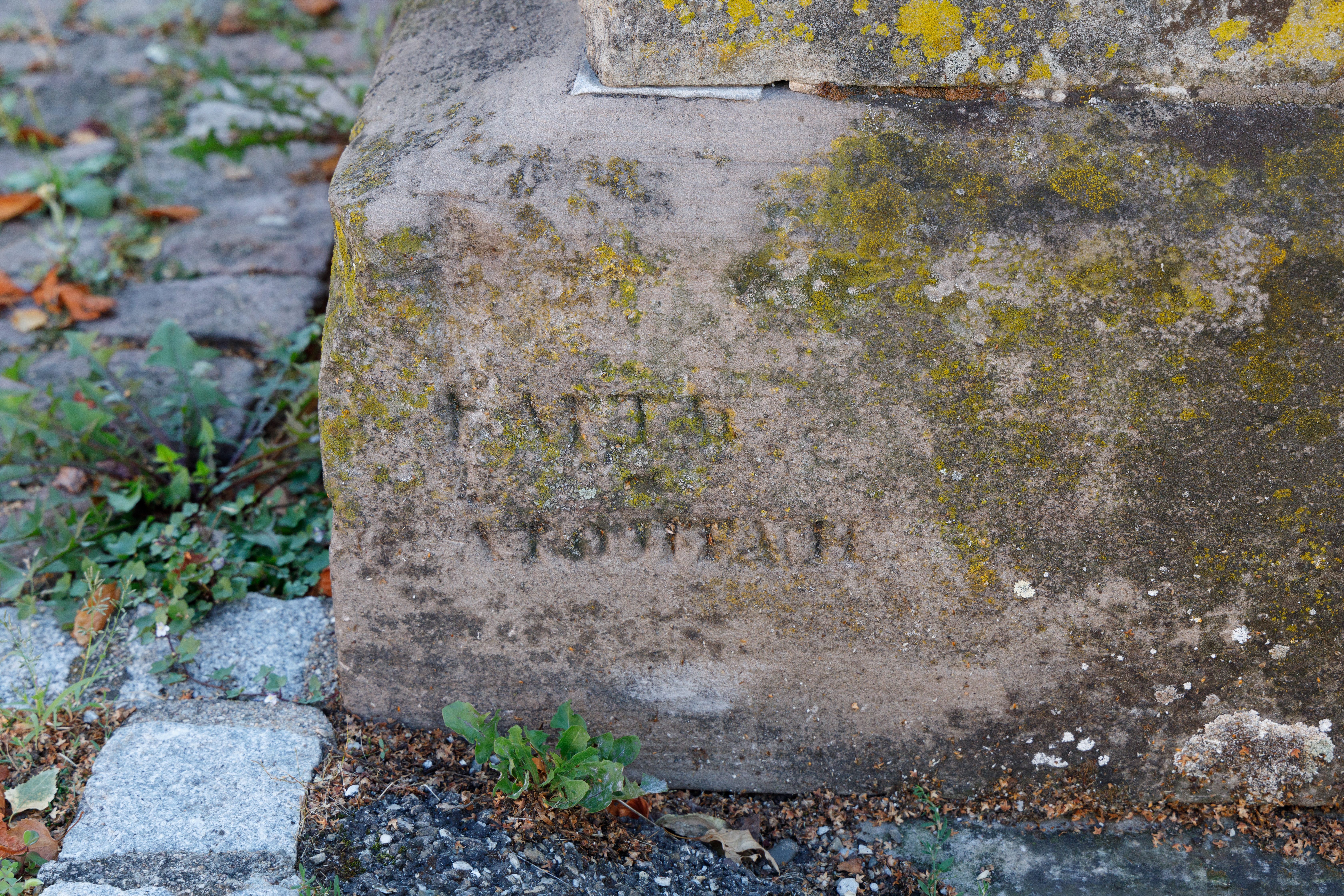
Calvaire rue de Gunsbach, détail de la base, côté ouest.
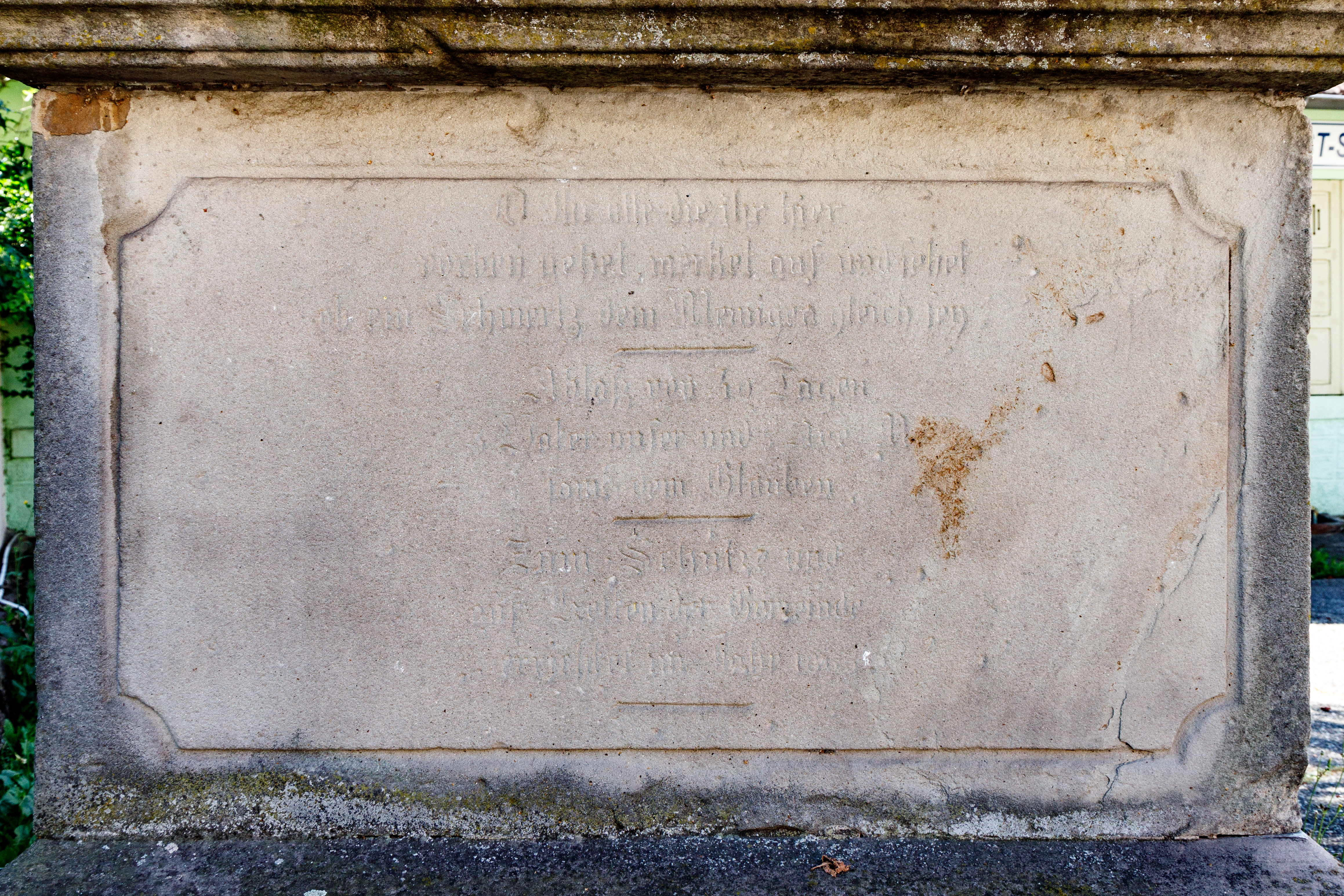
Calvaire rue de Gunsbach, inscription sur le socle, côté nord.
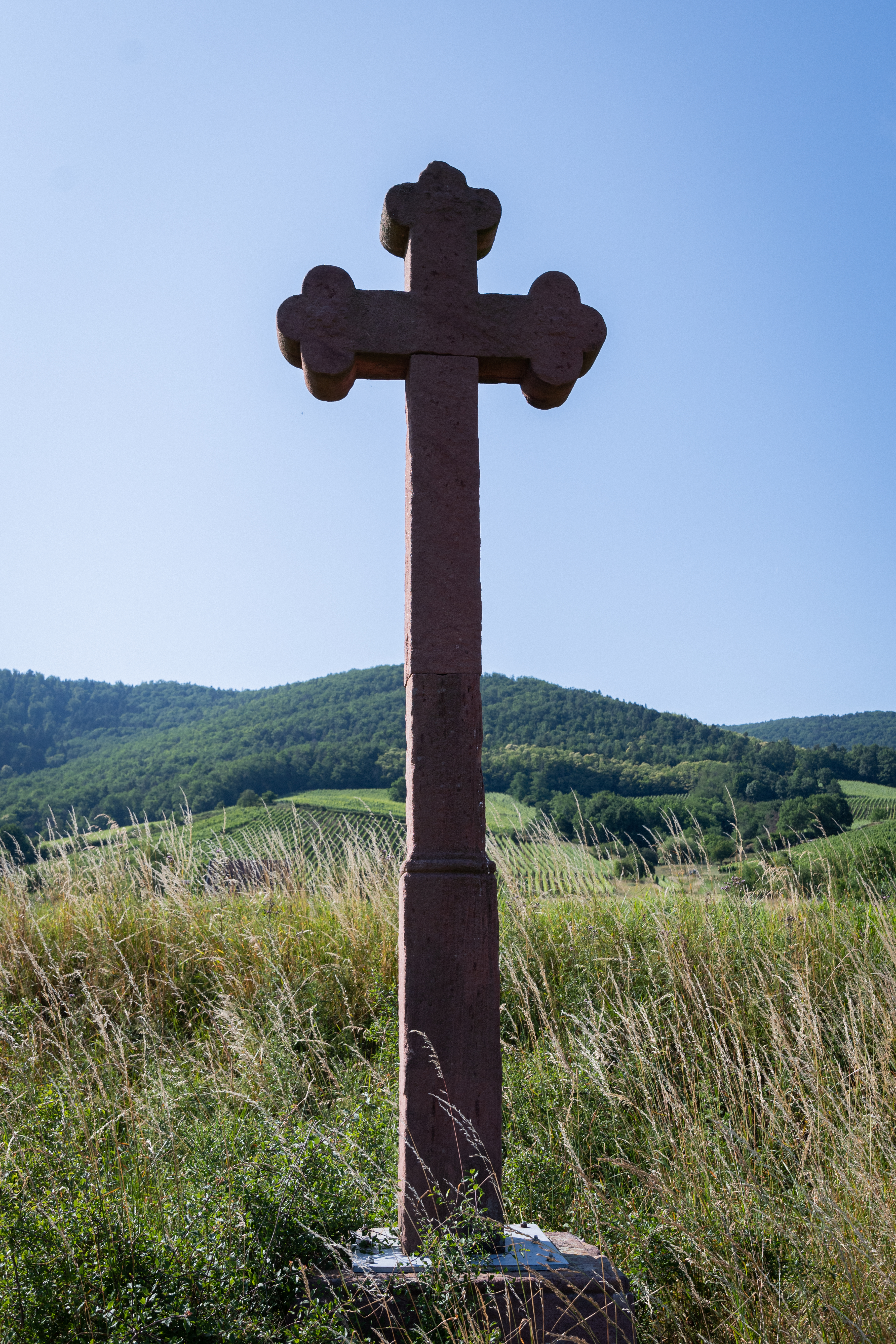
Croix route de Walbach
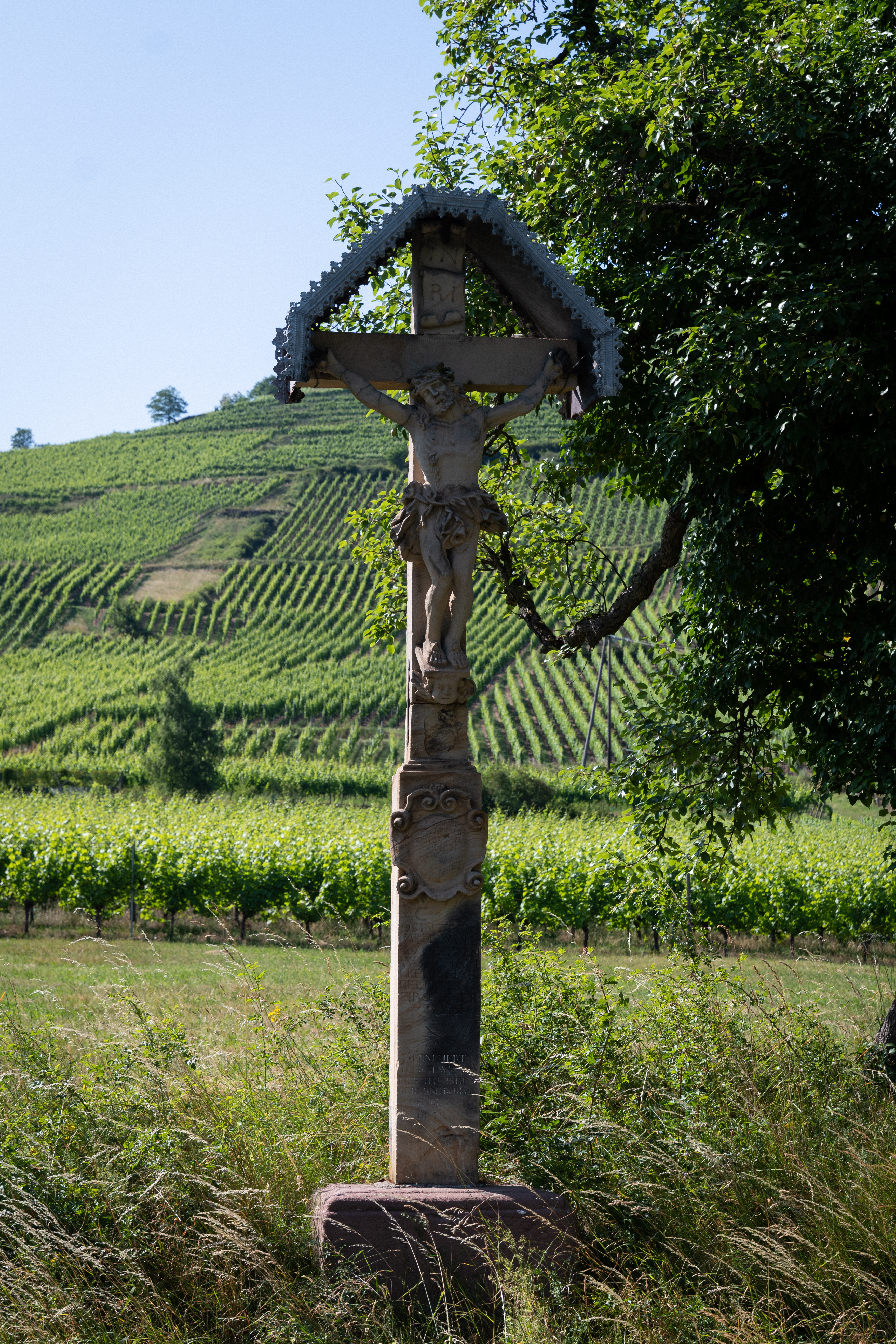
Calvaire route de Walbach (1747)
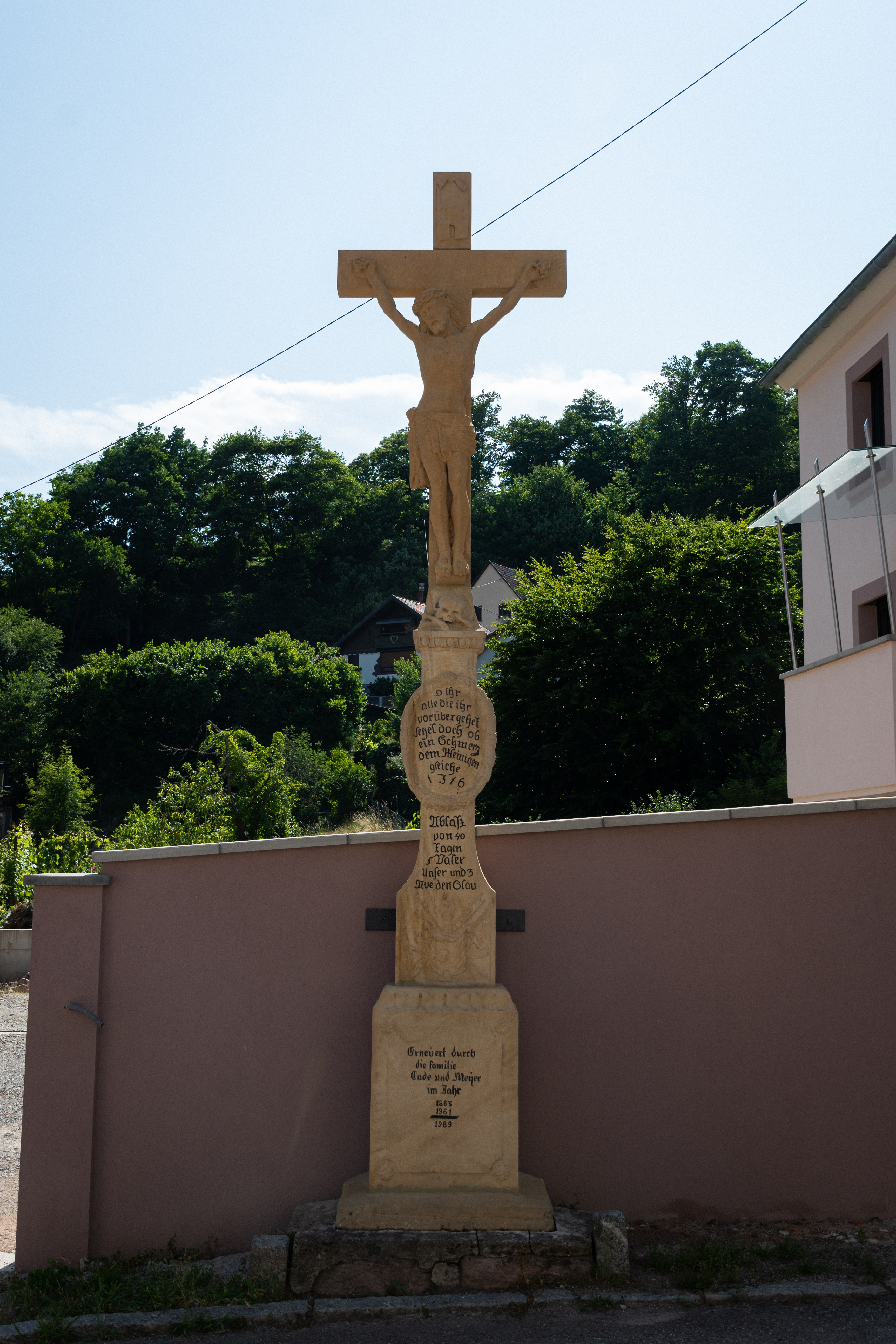
Calvaire Grand Rue (1716)

#### Patrimoine populaire
- Parcours des oratoires, localement appelé "Breitnerskapalala"[43].
- Kinderbrennala (La fontaine aux enfants) de 1737, restauré en 1992[44].
- Croix de Wihr.
- Le lavoir (rue de la brasserie), rénovation effectué en 2011 par Les "petits gris de Wihr-au-Val".
- Abri du Krizle, au lieu-dit Genschbacher Rank (1989).
- Fontaine de la place sainte-Barbe (1774)[45].
- Fontaine de la rue de l'église (inscription de 1990)
- Fontaine du 25 Grand Rue

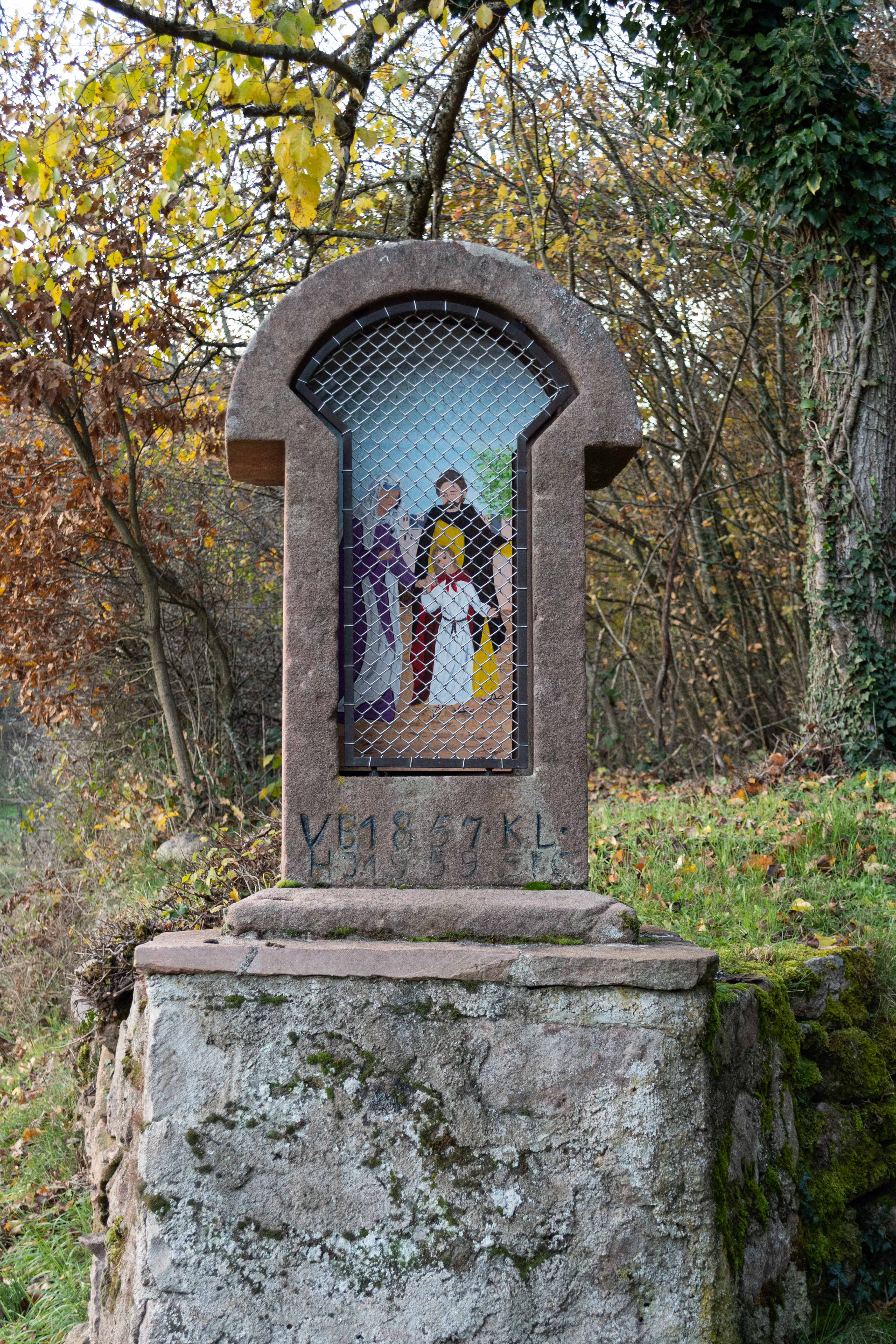
Oratoire (1857)
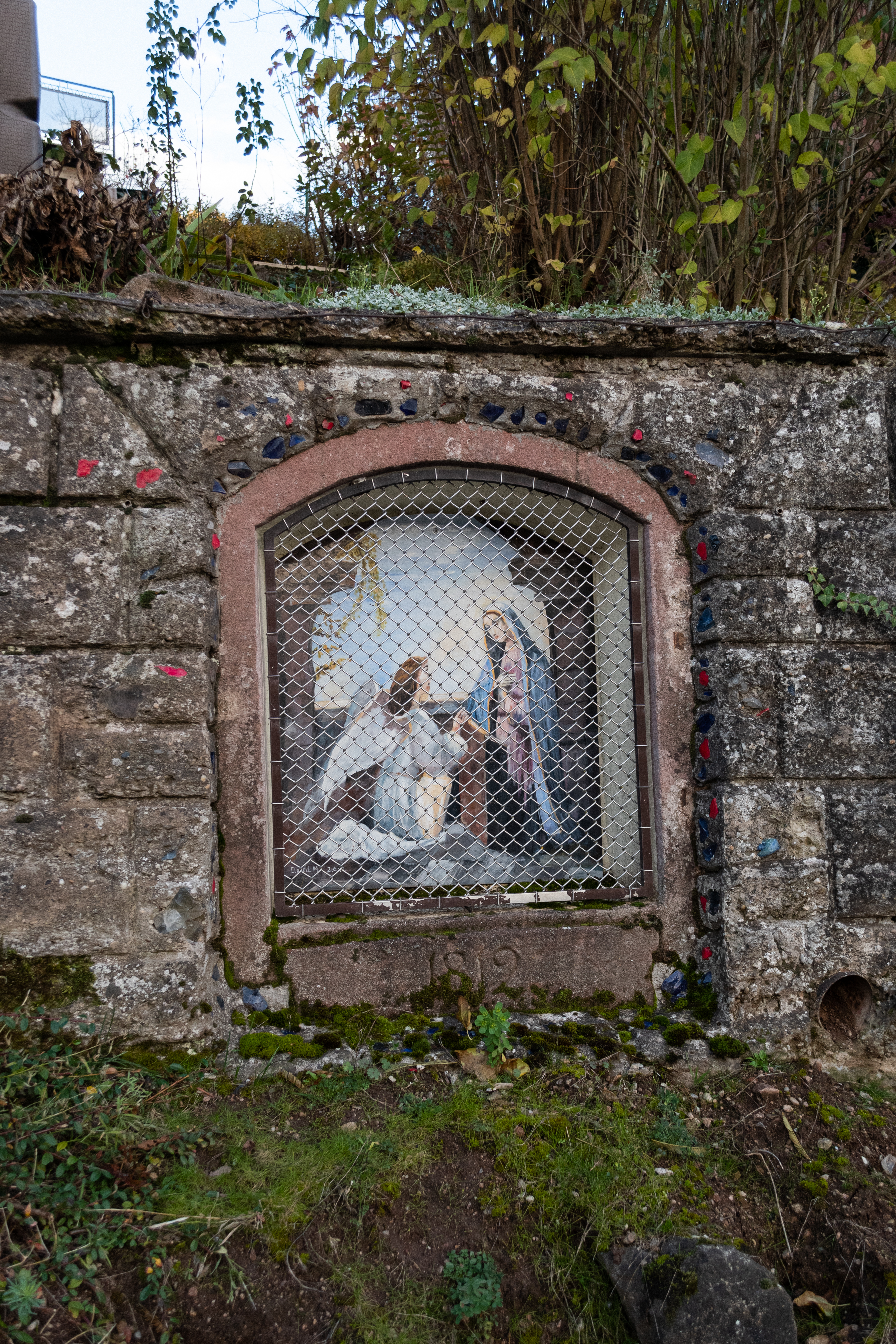
Oratoire (1812)
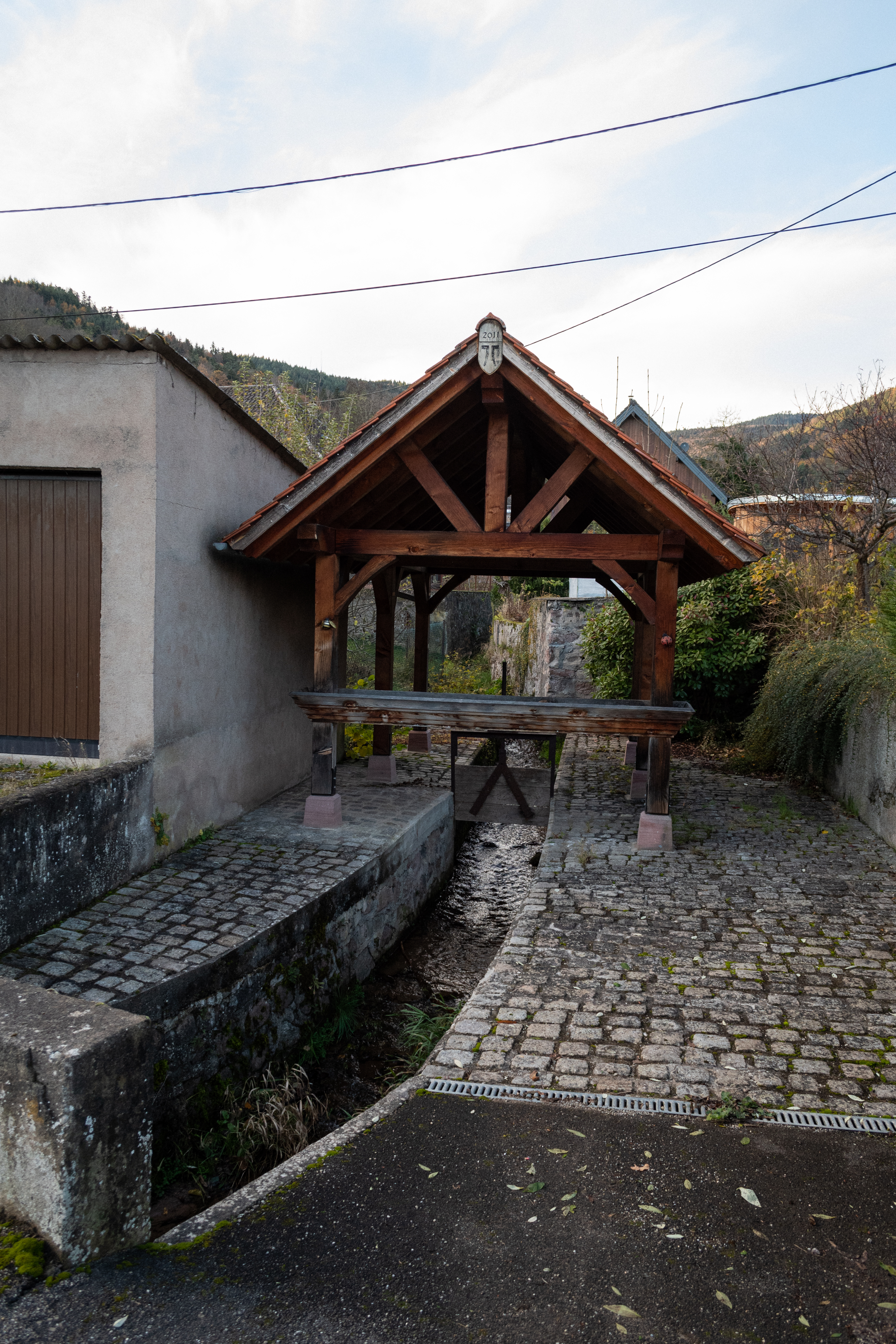
Le lavoir
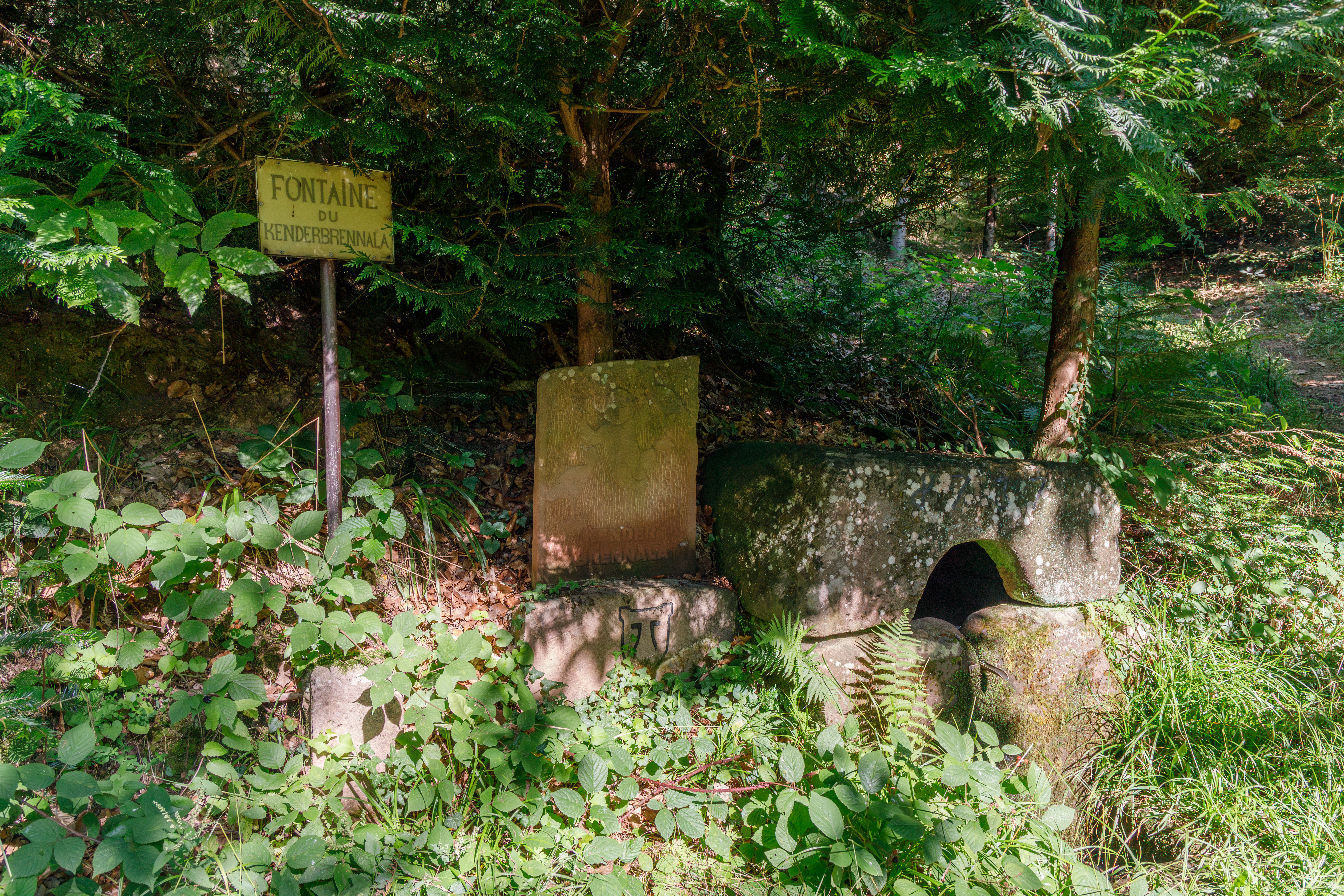
Fontaine du Kenderbrennala (1737)
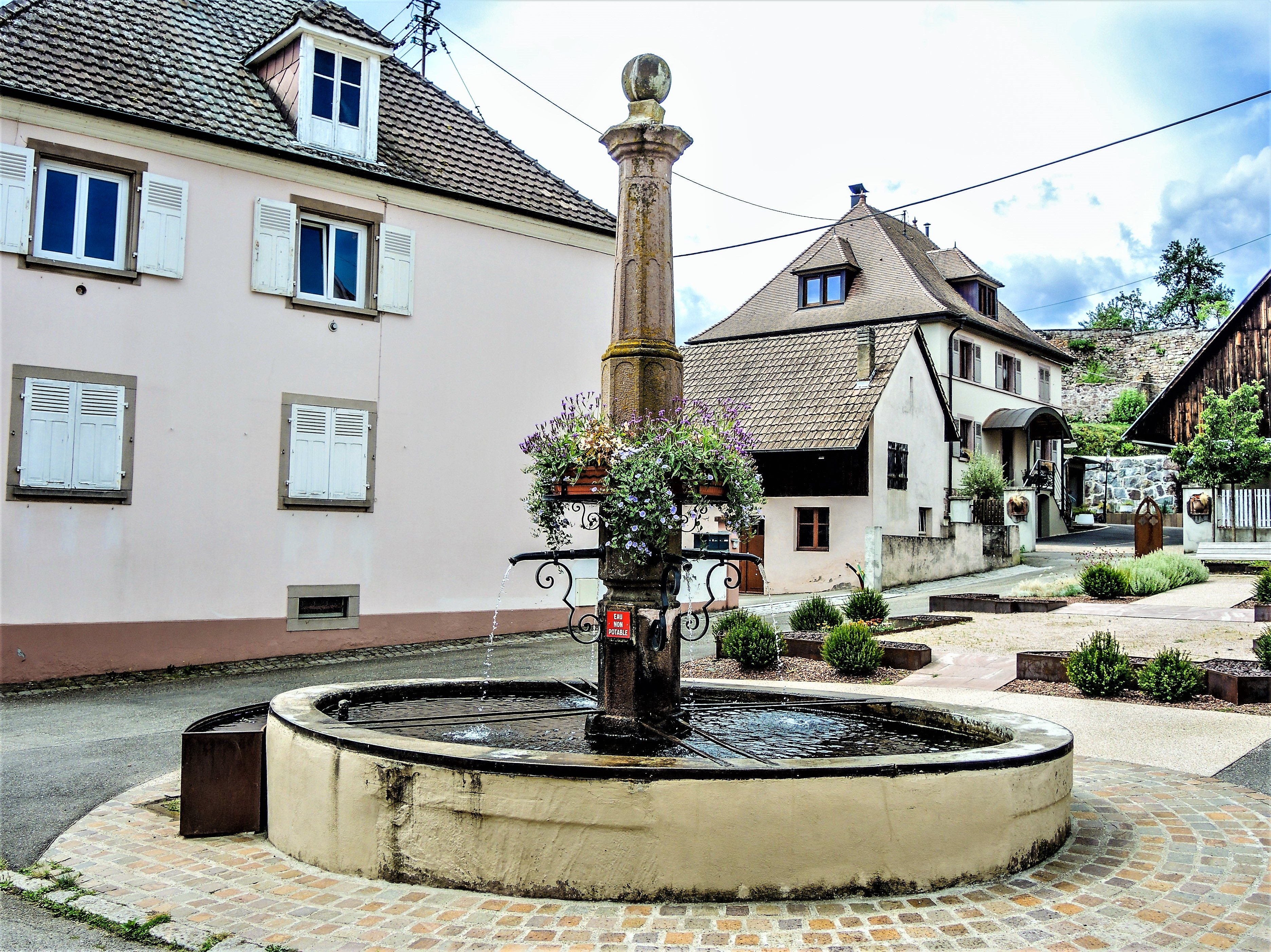
Fontaine place sainte-Barbe (1774)
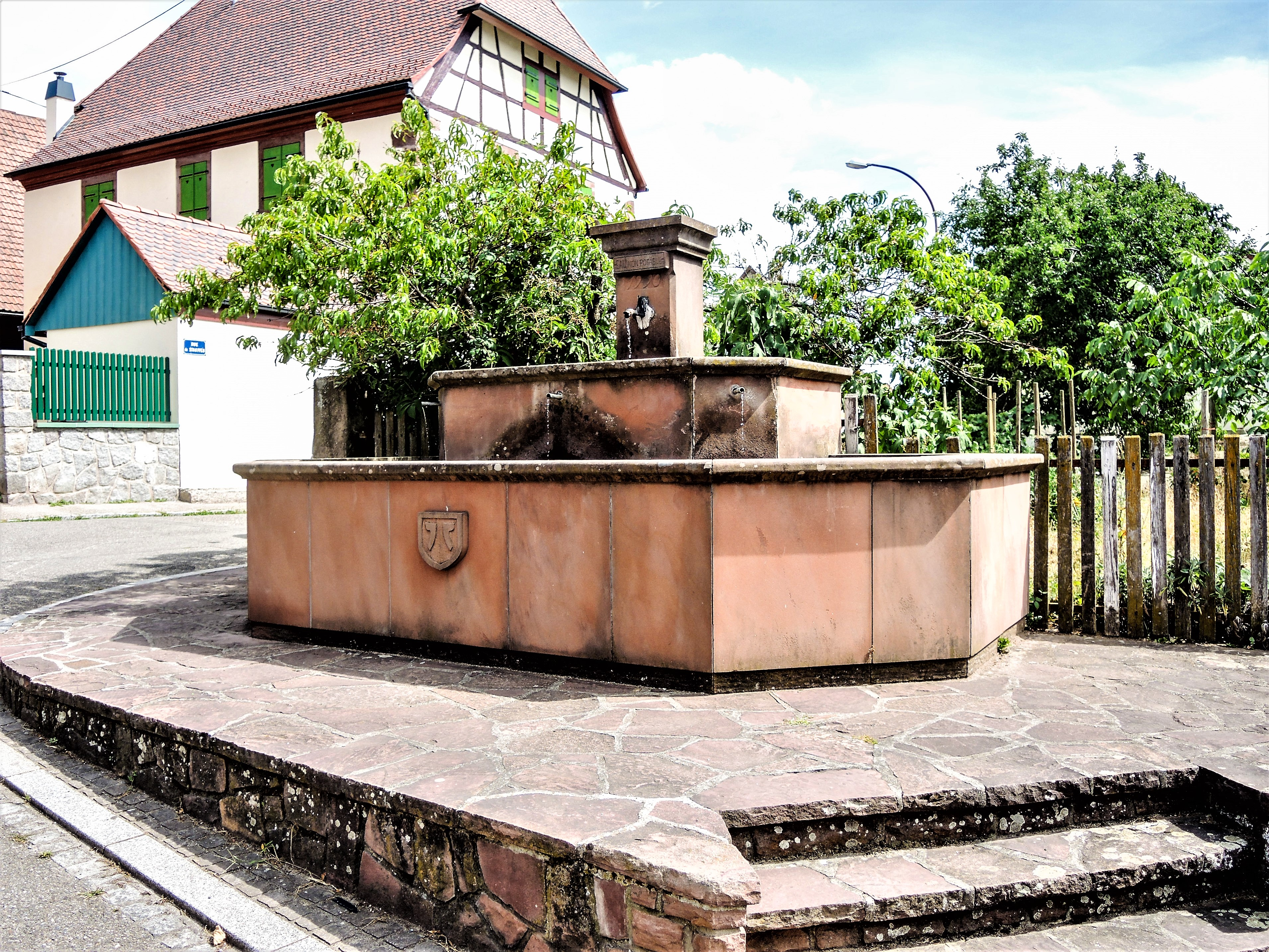
Fontaine rue de l'église (inscription de 1990)
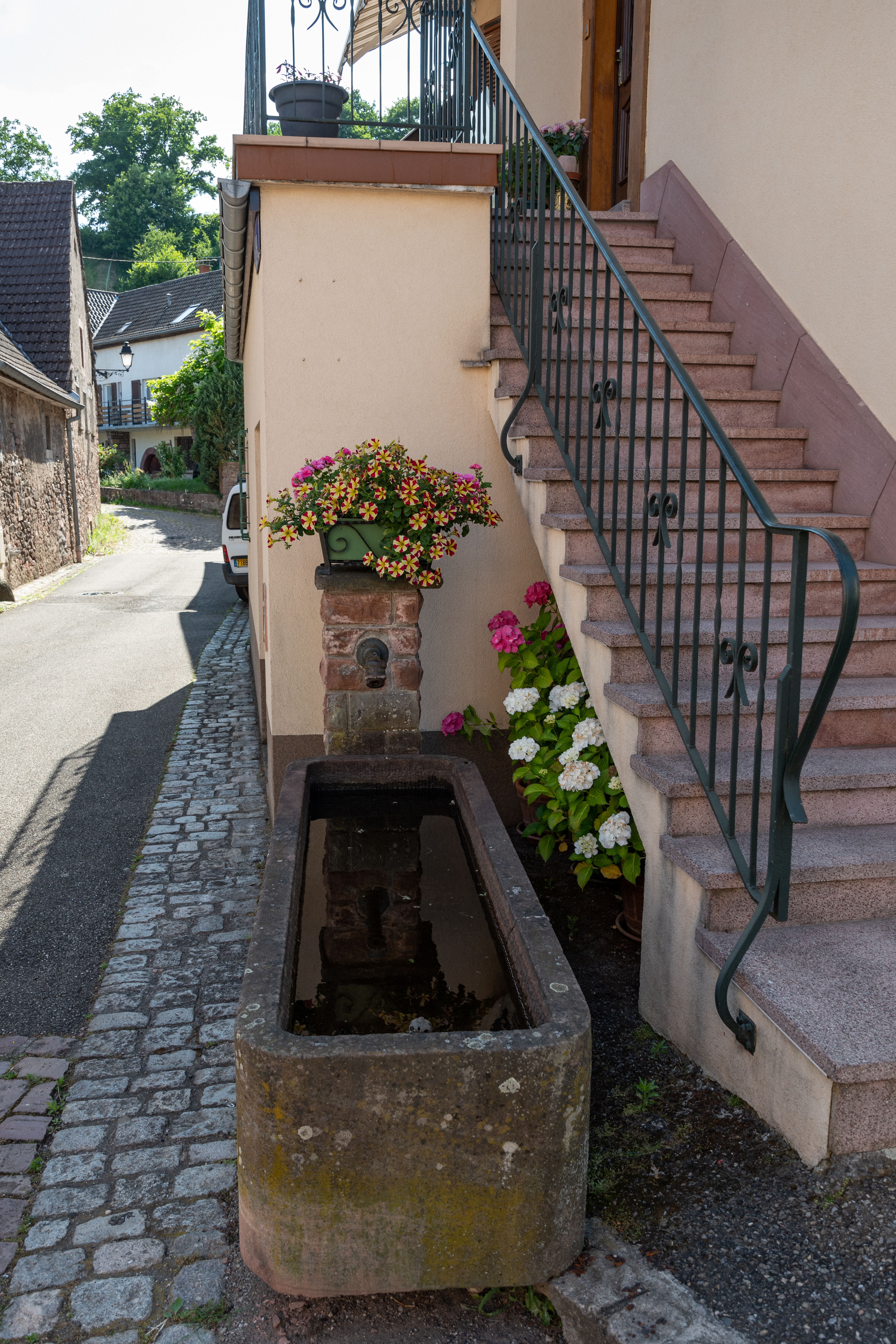
Fontaine Grand Rue

#### Patrimoine castral
- Château du Sonnenbourg[46].
- Château du Gigersburg[47].
- Château du Staufen[48]

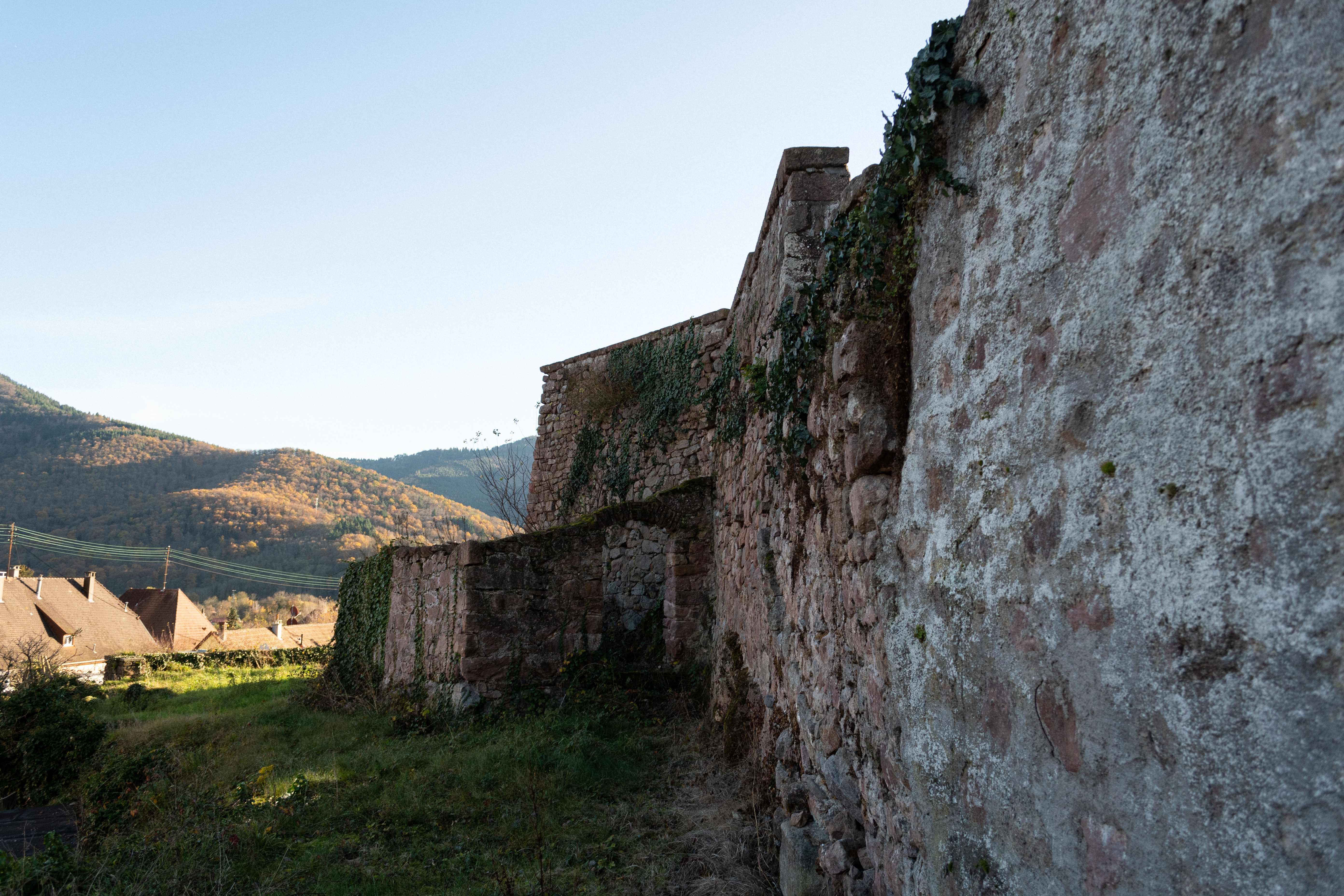
Château du Sonnenbourg
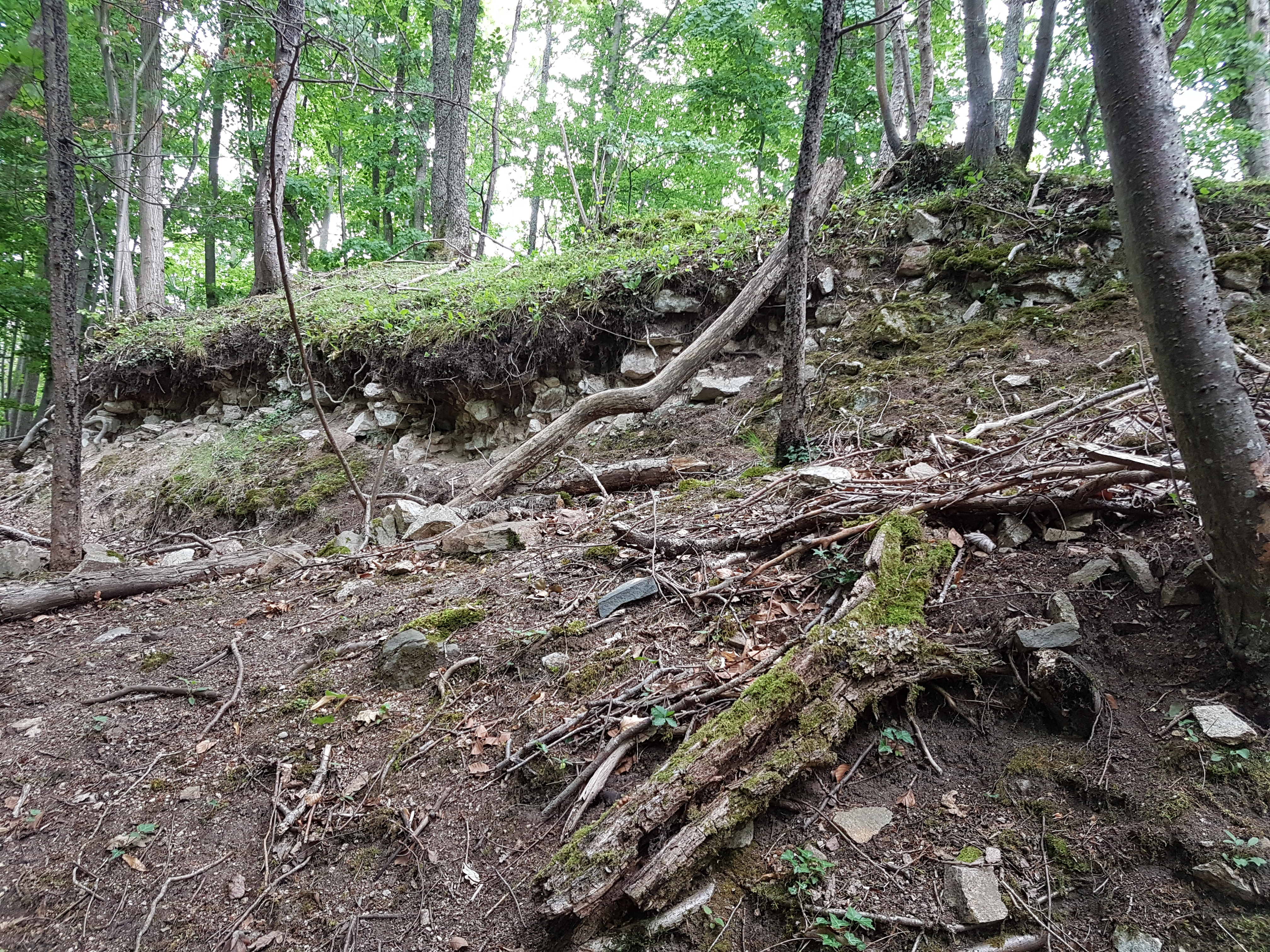
Gigersbourg - Vestiges enceinte sud
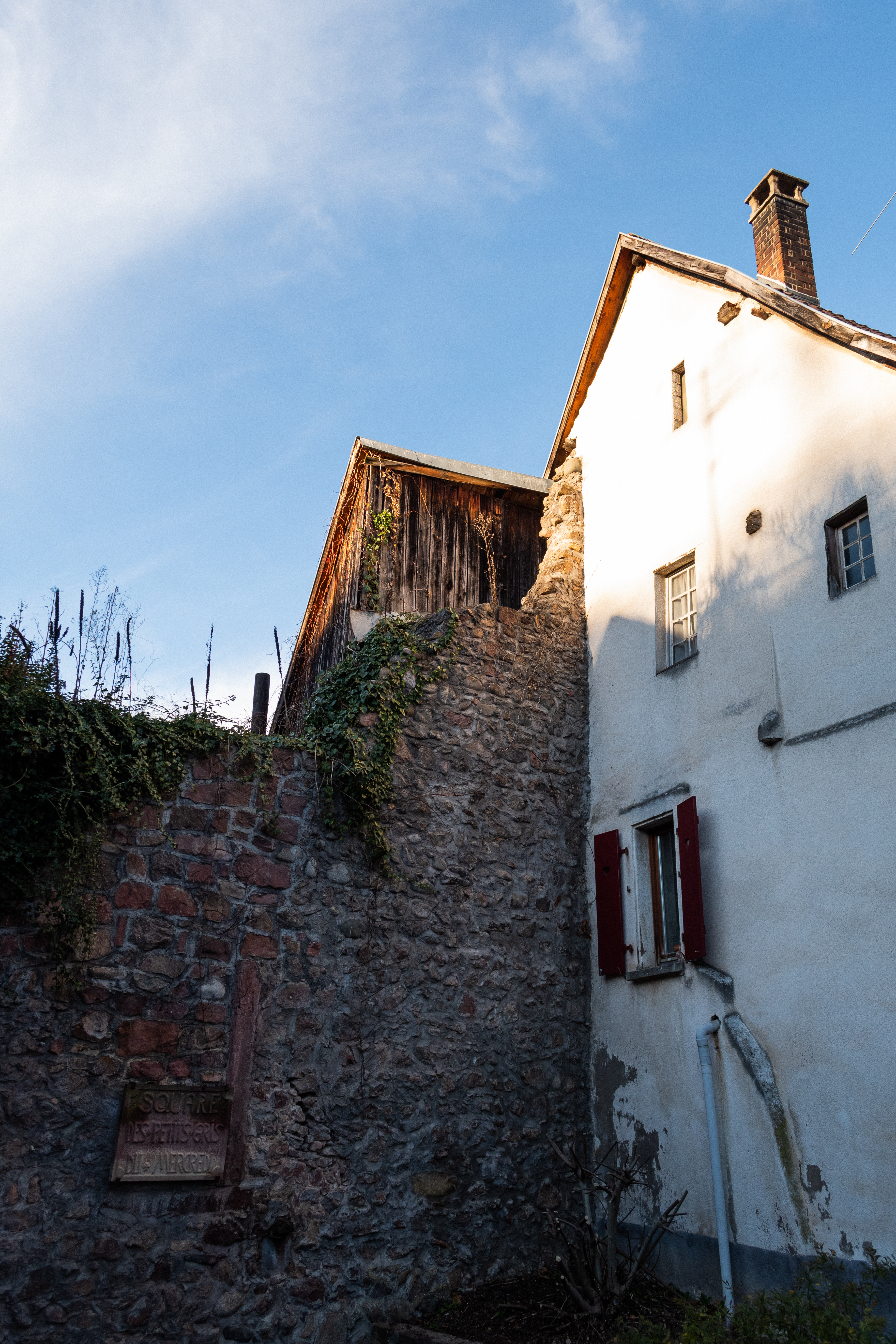
Mur d'enceinte Wihr-au-Val

#### Patrimoine des habitations
- 10 impasse des écoles : la plus ancienne habitation encore existante, construite en 1650 (source : IGN).
- 1 rue de Gunsbach : Ferme de vigneron; le cartouche de la porte d'entrée du logis porte la date de sa construction (1840) et les initiales du couple constructeur (L. H. - M. M.). La grange-étable a été remaniée, et remploie un bloc gravé de la date 1788 et des initiales I. L. - W. K.[49]
- 4 rue de Gunsbach : Maison de bottier, construit en 1738. Cette maison porte l'emblème de la profession de son propriétaire (une botte) dans un écu sur la clef de la porte de cellier. Cette maison a abrité l'auberge et la boulangerie de Jules Biehler autour de 1900, puis le restaurant "A La Lune", puis le restaurant "A la Gare" ainsi que la boulangerie-épicerie d'Alfred Diringer (après 1937-38)[50].
- 18 Grand Rue : Maison à colombages maintes fois lauréate du prix "maison fleuris", construite en 1850.
- 14 Grand Rue et 7 rue du Fossé : Ces deux fermes identiques ont été construites en 1942[51].
- 23 Grand Rue : ferme de vigneron de 1790[52].
- 25 Grand Rue : Le logis est percé d'une porte de cellier gravée de la date 1611, accompagnée des initiales H. I. O. ; le pan de bois de son 2e étage est datable de la 1re moitié du XVIIIe siècle, le décor de deux encadrements de fenêtres étant semblable à celui d'une fenêtre d'un logis daté 1733, situé au No 3, rue de Wihr-au-Val à Gunsbach. Le logis a été entièrement recrépi durant l'été 2004. Il s'appuie contre le mur de fortification médiéval[53].
- 2 rue de la Gare : Ferme construite en 1742 accompagnée des initiales H. H. et d'un écu vierge. Elle est bâtie à proximité d'un ancien moulin à farine dont le dernier propriétaire fut la famille Hartmann[54].
- 26 rue de la Gare : Ferme de vigneron; la porte d'entrée du logis porte la date de construction (1840) et les initiales du couple constructeur (J. B. W. - M. A. T.) sur son linteau. Le piédroit subsistant de la porte charretière est creusé d'un cartouche daté 1839 et gravé des initiales G. H. M.[55]
- 10 rue du Château : propriété à proximité immédiate du site de l'ancien château, daté de 1810 selon IGN[56]. Le château du Sonnenbourg fut démantelé entre 1814 et 1824 pour construire la maison Wiss-Reichenbach. Les derniers éléments furent prélevés en 1881 par Joseph Monnier pour édifier sa propre maison sur le site[57].
- 1 place des écoles : Ecole de garçons, puis maison, construite en 1837-38. Le bombardement du 18 juin 1940 ayant détruit l'ancienne mairie, elle accueillit les services municipaux jusqu'en 1961, date de la reconstruction de la nouvelle mairie. Le bâtiment fait aujourd'hui fonction de bureau de poste, ayant nécessité l'adjonction d'un bâtiment contre son mur Ouest[58].
- 2 rue de l'Église : Ferme de vigneron de 1800[59]
- 2 rue du Maréchal-de-Lattre-de-Tassigny : Presbytère catholique construit en 1893[60]
- 1 rue de Walbach : ferme de vigneron portant la date de sa construction 1809 et les initiales du couple constructeur (M. SCH. - C. M.) gravées dans un cartouche à la clef de sa porte de cellier. Depuis 1980 elle abrite la cave du Domaine Schoenheitz[61].
- 2 rue de Soultzbach : Logement patronal; Les Ets Immer-Klein édifient le tissage de Wihr-au-Val en 1895. Cette maison destinée à loger le directeur de l'établissement est vraisemblablement contemporaine[62].

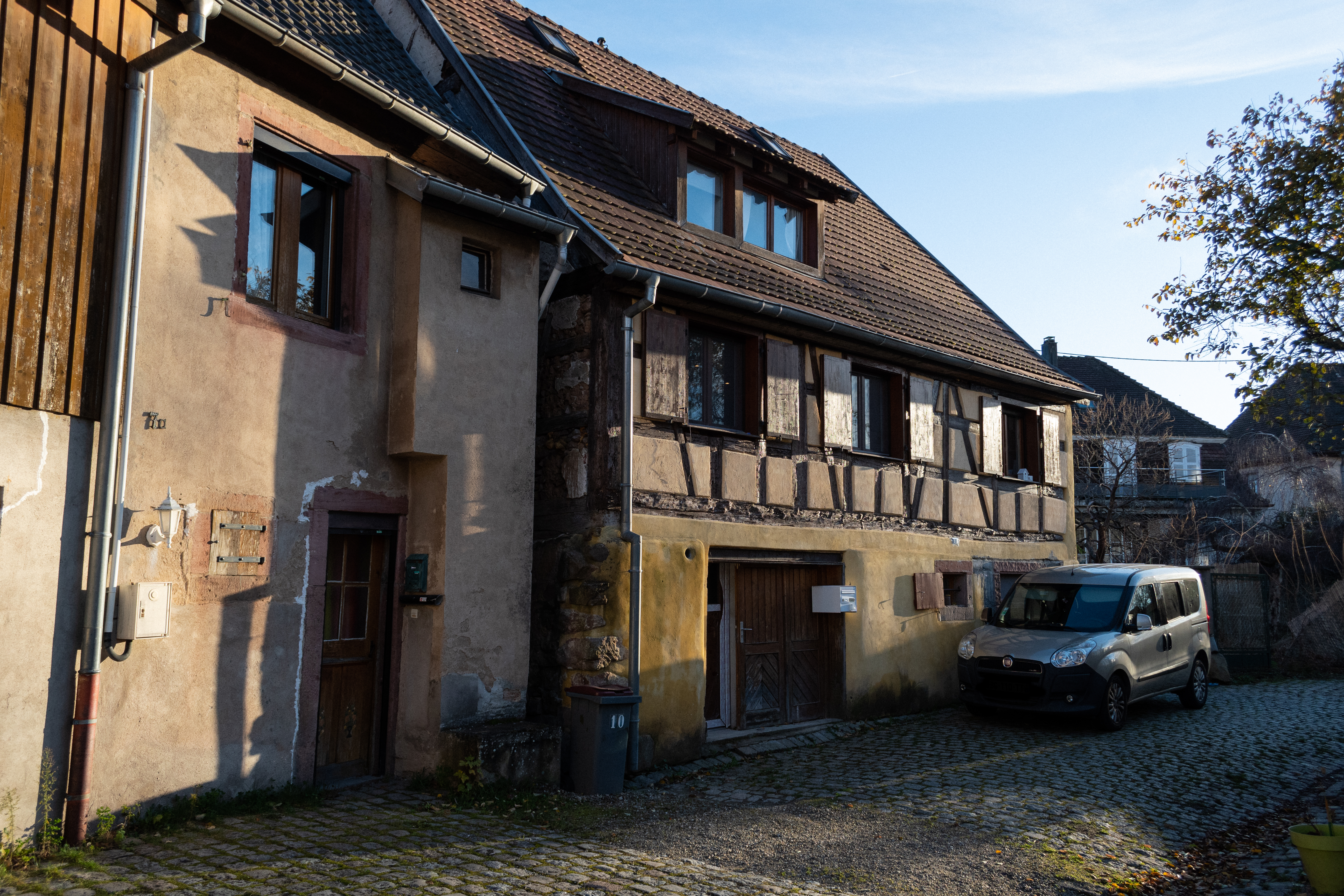
La plus ancienne habitation de Wihr-au-Val (1650)
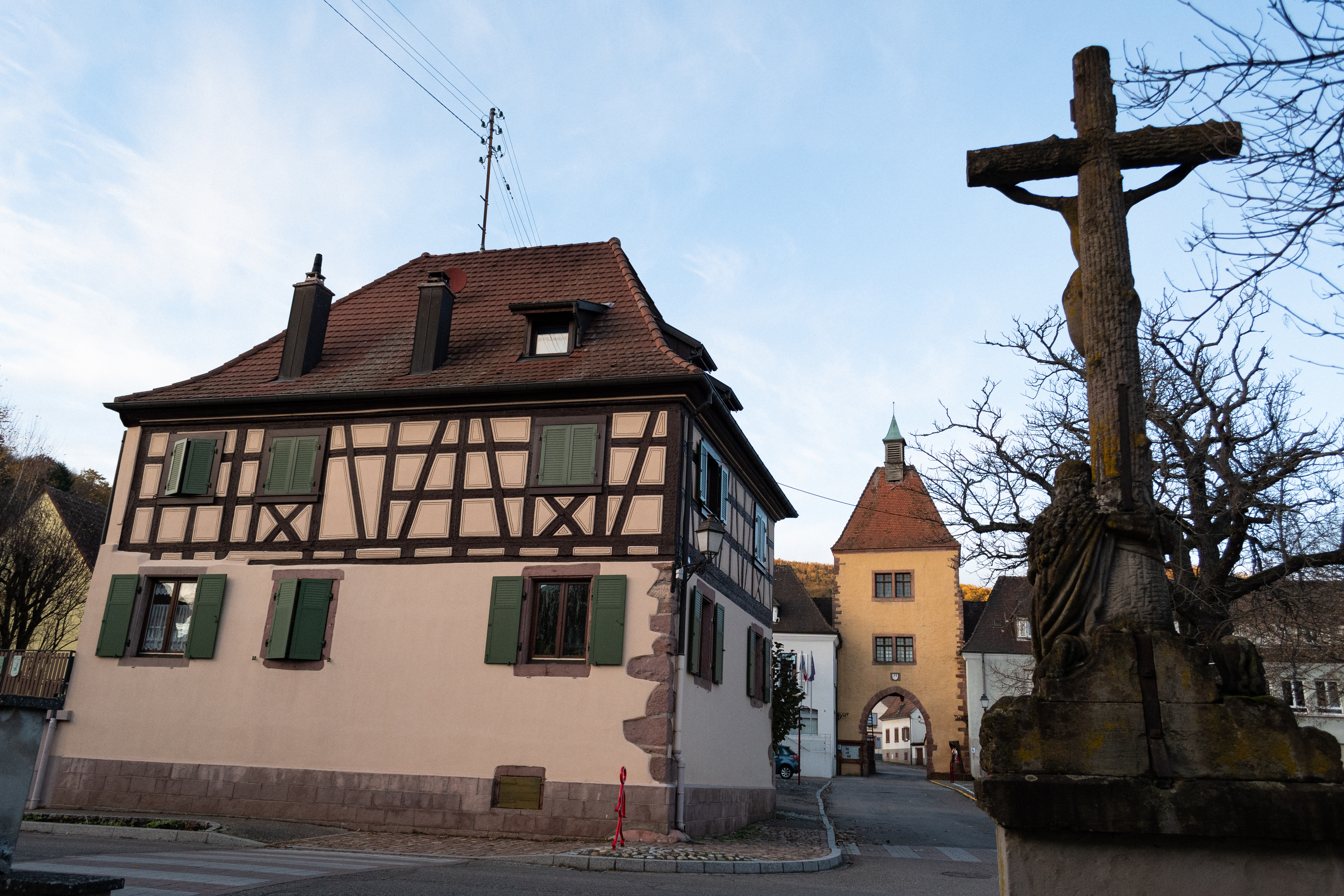
Maison de bottier (1737)
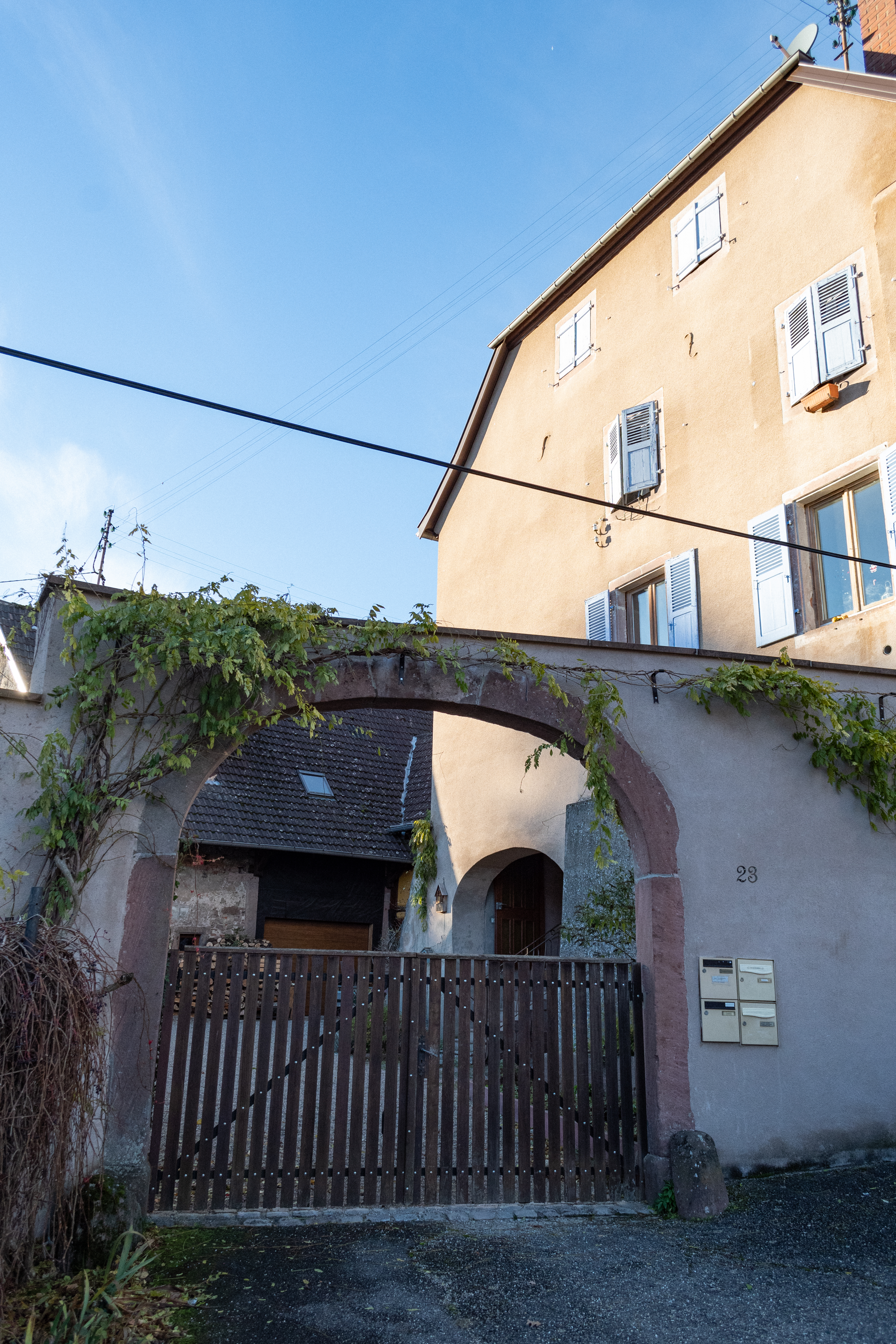
Ferme de vigneron 23 Grand Rue (1790)
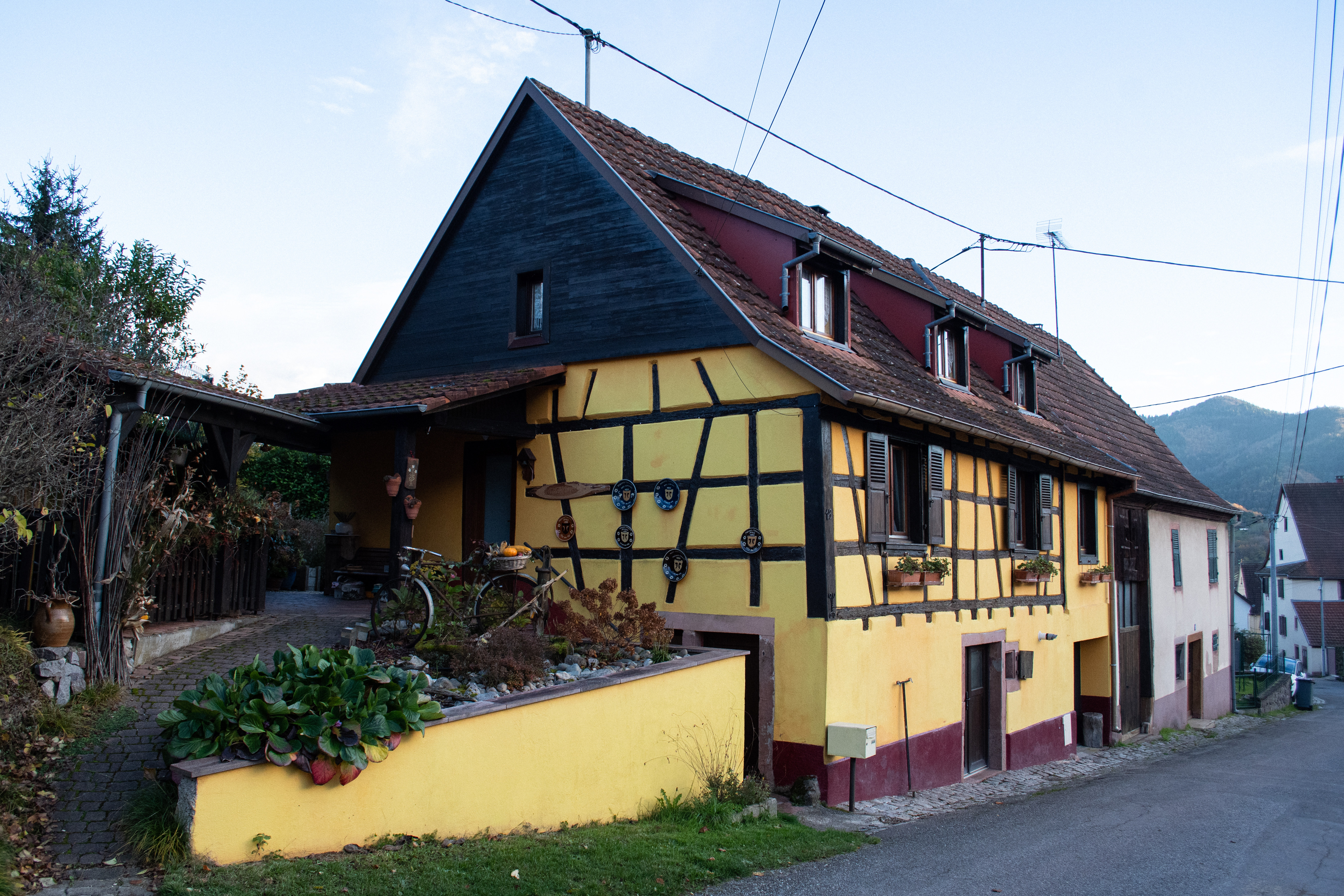
maison à colombages (1850)
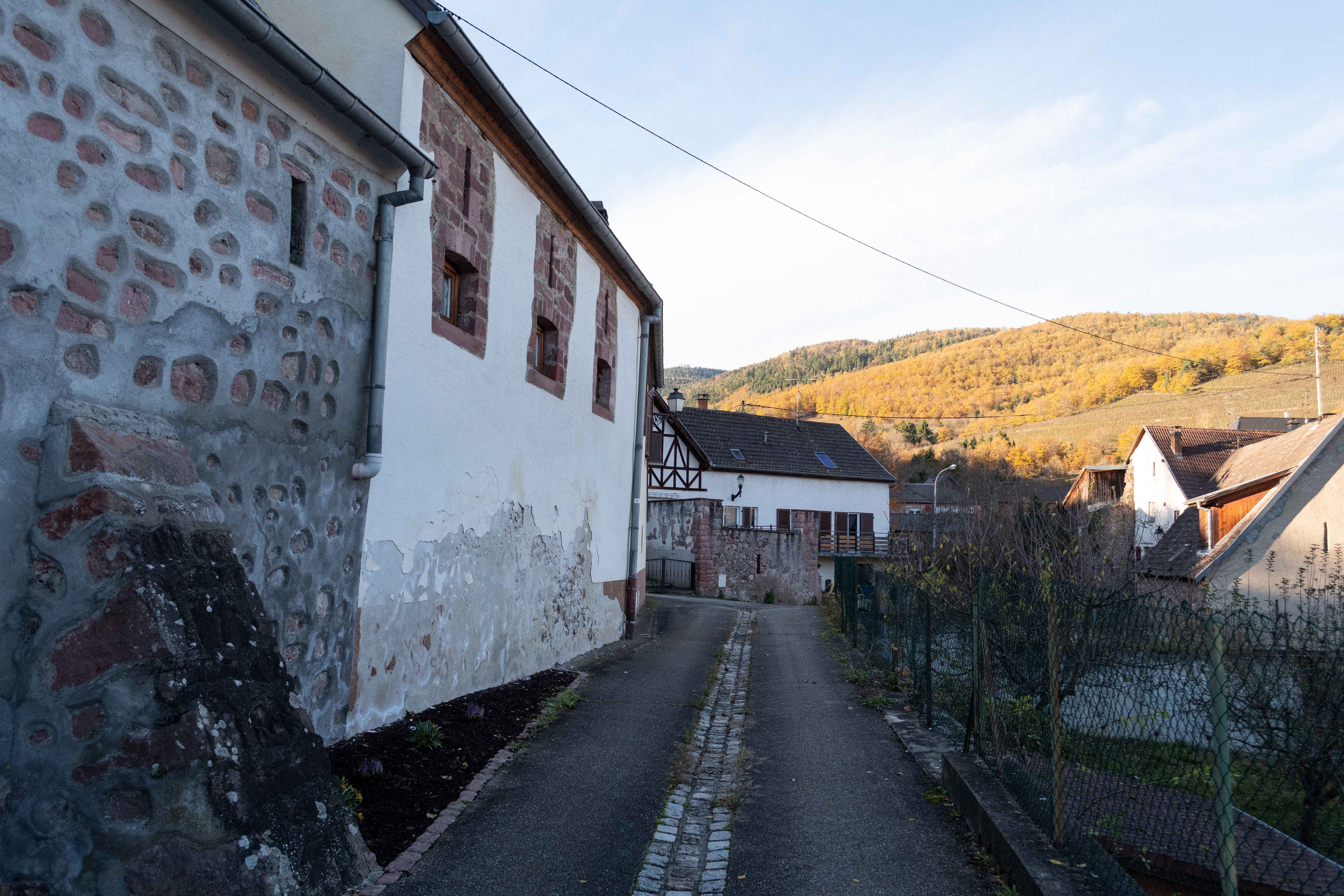
10 rue du Château (1810)
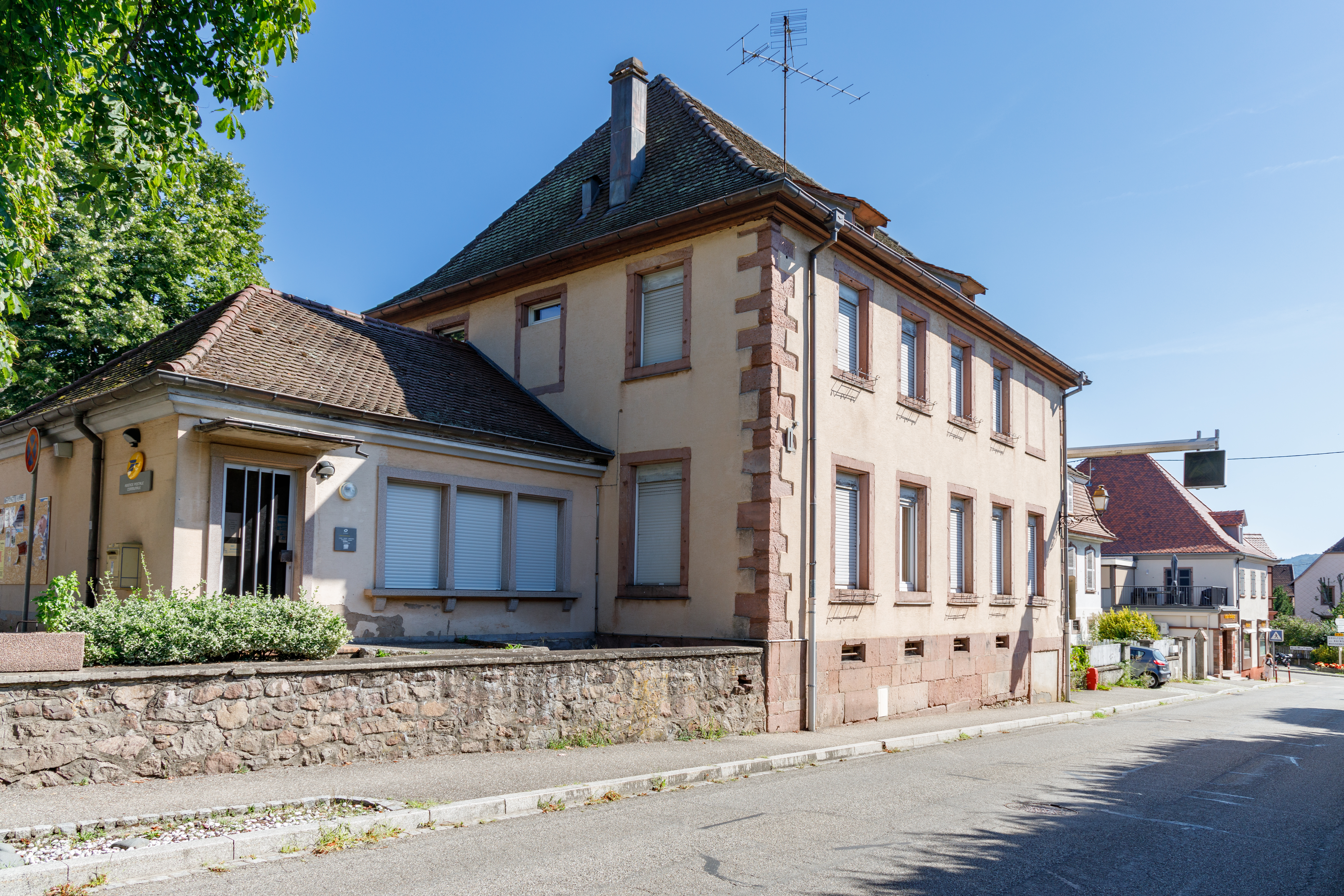
ancienne école de garçons (1837)
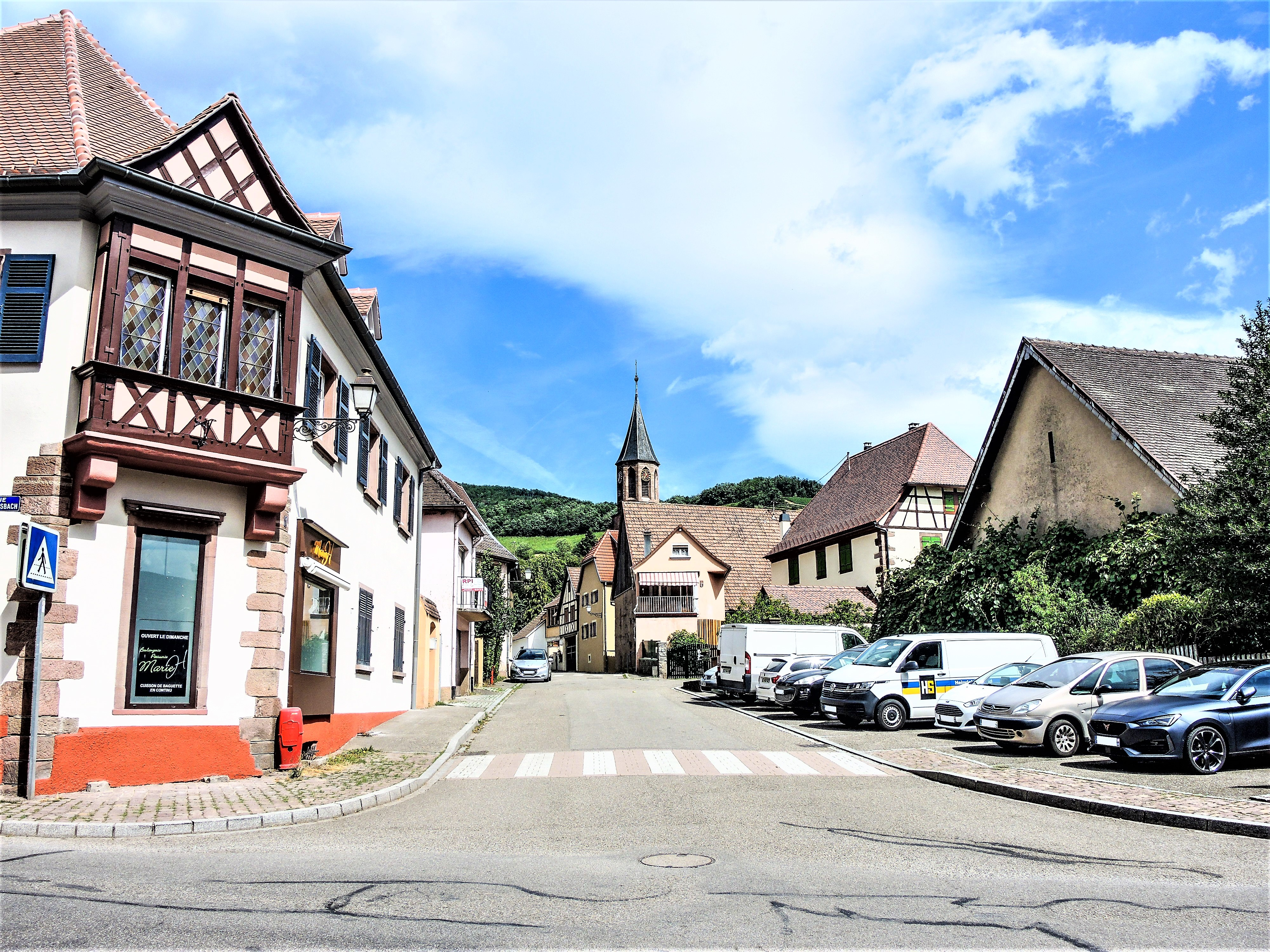
boulangerie actuelle (1950)
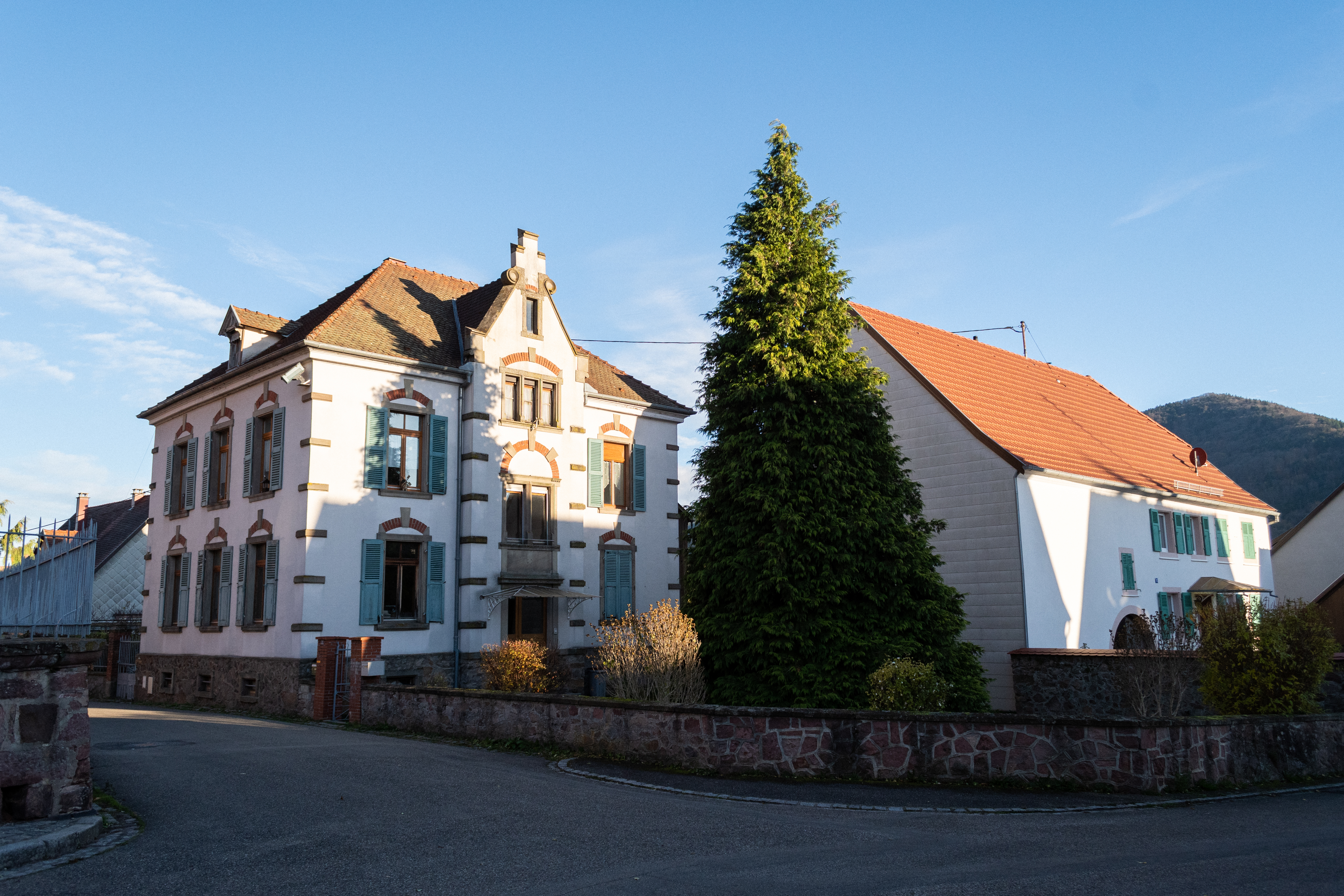
Ancien Presbytère catholique (1893)
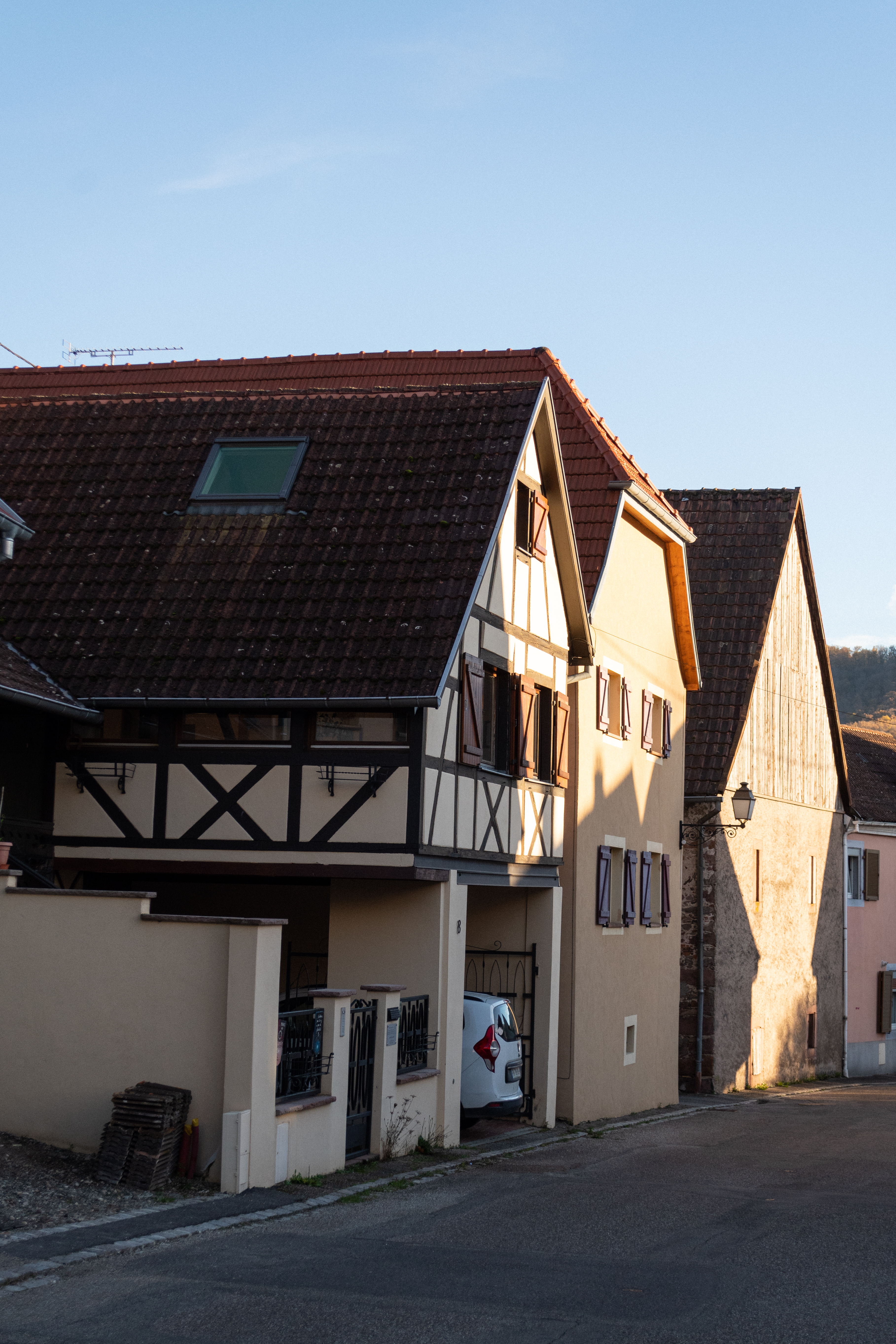
maison à colombages, et maisons (1810) rue de l'église
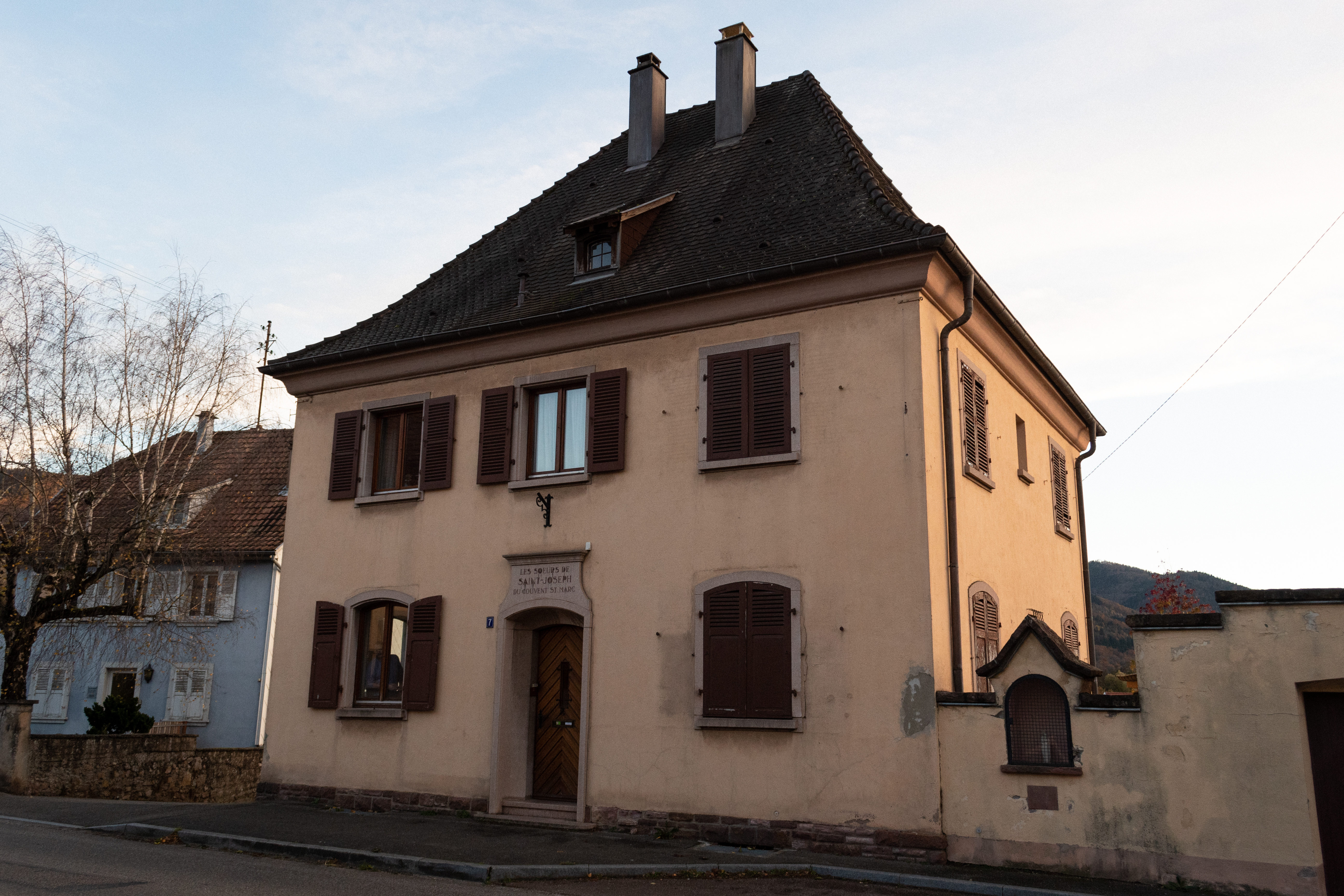
ancienne maison de sœurs de Saint Joseph du Couvent St Marc (1956) : la fondation avait été fondé en 1904. Il en résulte un jardin emmuré en pierre et une porte à l'arrière
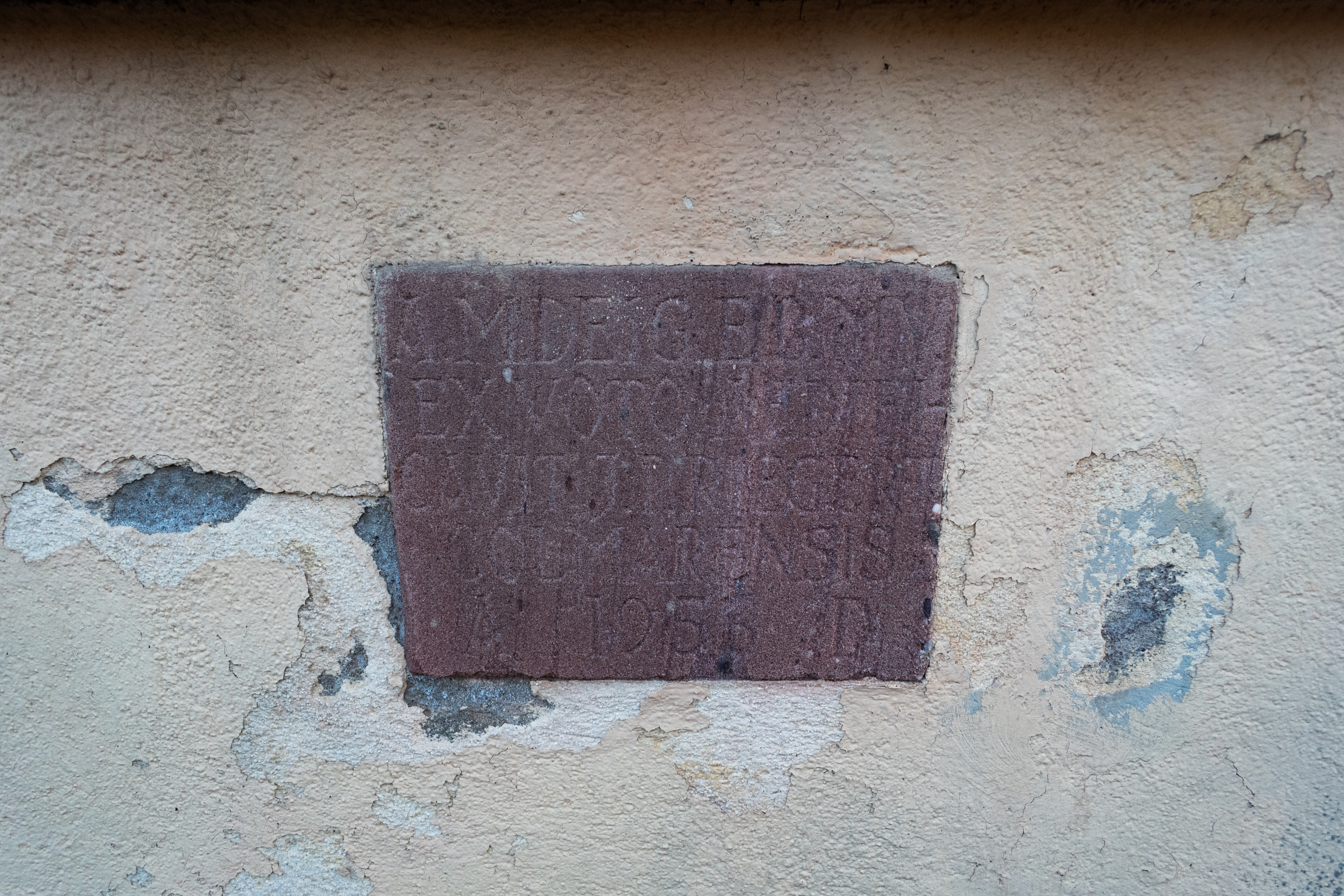
ex-voto sur le mur des sœurs (1956)
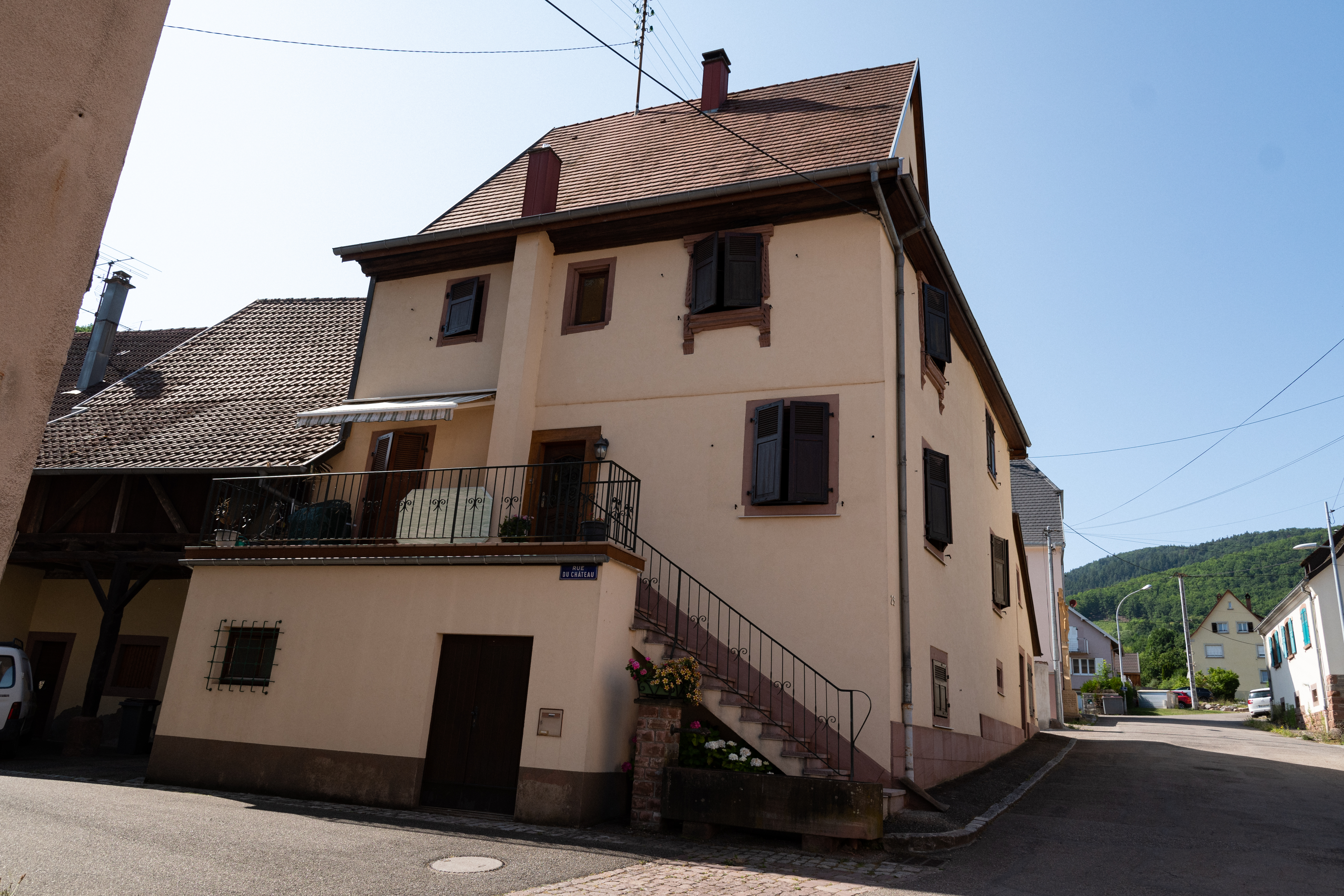
25 Grand Rue (1611) - 2ème étage (1733)
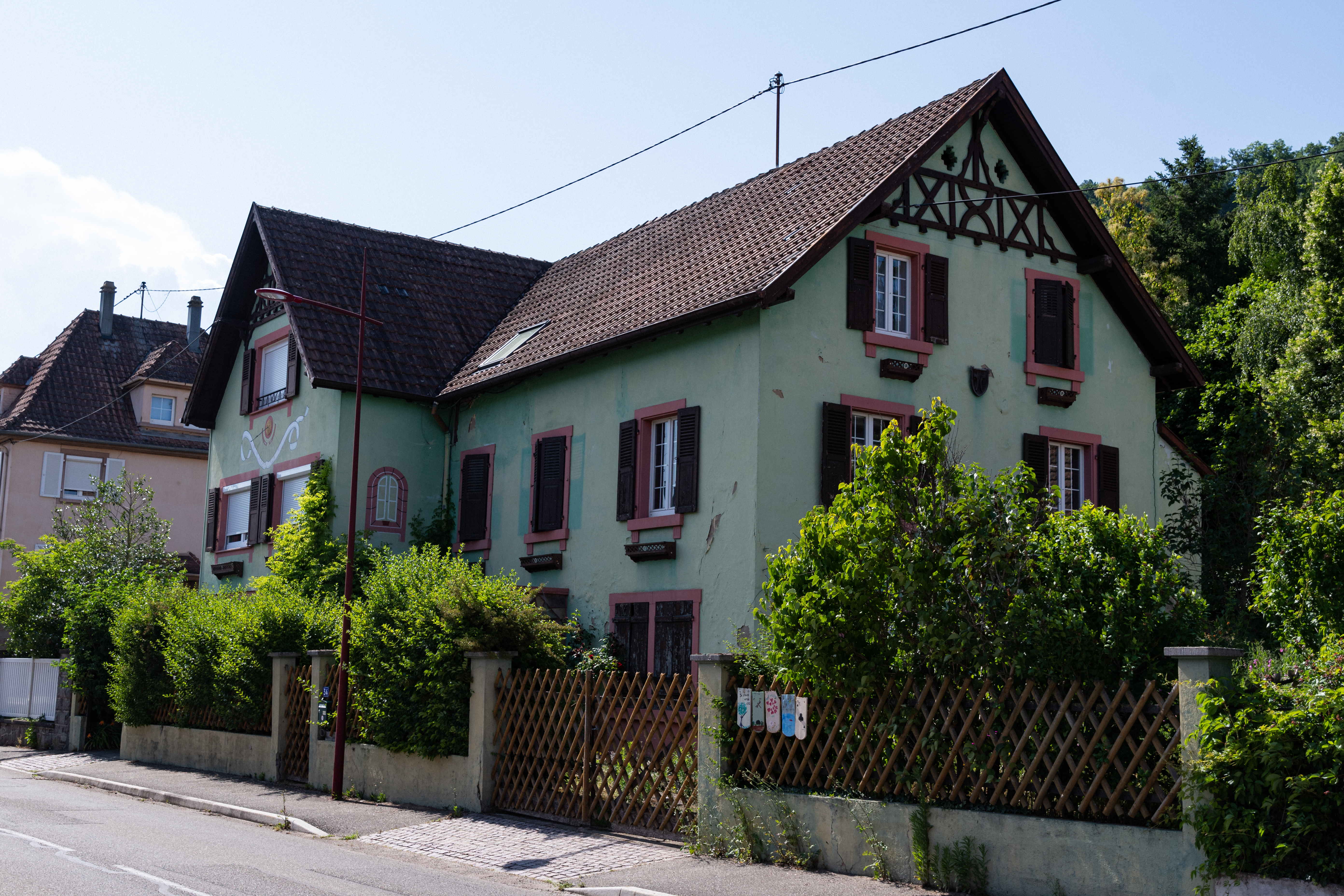
maison peinte 34 rue de Gunsbach (1909)
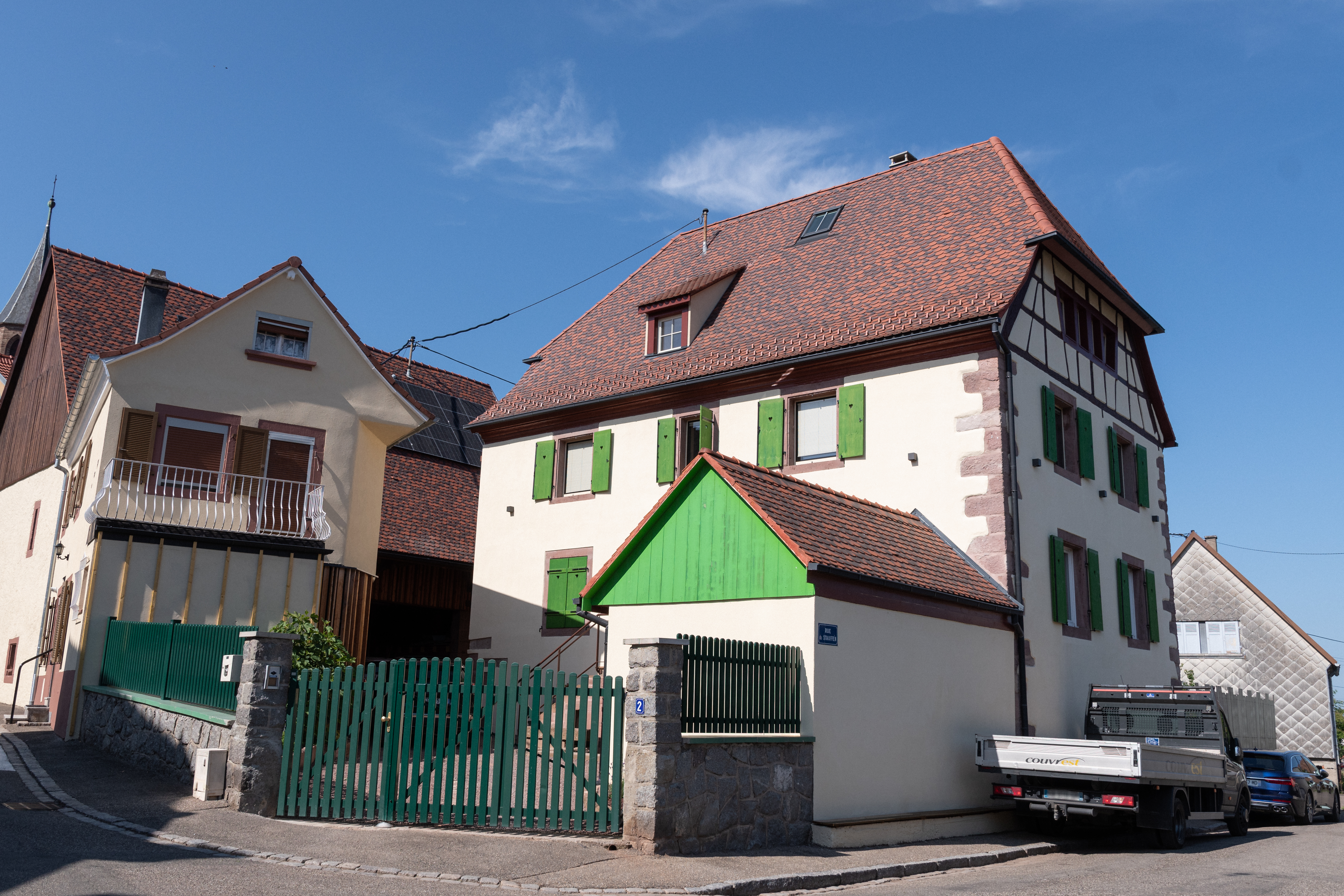
Ferme de vigneron 2 rue de l'Église (1800)
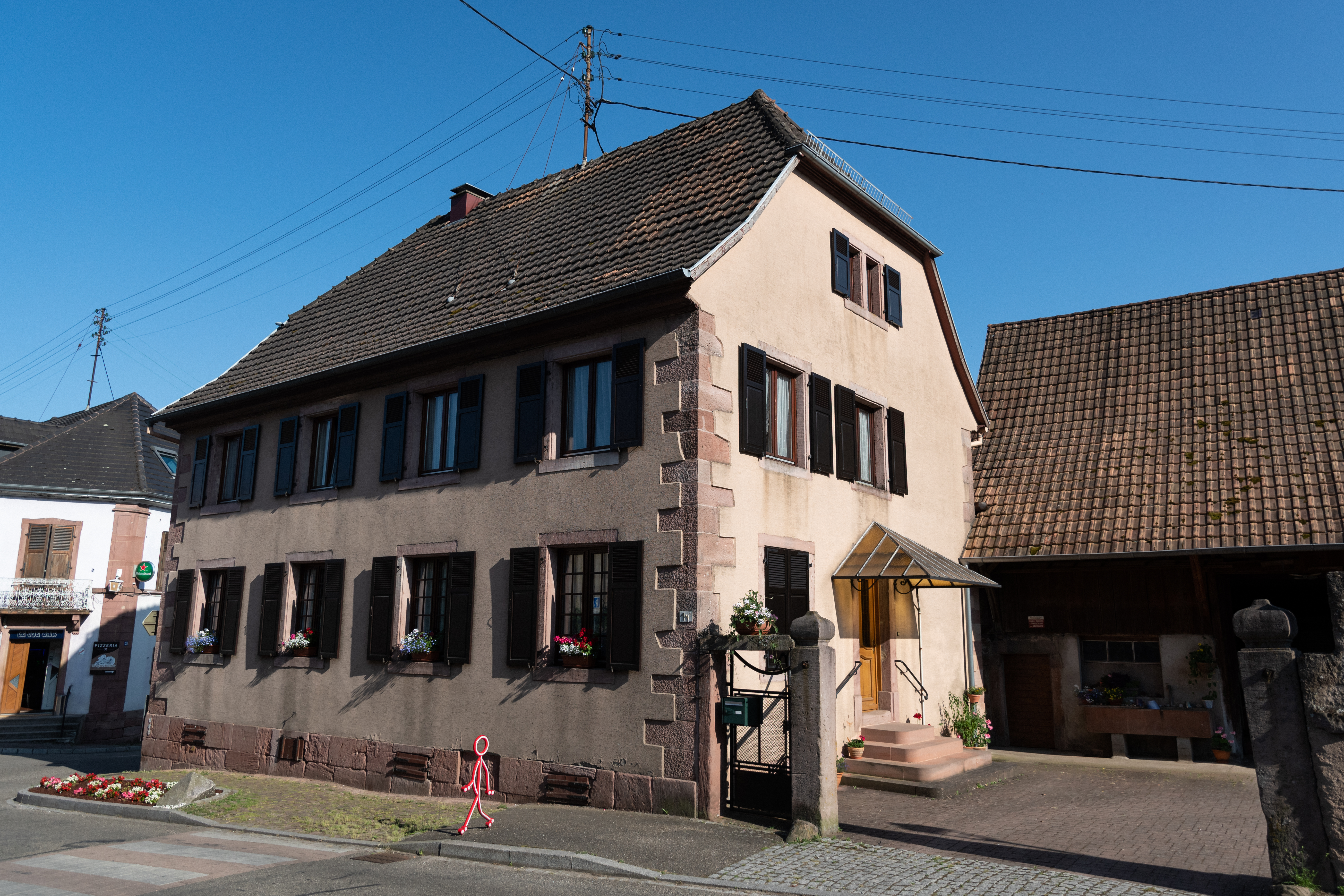
Ferme de vigneron (1840)
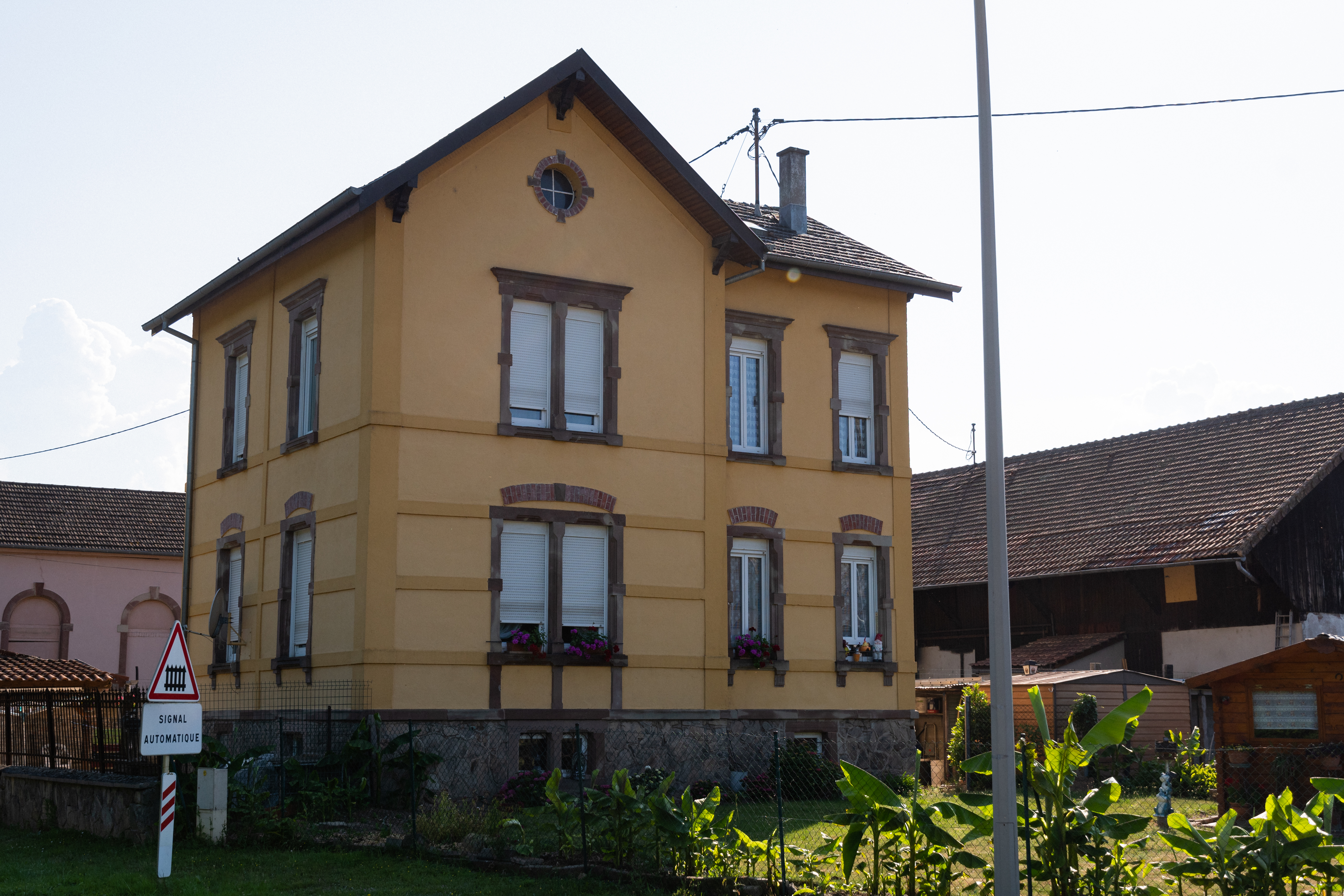
Logement patronal Immer-Klein (1895)
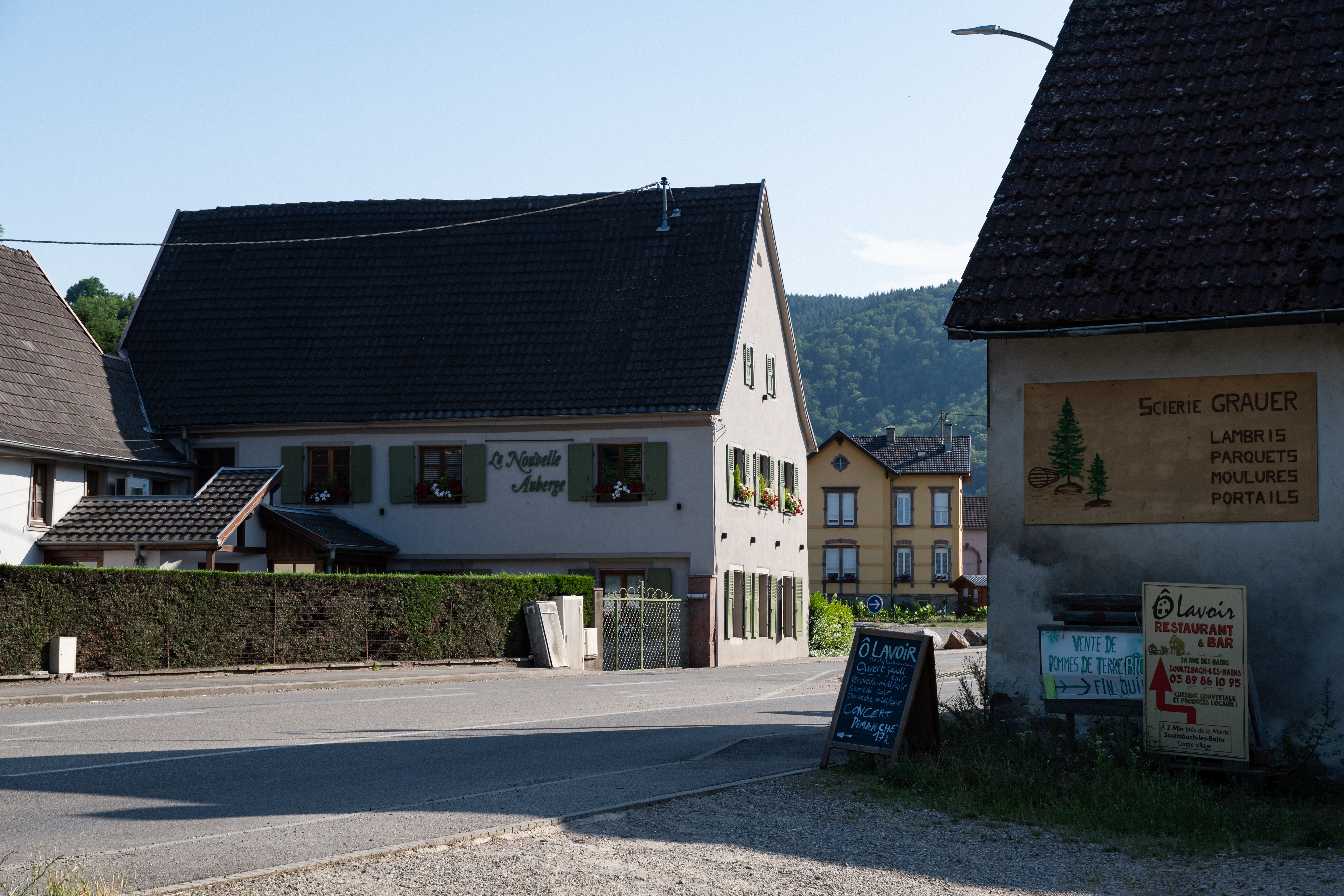
La Nouvelle Auberge (1880), une étoile Michelin
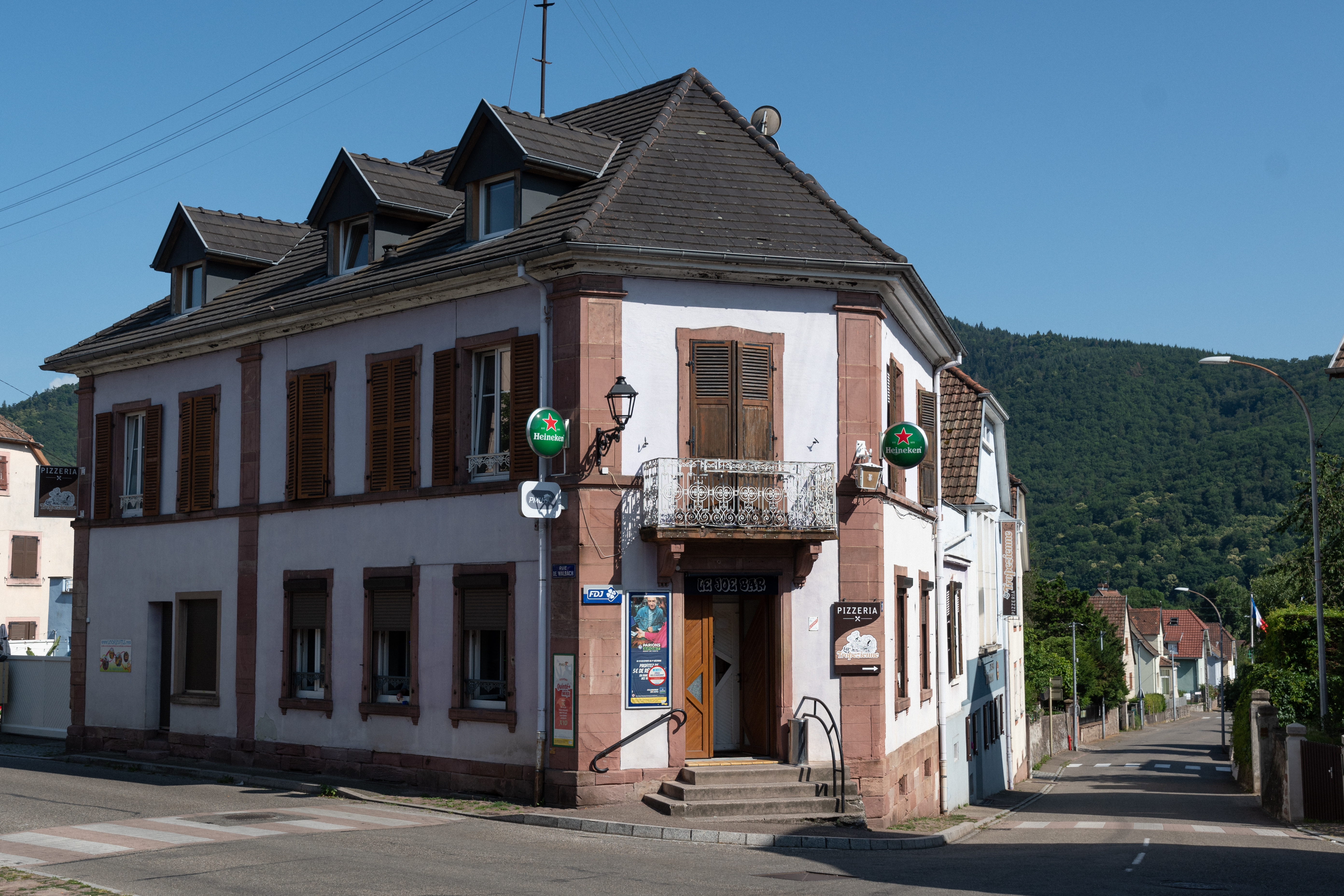
28 rue de la gare (1860) : ancien restaurant Baumgartner puis le Bar Joe depuis 1947, Joe Bar depuis 2022
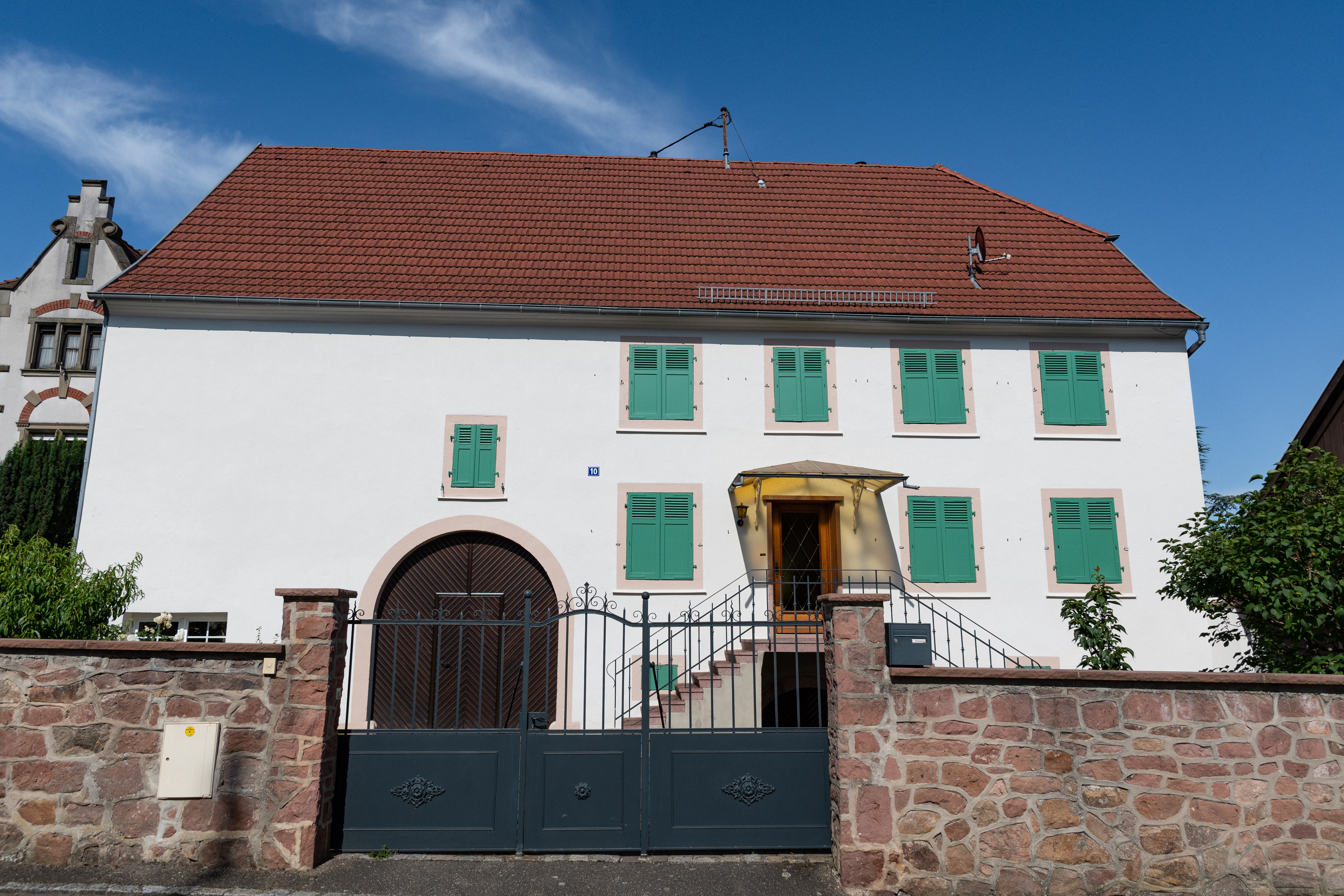
Ferme de vigneron 10 rue de l’église (1837)
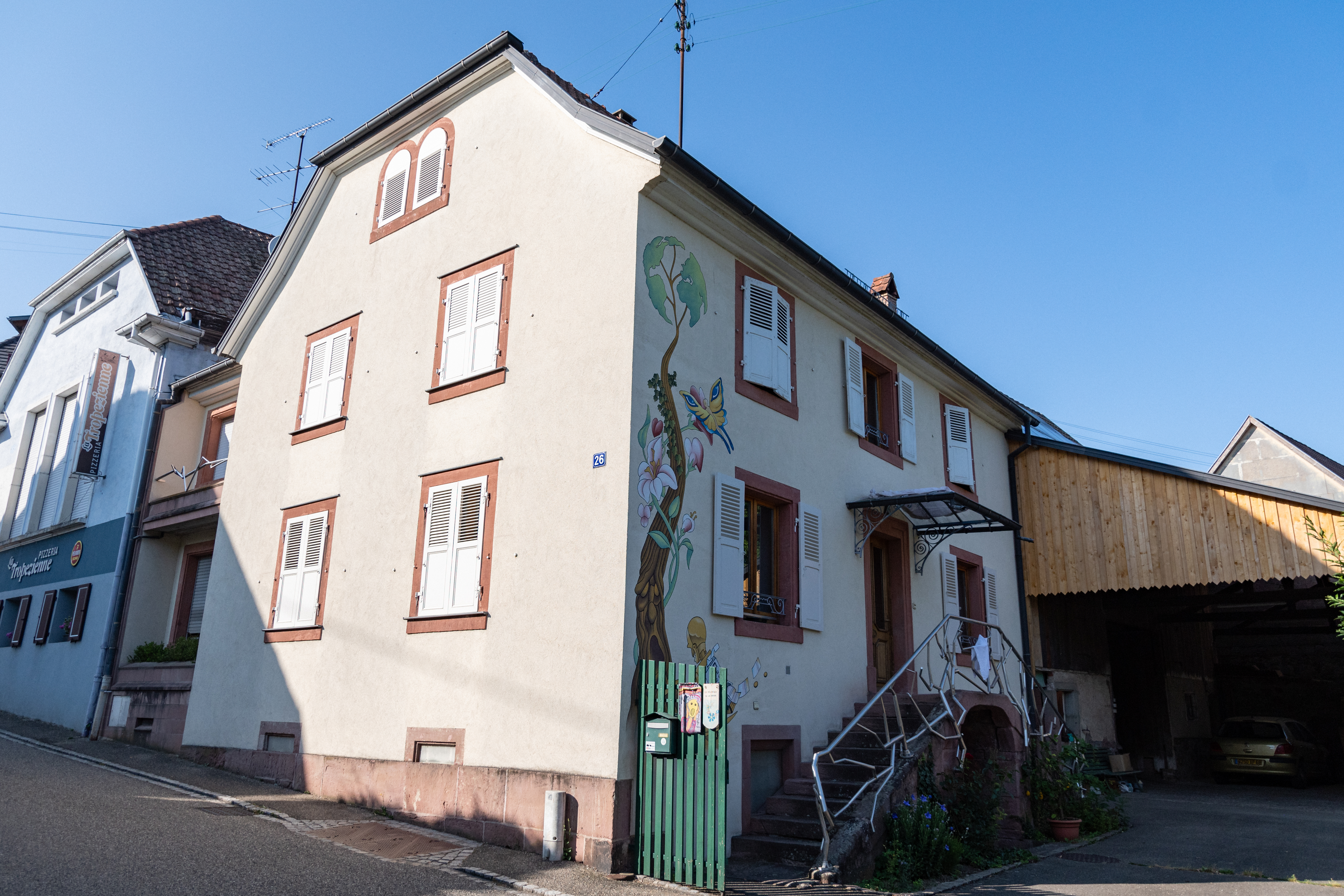
Ferme de vigneron (1839-1840)

#### Patrimoine industriel
Comme en témoigne l'enquête thématique régionale (patrimoine industriel du canton de Munster), l'activité économique a évolué en permanence dans la commune :
- Tissage Kiener, puis brasserie Kempf, actuellement maison[63]. 01, 02, 03 impasse de la Brasserie
- Tissage et finissage « W » des Manufactures Hartmann et Fils, puis Georges Perrin, actuellement usine d'emballage et de conditionnement[64]. C.D. 417
- Scierie et moulin à huile de la Nouvelle Auberge, puis scierie Grauer[65]. 06 C.D. 417
- Moulin à farine, puis ferme[66]. 02bis rue de la Chapelle
- Tuilerie et briqueterie Straub, puis Straub et Schoenheitz, puis ferme, actuellement maison[67]. 01, 03 rue de la gare
- Tissage Immer-Klein, puis usine d'articles en caoutchouc France Latex[68]. 02, 04 rue de Soultzbach
- Moulin à farine, actuellement salle de réunion et vestiaire dit clubhouse[69]. rue du stade
- Cave du domaine Schoenheitz depuis 1980[70],[61]. 1 Rue De Walbach
- Brasserie Taal depuis 2019[71]. 4 route de Soultzbach
- Ancienne blanchisserie (5 route nationale) XIXe siècle[72] 5 C.D. 417
- Réservoir communal (1904) situé à 369 mètres d'altitude. Il est endommagé le 18 juin 1940[73].

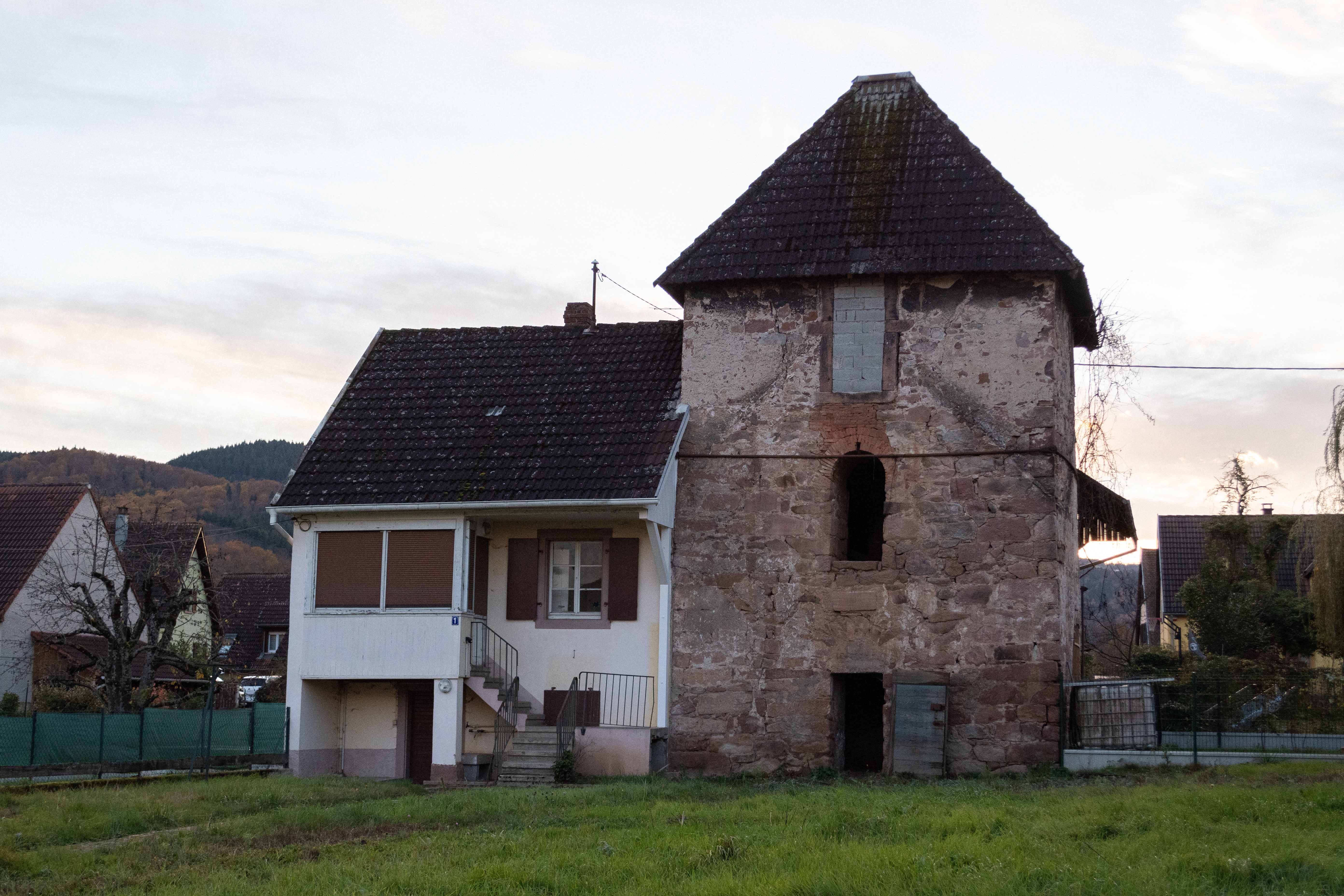
Reste du four de l'ancienne tuilerie-briqueterie de Wihr-au-Val (XIXe siècle)
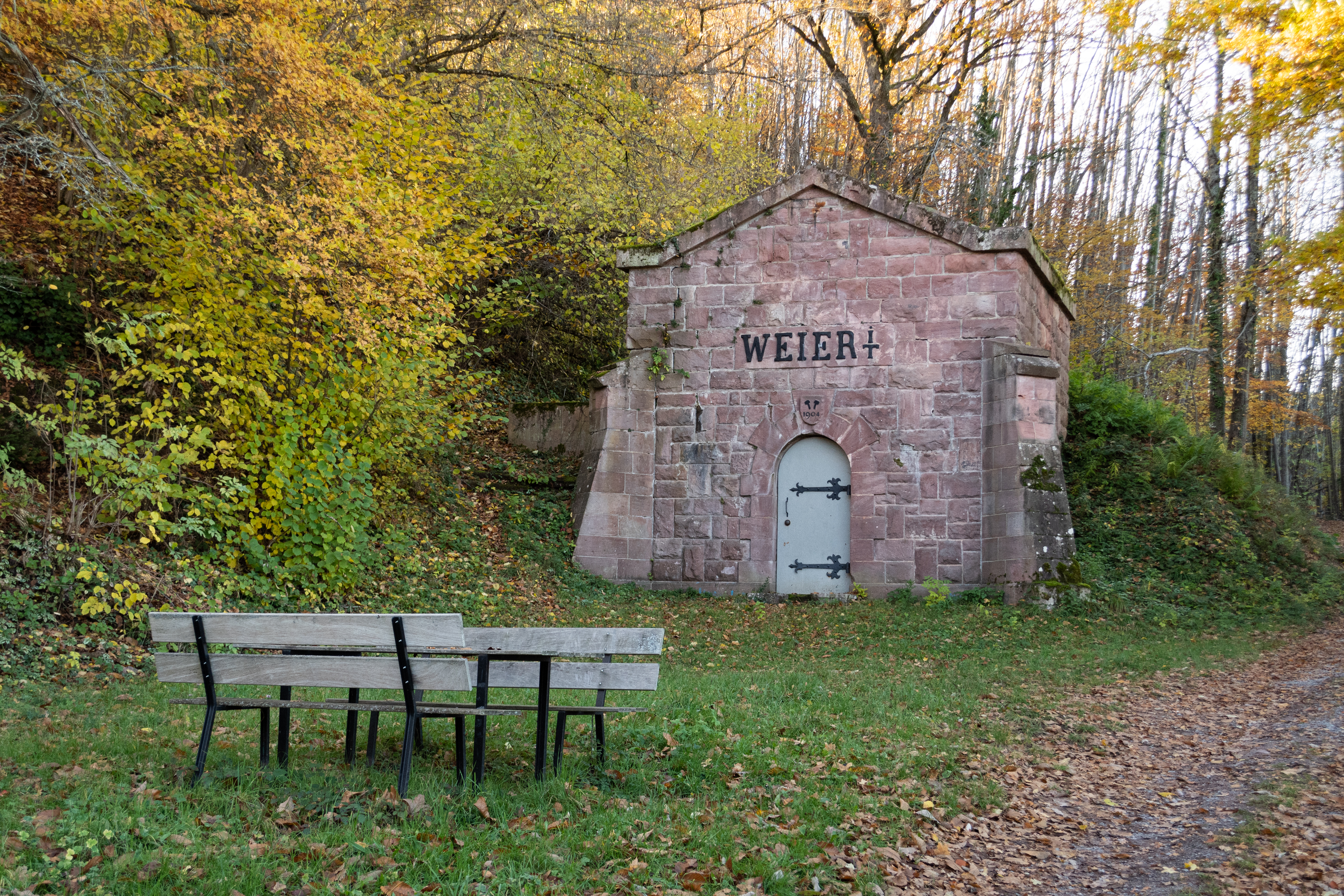
Réservoir de Wihr-au-Val (1904)
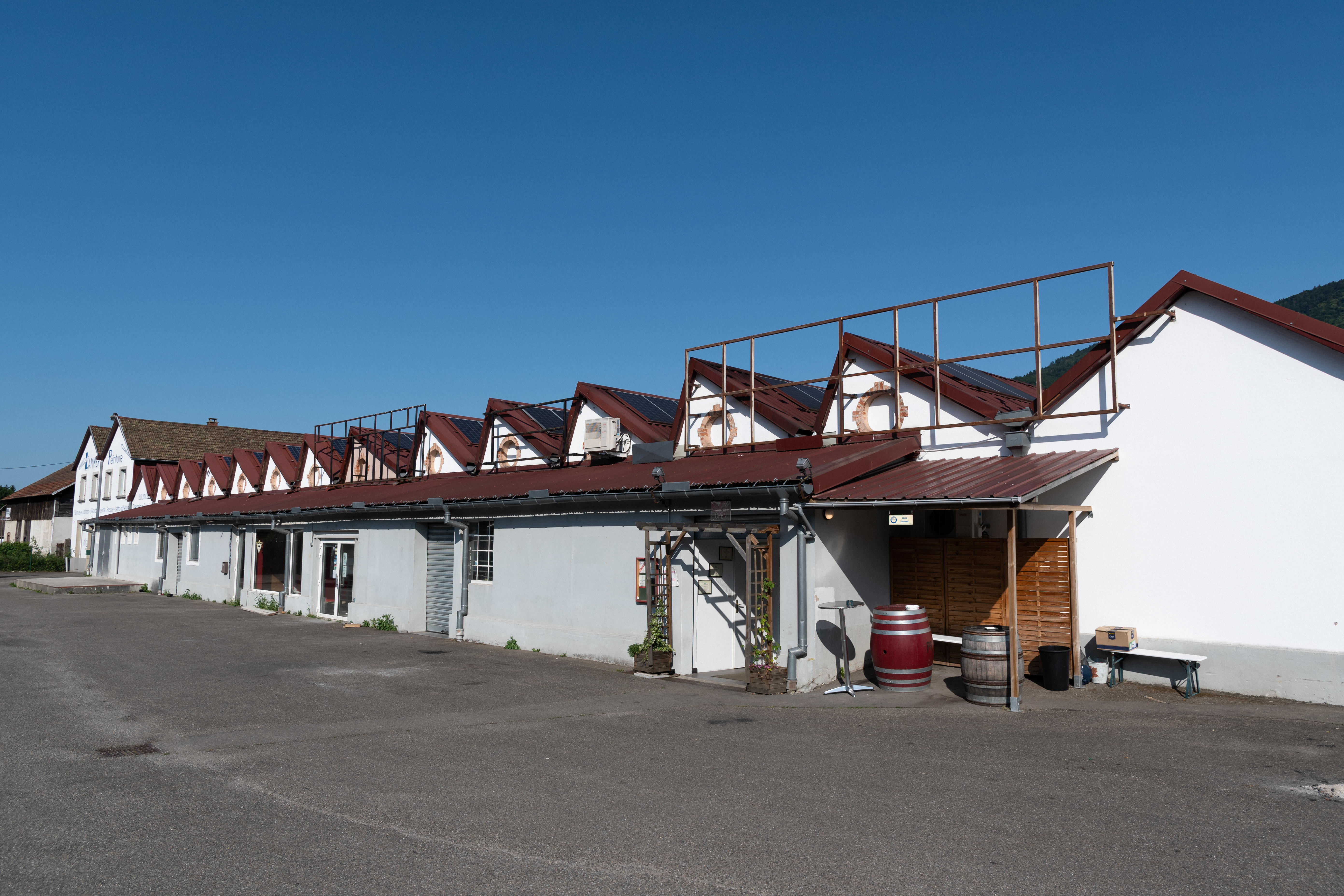
Tissage Immer-Klein (1895), Brasserie Taal depuis 2019
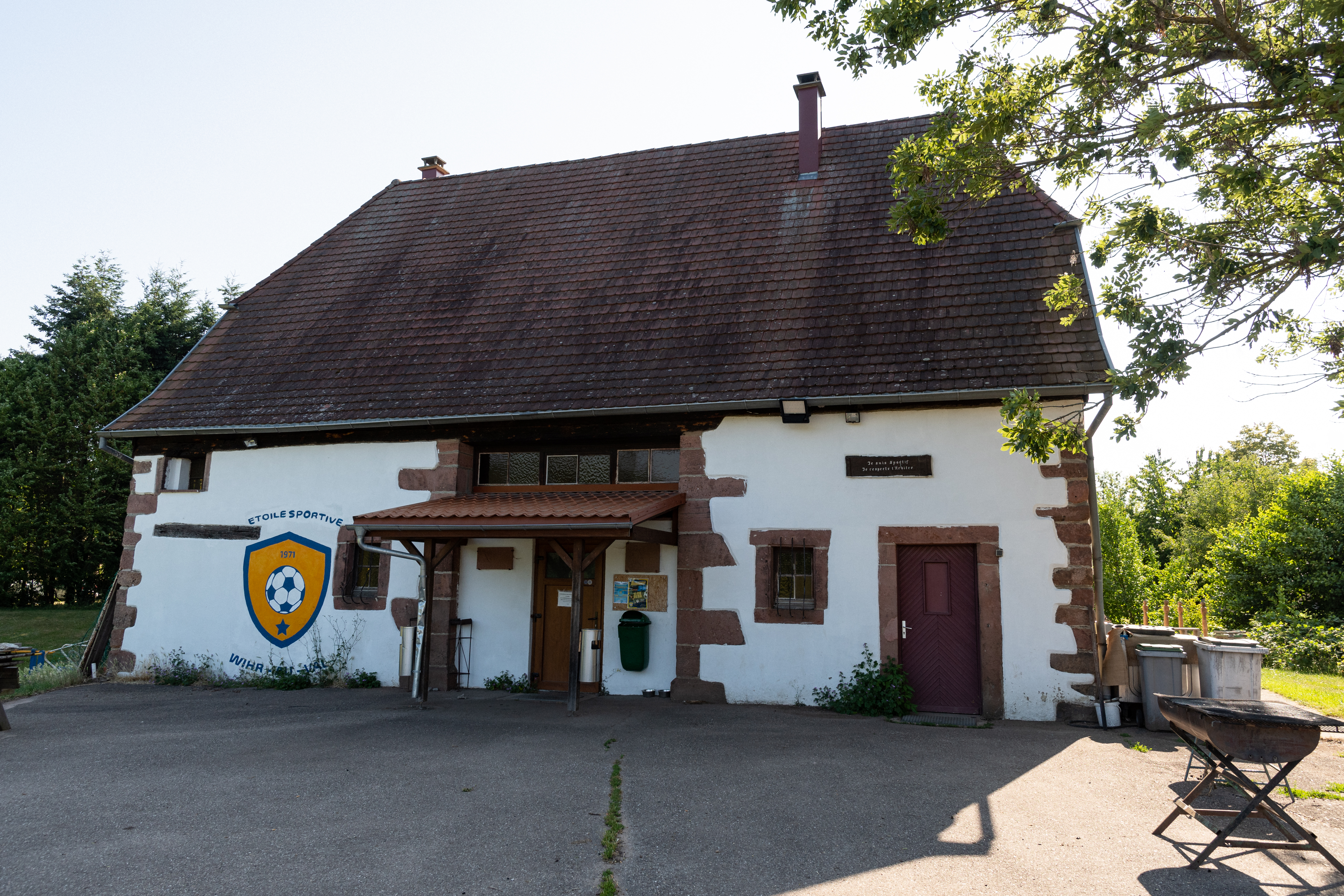
Ancien Moulin à farine (18e)
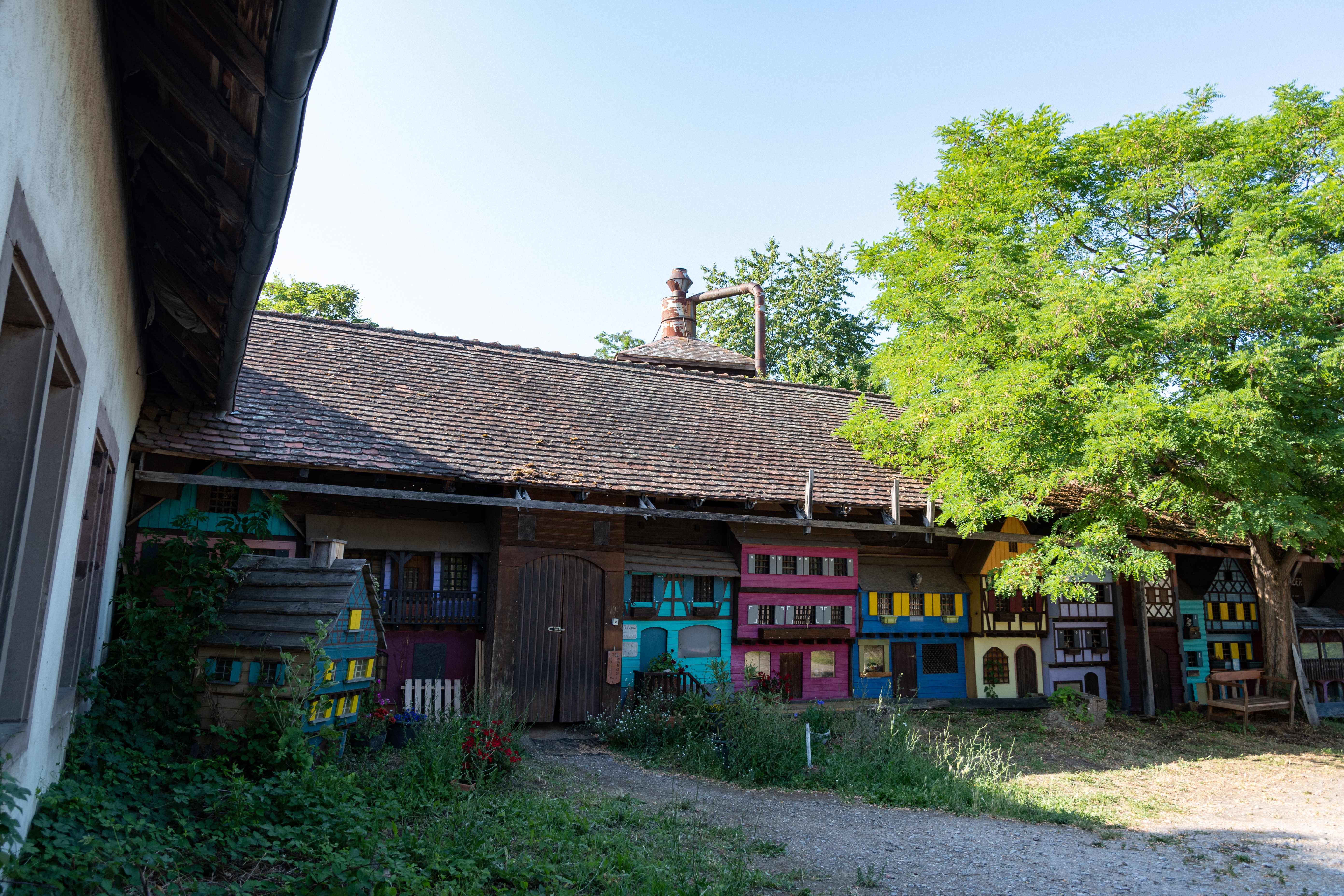
Scierie Grauer (milieu 19e)
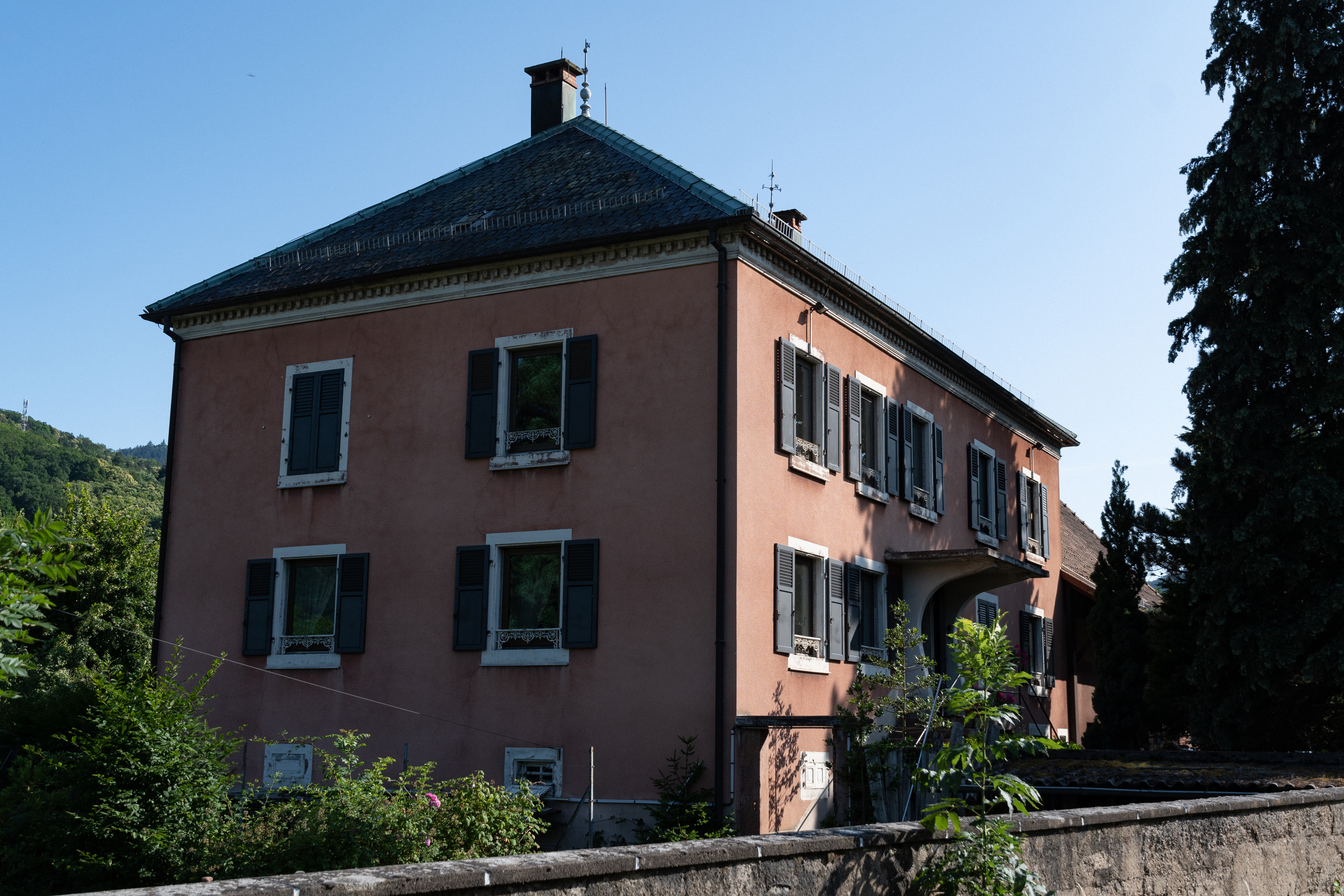
ferme - blanchisserie (1er quart XIXe siècle)

#### Patrimoine militaire de la Première Guerre mondiale
- Monument de la Croix de Wihr

Douze blockhaus de la ligne de défense et d'observation Staufen-Hohnack-Riegel se dressent sur le territoire de la commune :
- 2 abris en fond de vallon, versant ouest du Laederskopf, construits par des prisonniers roumains (dits abris des roumains)
- 4 abris (groupés par deux) en fond de vallon, versant est du Krizle, au bord du chemin
- Abri du Krizle (dit Leuchtsignal)
- Refuge octogonal du Zwergberg
- Poste de commandement du Kuhberg
- Abri et réseau entre le Kuhberg et le Zwergberg
- Abri rue de Munster
- Abri de la Gare

#### Patrimoine naturel
- Nombreux sentiers de randonnée et de VTT[74].
- Rocher du Laederskopf
- Sommet du Staufen

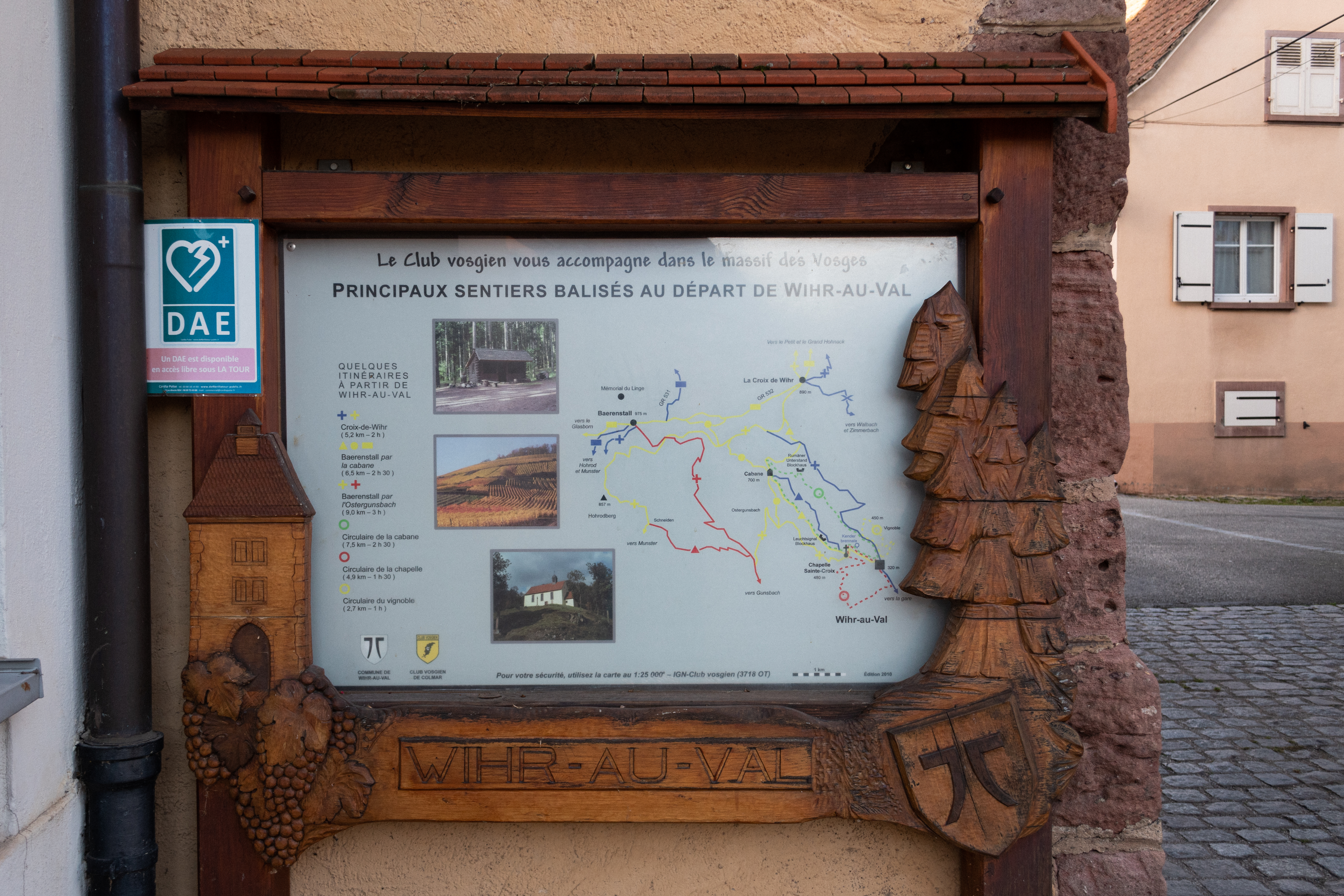
Carte des sentiers au départ de Wihr-au-Val

### Personnalités liées à la commune
- Médard Burgard, homme politique, né dans la commune ;
- Albert Schweitzer, qui a joué son dernier concert dans la commune ,
- Boniface d'Alsace, duc d’Alsace auquel la création du village est rattaché.

### Héraldique
| Blason de Wihr-au-Val | Les armes de Wihr-au-Val se blasonnent ainsi : « D'argent aux deux clavettes de roue de chariot adossées de sable. » |

Le blason représente deux goupilles de roues, qui évoquent sa position près d'une route commerciale.